# Historia de las islas Malvinas

Mapa de las Islas Malvinas, con topónimos en español.

Las Islas Malvinas son un archipiélago compuesto por dos islas mayores, Isla Soledad e Isla Gran Malvinas y rodeadas por alrededor de doscientos islotes. Localizadas en el mar argentino, en el océano Atlántico Sur, y unidas al continente americano a través de la llamada plataforma continental argentina, lo que explica las similitudes geográficas con la Patagonia austral argentina, de la cual dista unos 341 km.  
Constituyen un territorio en disputa entre la República Argentina y el Reino Unido, quien el 3 de enero de 1833 las tomó por la fuerza y las administró como un territorio británico de ultramar.
Es uno de los 17 territorios en la lista de territorios no autónomos bajo supervisión del Comité Especial de Descolonización de las Naciones Unidas, encargado de examinar la situación con respecto a la aplicación de la Resolución 1514 de la Asamblea General de las Naciones Unidas, por lo que la situación del archipiélago es examinada anualmente por el Comité de Descolonización. 
El 16 de diciembre de 1965, la Asamblea General de las Naciones Unidas aprobó la Resolución A/RES/2065 (XX), que regula la cuestión de las islas Malvinas.

## Descubrimiento

### Américo Vespucio
Las primeras teorías del descubrimiento del archipiélago inician con el avistaje de Américo Vespucio, quien asegura que en 1501 durante una expedición alrededor de la costa de Sudamérica, pudo distinguir una “tierra incógnita”. Sin embargo, por falta de datos más precisos, nunca pudo comprobarse con certeza que estas islas frente a la Patagonia hayan sido las Malvinas.
Esta hipótesis se basa en una carta a Piero Soderini, fechada en Lisboa a 4 de septiembre de 1504 y denominada Lettera di Amerigo Vespucci delle isole nuovamente trovate in quattro suoi viaggi, en la que señala haber avistado tierra a los 52° S. Sin embargo en una carta anterior a su protector, Lorenzo di Pierfrancesco de Médicis, fechada en 1502 y conocida como Mundus Novus, Vespucio mencionaba que tras haber alcanzado los 50° S, pero sin tener la costa a la vista, había decidido retornar a Portugal. 

### Expediciones españolas

Mapamundi de Diego Ribero (1529), en el que se incluye a las Islas de San Antón en sorprendente concordancia geográfica con las islas Malvinas. Biblioteca Apostólica Vaticana, Ciudad del Vaticano.

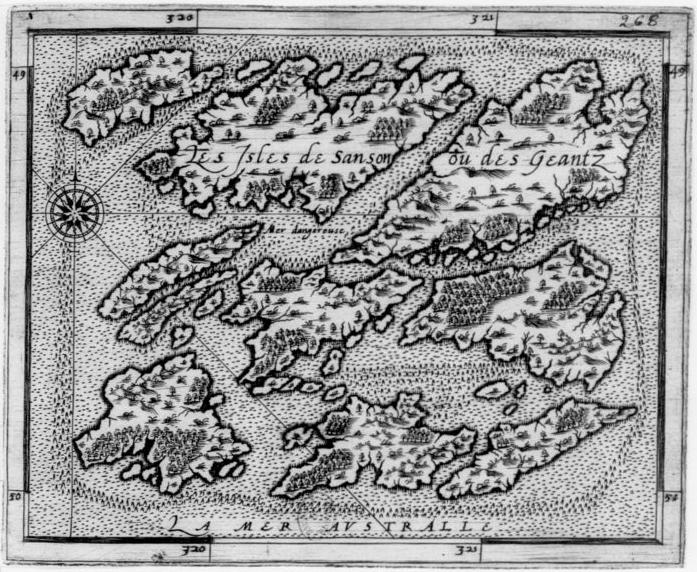
Primer mapa de las Islas Malvinas que se encuentra en la obra “Le grand Insulaire et pilotage d'André Thevet, Angoumoisin, cosmographe du Roy, dans lequel sont contenus plusieurs plants d'isles habitées et deshabitées et description d'icelles”, de 1586, por André Thevet.

Más allá de las diversas teorías existentes sobre el descubrimiento de las islas, la más aceptada por los historiadores es el descubrimiento durante la expedición de Fernando de Magallanes al servicio del rey de España en 1520. 
La versión más difundida afirma que el descubridor del archipiélago fue Esteban Gómez, piloto de la nave San Antón o San Antonio, cuyo nombre dio origen al de las islas. Tras sublevarse contra Magallanes el 1 de noviembre de 1520, Gómez regresó a España por la ruta de Guinea. Fue sometido a un juicio en donde no se halla ninguna mención que pueda atribuirse a las Malvinas. Durante esa expedición, el capitán del barco San Anton o San Antonio, Gómez, no continúa con Magallanes, sino que parte hacia el Cabo Buena Esperanza topándose en su camino con las islas. Otra versión atribuye el descubrimiento al barco Victoria, que fue enviado por Magallanes a rastrear al San Antón en aguas del Atlántico.
El capitán Pedro de Vera con la nave Anunciada desertó de la expedición de García Jofre de Loaisa a la altura del río Santa Cruz, con el propósito de navegar hacia las Molucas por el cabo de Buena Esperanza, pero no volvió a saberse nada de esta nave. Por la ruta que debió tomar, algunos historiadores han creído que pudo avistar las islas Malvinas.
El comendador Simón de Alcazaba y Sotomayor partió de España con dos naves el 21 de septiembre de 1534. La nave San Pedro, al mando de Rodrigo Martínez, fue separada de la Madre de Dios por una tormenta a la altura del Río de la Plata y volvieron a encontrarse el 17 de enero de 1535 en el cabo Vírgenes, hecho que es relatado por Alonso Vehedor mencionando unas islas.
Posteriormente las fuentes peninsulares acreditan que la nave comandada por Alonso de Camargo, la cual era parte de la expedición comandada por fray Francisco de la Ribera, la cual había sido armada por el obispo católico de Plasencia, Gutierre de Vargas y Carvajal, hizo toma de posesión del archipiélago para España el 4 de febrero de 1540. Afirman también que luego invernó en las islas para finalmente partir de regreso a España en diciembre.

### Expediciones británicas
Los ingleses, a su vez, poseen su teoría sobre el primer avistaje , afirman que su primer descubrimiento fue el 14 de agosto de 1592 por un marino británico, John Davis, quien se encontraba bajo la capitanía de Tomas Cavendish en el barco Desire de la segunda expedición. 
Gracias a un fuerte temporal, la nave de Davis se extravió durante la expedición, lo que la llevó a toparse con las islas y según los ingleses descubrirlas por primera vez. Aunque, esta teoría posee datos demasiado inconcretos, ya que Davis nunca llegó a desembarcar, además de que sus declaraciones y descripciones acerca de la ubicación son desacertadas. Según Pertierra Cánepa (2003),
“Otra hipótesis que es sostenida por los ingleses, es la atribución del descubrimiento de las islas al marino John Davis en 1592; pero no tiene mucho sustento ya que este no desembarcó, sus referencias fueron imprecisas y por otra parte, las sitúa en forma muy errada.” Además, hay otra que afirma que el corsario inglés Richard Hawkins, al mando de la Dainty, descubrió las Malvinas a principios de febrero de 1574, bautizándolas como "Hawkins' Maiden Land" (tierra virgen de Hawkins). El nombre fue dado en honor a la reina Isabel I, también apodada la reina virgen.

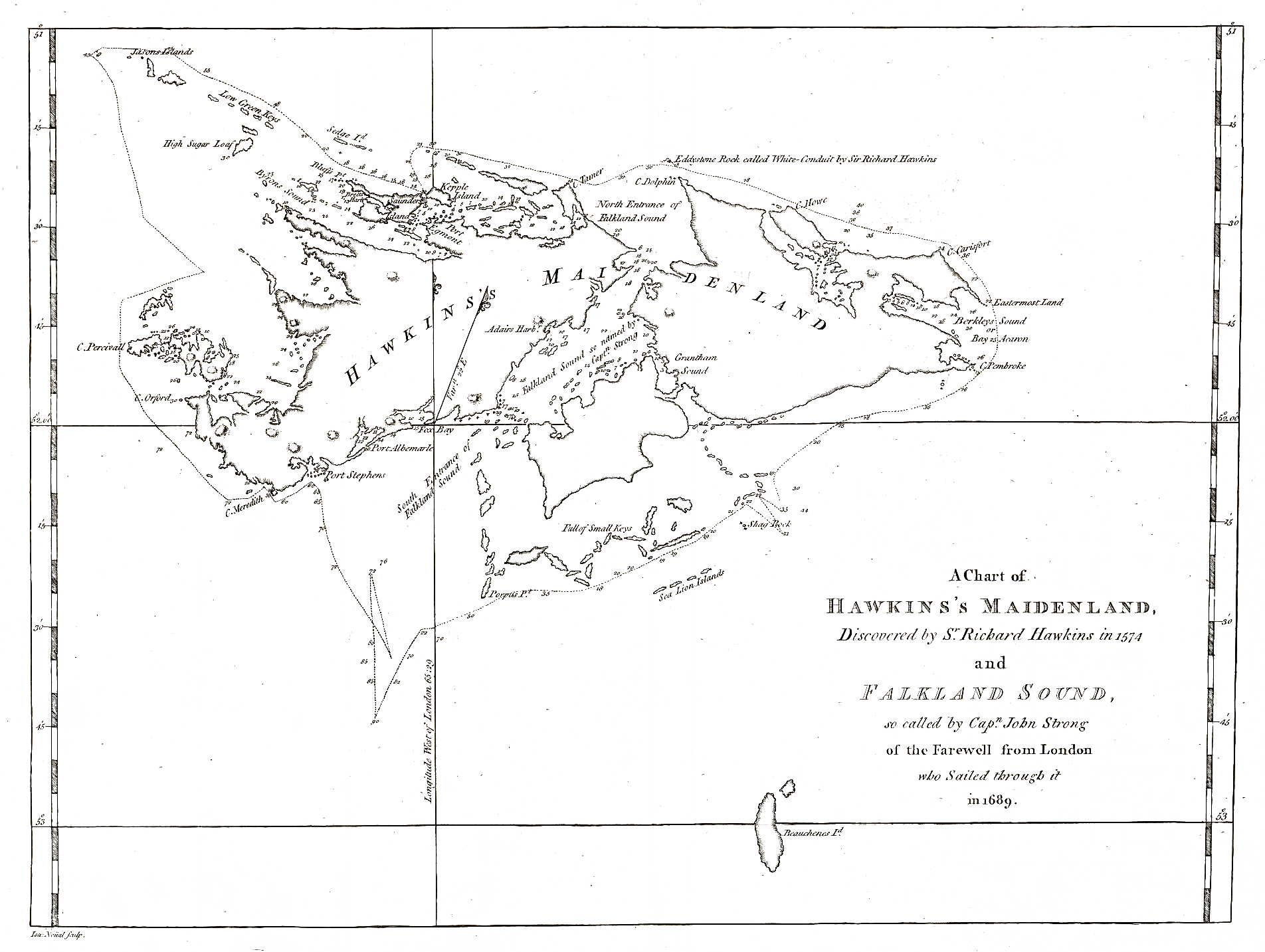
Mapa de Hawkins's Maidenland, hecho en 1773 por John Hawkesworth and John Byron.

### Sebald de Weert
En la mañana del 24 de enero de 1600 fueron avistadas nuevamente las islas por una expedición holandesa al mando del capitán neerlandés Sebald de Weert quien nombró a las islas como Sevaldinas (islas Sebaldes), razón por la que los mapas neerlandeses mantuvieron hasta fines del siglo XIX. 
La flota partió el 27 de junio de 1598 desde un puerto llamado Goree ubicado en Holanda del sur y fue financiada por los estados generales de Holanda con el objetivo de asaltar las posesiones españolas en las indias. La embarcación estaba compuesta por 5 naves, una de ellas era la Geloof que había estado al mando del almirante Jakob Mahu que muere poco después de haber pasado por las islas de Cabo Verde pero cuando este muere es reemplazado por Simón de Cordes y era el barco en el que cual se encontraba Weert el cual luego ser el nuevo almirante. Cuando la nave llega al estrecho de Magallanes y entra en el mar del sur, Cordes y 27 tripulantes fueron asesinados por los araucanos y el Geloof queda al mando de Sebald. Sin embargo, una fuerte tormenta dispersó a las naves en el estrecho de Magallanes, por lo que De Weert decidió regresar a Europa. 
El 22 de enero salieron del estrecho con el objetivo de retornar a Europa pero dos días después encontraron una tierra desconocida sobre la latitud 50°40′ S y a unas 60 leguas del continente. Se pudieron distinguir tres islas desde lejos debido a que no puedo desembarcar, ya que había perdido sus botes en el estrecho. 
El 24 de enero de 1600 avistó tres islas sobre latitud 50°40′ S y a 60 leguas holandesas de la costa (equivalentes a 70 leguas españolas). De Weert no intentó desembarcar pues su nave había perdido todos sus botes en la borrasca.[2][3] Finalmente el 13 de julio de 1600 volvieron aquellos sobrevivientes del barco al puerto de Gorée mientras que el resto de las flotas no volvieron a aparecer. De Weert llegó a Holanda el 14 de julio de 1600 y a partir de entonces las islas se encuentran en los mapas náuticos de ese país.

## Confirmación del descubrimiento

### Jakob LeMaire
La expedición comandada por Jakob LeMaire confirmó la existencia de las islas el día 18 de enero de 1616 al reconocerlas como las Sebaldinas. Había partido de Ámsterdam con los barcos Eendracht y Hoorn, al mando de los hermanos Willem y Jan Schouten respectivamente, con el objetivo secreto de encontrar un paso alternativo al Estrecho de Magallanes.

### Isla Pepys
Otro corsario inglés, William Ambrose Cowley, quien viajaba en una expedición al Pacífico en el Bachelor's Delight, bajo el mando de John Cook, publicó en enero de 1684 un diario de viaje, en el que señala la presencia de: 

(...) una isla desconocida, deshabitada, a la que di el nombre de isla Pepys, sobre la cual crecen árboles y posee ríos de agua dulce, como también tiene un gran puerto con capacidad para miles de naves.

El marino inglés William Dampier, compañero de viaje de Cowley, interpretó que la presunta isla era parte de las Sebaldinas. que fue buscada infructuosamente por varios navegantes, entre ellos John Byron, James Cook y George Anson. Este último, en medio de una frustración creciente, se quejaba en 1774 por:

(...) la frivolidad con que los filibusteros daban noticias de lugares inexistentes.

El reporte de Cowley encendió el interés británico por esa región del mundo. En 1748 España logró frustrar una expedición británica para buscar la isla Pepys y reconocer las Malvinas.

### John Strong
El 27 de enero de 1690, una expedición británica comandada por el capitán John Strong en la nave Welfare (o Farewell) navegó entre las dos islas principales, bautizando el pasaje como Falkland Channel (actualmente Falkland Sound o estrecho de San Carlos), en honor de Anthony Cary, quinto vizconde de Falkland, el cual, como comisionado del Almirantazgo Británico, había financiado el viaje. Muchos años después los británicos extendieron este nombre a todo el archipiélago. Strong había partido de Inglaterra en octubre de 1689 con destino a los puertos chilenos y peruanos del Pacífico, en los cuales pretendía comerciar, pero fue expulsado de ellos.
Desembarcó el día 28 de enero a fin de aprovisionar sus bodegas con focas y pingüinos. Como no hubo toma de posesión formal, reclamación de títulos ni ocupación, Goebel afirma que este desembarco no tuvo consecuencia legal alguna. Gustafson señala que en los siguientes setenta y seis años no hubo ocupación permanente de las islas y coincide con Goebel en que la expedición de Strong no acarreó ventajas legales para Inglaterra.
De ese mismo año data el mapa neerlandés Orbis Terrarum Nova et Accurata Tabula de Gerard y de Leonard Valk, en el que aparece por primera vez el nombre Falkland.

### Otros viajes
En el período desde 1616 hasta 1764, las islas fueron reavistadas por navegantes holandeses, españoles, franceses e ingleses. A principios del siglo XVIII los franceses organizaron sucesivos viajes de exploración a las Malvinas. Mejoraron el conocimiento cartográfico del área y reconocieron su importancia como base de reaprovisionamiento para largas travesías. Como gran parte de estas expediciones partían de Saint-Maló, las islas fueron bautizadas por los marinos como Malouines.
Fueron justamente los franceses los primeros en ocuparlas en forma permanente a partir de 1764. Los ocasionales desembarcos de las otras potencias se limitaron a la provisión de víveres, y fueron de duración breve.

## Asentamiento francés en Port Saint-Louis

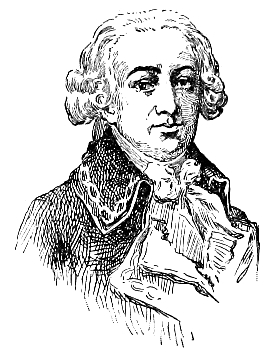
Louis-Antoine de Bougainville (1729–1811).

Luego de la catastrófica derrota francesa en la Guerra de los Siete Años, en la que perdió casi todo su imperio colonial a manos de los ingleses, Francia emprendió la reconstrucción de su poder imperial y, a expensas de España, consideró colonizar las Malvinas, como parte de una estrategia más amplia. Louis Antoine de Bougainville, quien había estudiado rias de los navegantes que exploraron el área, fundó la Compagnie de Saint-Maló destinada a financiar la expedición y ocupar las islas en nombre del rey. Pensaba colonizarlas con algunos de los 18.000 acadienses que habían sido deportados por rehusarse a jurar lealtad a la Corona británica.
Bougainville zarpó de Saint Maló el 15 de septiembre de 1763 con dos naves, en una de las cuales viajaban tres familias de la mencionada región canadiense, quienes se habían refugiado en Bretaña. La fragata Aigle y la corbeta Sphinx tuvieron como capitanes a Nicolas Pierre Duclos-Guyot y a François Chenard de la Giraudais respectivamente. El 31 de enero de 1764 arribaron a las islas, a las que nombró Illes Malouines. El 17 de marzo fundó una colonia en la isla Soledad, a la que llamó Port Saint-Louis y el 5 de abril de 1764 tomó posesión formal del territorio en nombre de Luis XV.
El 8 de abril regresó a Francia y volvió a las islas Malvinas el 5 de enero de 1765 a bordo de la Aigle llevando un nuevo grupo de acadienses.
La corte española reclamó inmediatamente ante Francia, aduciendo que las islas eran una dependencia del continente de la América Meridional, iniciándose negociaciones en septiembre de 1764. Esta accedió rápidamente a la protesta, sugiriendo que España negociase directamente con Bougainville, que se hallaba de nuevo en Europa, pues había partido de las islas el 25 de abril de 1765. El navegante reconoció la ilegalidad del establecimiento y aceptó una indemnización española en concepto de resarcimiento por el abandono de las instalaciones y materiales; a partir de este momento los franceses depusieron cualquier tipo de reclamo sobre la soberanía del archipiélago.
Bougainville, en su Viaje alrededor del mundo da más detalles sobre el particular: 

España reivindicó estas islas como una dependencia de América Meridional, y habiendo sido reconocido su derecho por el rey, recibí orden de ir a entregar nuestros establecimientos a los españoles (...)

Habiendo Francia reconocido el derecho de su Majestad Católica sobre las islas Malvinas, el rey de España, por un principio de derecho público reconocido en todo el mundo, no debía ningún reembolso por los gastos. Sin embargo, como adquirieron los navíos, bateles, mercaderías, armas, municiones de guerra y de boca que componían nuestro establecimiento, este monarca, tan justo como generoso, ha querido reembolsarnos de nuestros adelantos, y la suma de 618.108 libras nos ha sido entregada por sus tesoreros, parte en París y el resto en Buenos Aires (...)

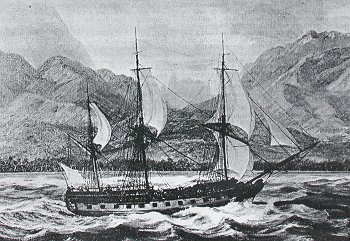
Fragata francesa La Boudeuse, bajo las órdenes de Bougainville. Grabado del.

En el recibo extendido por Bougainville, reconoce expresamente que se había establecido en territorio español: 

Don Luis de Bougainville coronel de los ejércitos del Rey Cristianísimo. He recibido seiscientos diez y ocho mil ciento y ocho libras trece sueldos y once dineros que importa un estado que he presentado de los gastos que han causado a la Compañía de San Maló las expediciones hechas para fundar sus intrusos establecimientos en las Islas Malvinas de S.M.C (Su Majestad Católica) (...)

El pago se realizó en concepto de indemnización a una empresa privada, la Compagnie de Saint-Maló, por lo que no se trató de una compra de las islas a Francia. El reconocimiento francés a la soberanía española de las islas aumentó los derechos jurídicos de España sobre ellas.
El primer día de abril de 1767 España recibió formalmente las islas en Port Saint-Louis, quedando unos cuarenta colonos franceses bajo el gobierno de Felipe Ruiz Puente, que había arribado al archipiélago con las fragatas Liebre y Esmeralda, siendo acompañado desde Montevideo por Bougainville en la fragata La Boudeuse, en tanto que unos ciento doce colonos prefirieron regresar a Francia. Dionisio de Alcedo y Herrera, realizó hacia 1771 un completo informe sobre el estado en que se recibió la Colonia
Esta nueva colonia pasó a depender administrativamente del gobernador y capitán general de Buenos Aires, en aquel tiempo Francisco de Paula Bucarelli y Ursúa y fue renombrada como Puerto Soledad.

Mapamundi de Diego Ribero (1529), en el que se incluye a las Islas de San Antón luego llamadas las islas Malvinas. Biblioteca Apostólica Vaticana, Ciudad del Vaticano.

## Asentamiento británico en Port Egmont

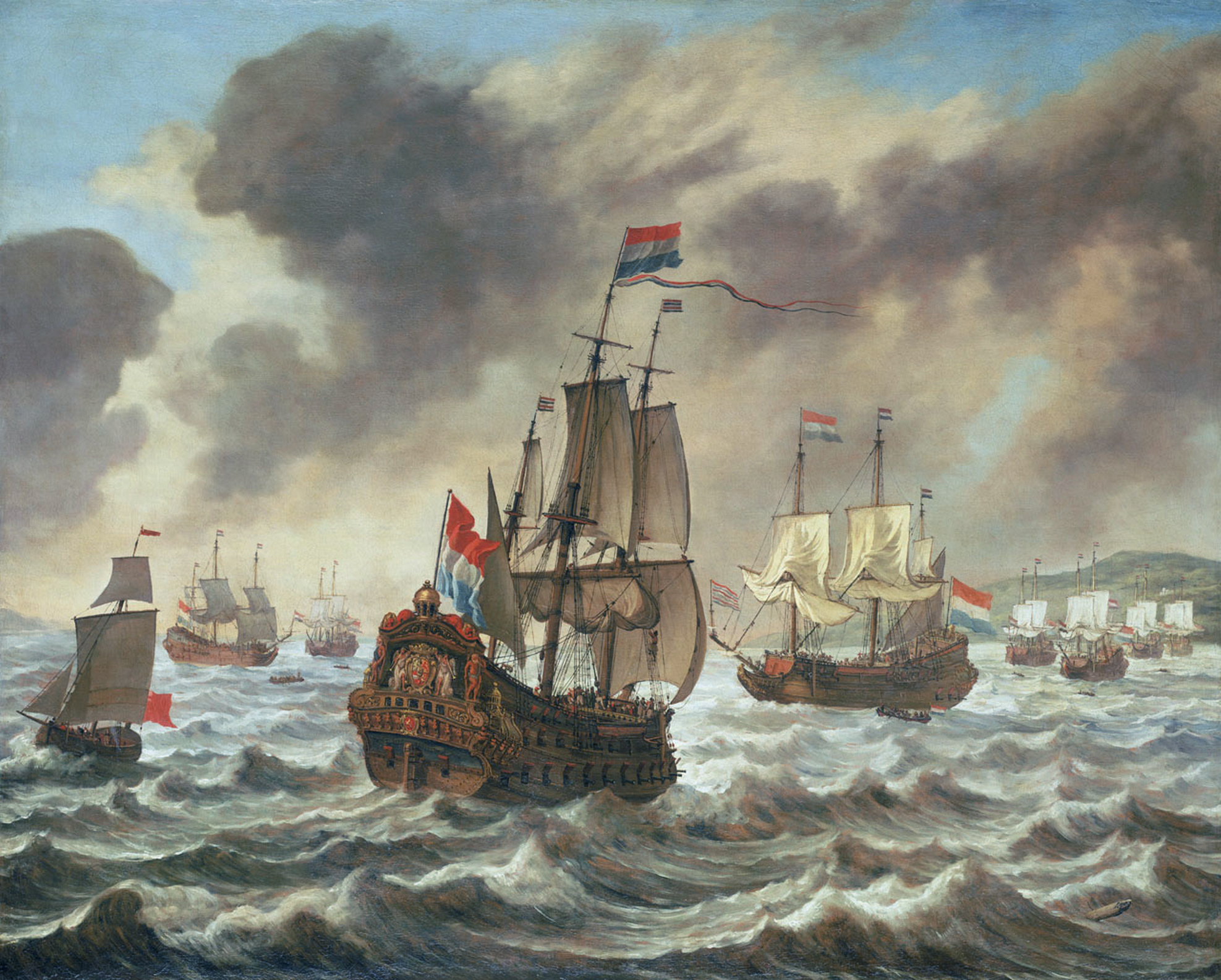
La derrota española en la Batalla de las Dunas (1639) inició el declive de su supremacía naval, lo cual repercutiría negativamente en el afianzamiento de sus dominios ultramarinos.
Antes de la Batalla de las Dunas, pintura de Reinier Nooms, ca. 1639.

Cuando Lord George Anson regresó a Inglaterra después de su expedición de piratería alrededor del mundo en 1744 propuso establecer una base en las Malvinas. En 1745 el embajador español en Londres tomó conocimiento de que se estaba preparando una expedición para ocupar las islas, efectuándose una protesta diplomática. El gobierno británico respondió que sus navegantes las habían descubierto y que las visitaron en el siglo XVI. España respondió que las islas eran adyacentes al continente americano y que también sus navegantes las visitaron en el mismo siglo, por lo que la expedición fue paralizada.
La Corona británica, consciente de que las islas abrían parte del océano Pacífico a sus intereses comerciales, organizó una expedición que fue preparada en secreto para evitar los reclamos españoles. Según consta en los mismos documentos ingleses, en el Reino Unido se informó que la expedición se dirigía a las Indias Orientales, aunque esto se trataba de una ficción (a blind). El verdadero destino fue revelado a los tripulantes recién el 22 de octubre, antes de abandonar Río de Janeiro. A su mando, el comodoro John Byron arribó a las islas en enero de 1765 —un año después del desembarco francés— y estableció una base temporaria a la que nombró como Port Egmont en homenaje al Lord del Almirantazgo conde de Egmont, ubicada en el paraje previamente bautizado por Bougainville como Poil de la Croisade y llamado por los españoles Puerto de la Cruzada, sobre la isla conocida por estos como Trinidad (la principal de las Sebaldinas), que fue renombrada como isla Jason en honor al nombre del barco de Byron. Este reclamó las tierras para la Corona británica, aunque no registró la fecha del hecho:

Tomo posesión de este puerto y de las islas adyacentes en nombre de su Majestad el Rey Jorge III de Gran Bretaña, y las nombro Islas Falkland.

Debido al entusiasta reporte de Byron, Inglaterra decidió enviar otra expedición para establecer una base permanente; este segundo envío británico arribó a Puerto Egmont el 8 de enero de 1766, comandado por el capitán John Macbride. En marzo de 1766 los ingleses advirtieron la presencia de naves francesas en la zona. Para el 2 de diciembre de 1766, ambos ocupantes conocían la presencia del otro, y Macbride intimó sin resultado la evacuación de Port Louis sin delatar el emplazamiento de Port Egmont.

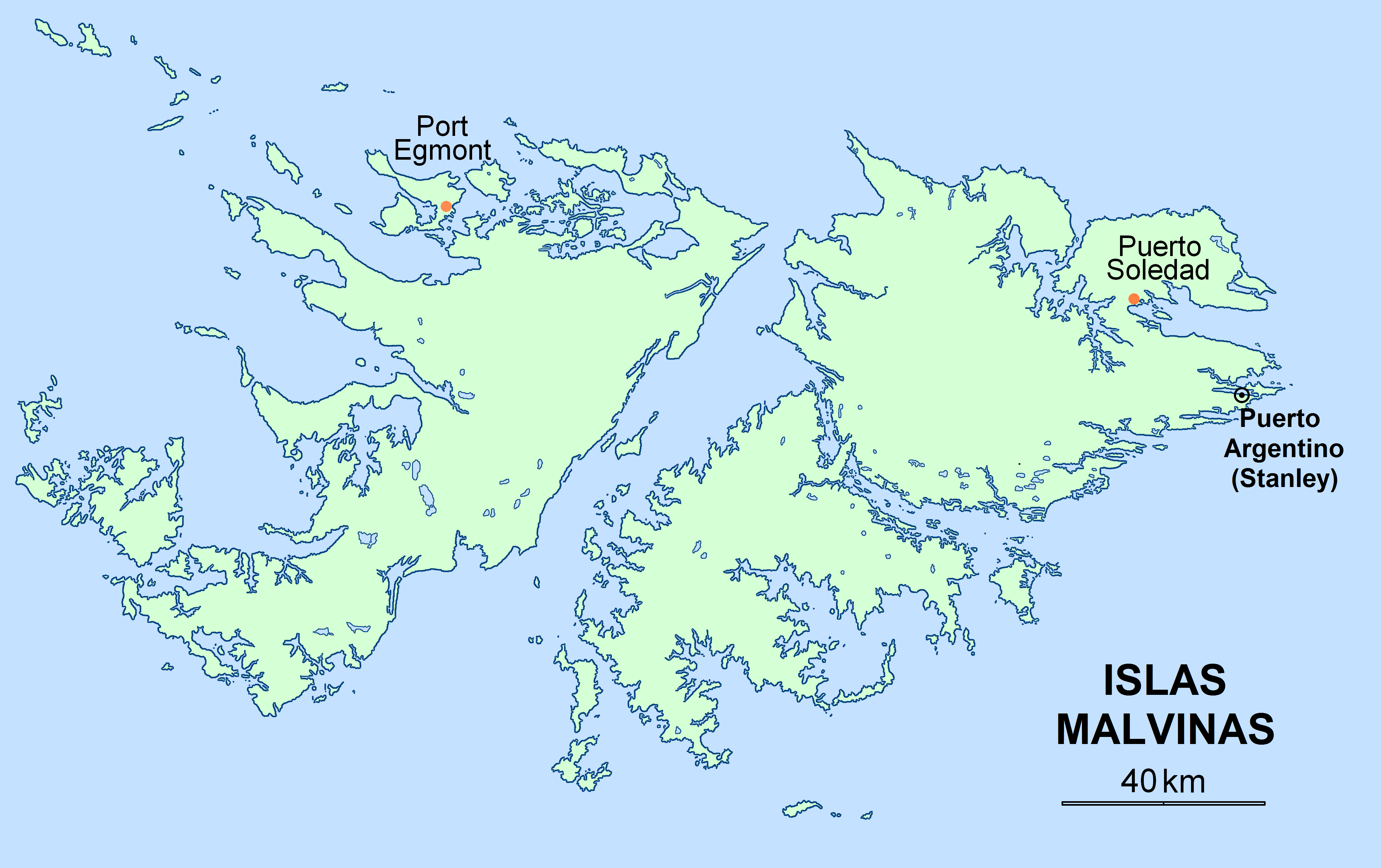
Localización de Port Egmont.

En vista de la situación, y luego de la retirada francesa, la corte española ordenó expulsar cualquier asentamiento británico en el área.
Fueron enviados barcos españoles en busca del establecimiento británico. El capitán de fragata Domingo Perler, a bordo del chambequín Andaluz, salió de Montevideo el 23 de diciembre de 1768 y el teniente de navío Francisco Gil y Lemos zarpó de Buenos Aires en diciembre de 1768 en la fragata Santa Rosa, ambos sin resultado. En febrero de 1770, la fragata española Santa Catalina, al mando del capitán de fragata Fernando de Rubalcava, localizó finalmente Puerto Egmont; hubo un intercambio de acusaciones pero las hostilidades no pasaron de ese punto. Sin embargo España organizó desde Montevideo una flotilla al mando de Juan Ignacio de Madariaga, con órdenes de desalojar a los ingleses. La formaban las fragatas Industria, Santa Bárbara, Santa Catalina y Santa Rosa y el chambequín Andaluz, que zarparon de Montevideo el 11 de mayo de 1770. El 4 de junio el escuadrón español se presentó ante Puerto Egmont y tras intercambiar mensajes con los ingleses y no obtener una respuesta favorable decidió proceder al desalojo: Puerto Egmont se rindió el día 10, luego de algunos disparos.
Inglaterra interpretó la acción española como una afrenta al honor nacional, y reaccionó enérgicamente; al poco tiempo, el conflicto amenazaba con desembocar en una guerra. Francia estaba atada a España por el Pacto de Familia, por lo que debía apoyarla ante un eventual esfuerzo bélico; sin embargo su actitud se limitó a la retórica: recomendó al rey de España, Carlos III, que aceptara el compromiso de permitir a Inglaterra el reinstalarse en Puerto Egmont sin que esto significara un renunciamiento a los derechos españoles. El 22 de enero de 1771 los contendientes firmaron una declaración, en la que Su Majestad Católica se comprometía a: 

(...) dar órdenes inmediatas, a fin de que las cosas sean restablecidas en la Gran Malvina en el Puerto denominado Egmont exactamente al mismo estado en que se encontraban antes del 10 de junio de 1770.

 Pero luego el texto agrega que: 

(...) el compromiso (...) de devolver a S.M. Británica el Puerto y Fuerte de Puerto Egmont no puede ni debe afectar, de ninguna forma, la cuestión del derecho anterior a la soberanía de las Islas Malvinas también llamadas Falkland.

Y la aceptación británica, en su parte final, dice:

[...] Su Majestad Británica, a fin de manifestar las mismas disposiciones amistosas, me ha autorizado a declarar que mirará la citada declaración del Príncipe de Maserano y el entero cumplimiento de la promesa de Su Majestad Católica como una reparación de la injuria hecha a la Corona de la Gran Bretaña. En fe de lo cual, yo el infrascrito, uno de los principales secretarios de Estado de Su Majestad Británica, he firmado la presente en la forma que acostumbro, y le hice poner el sello de mis armas. En Londres, 22 de enero de 1771. Firmado: Rochford.

Para algunos especialistas, la firma de esta declaración supuso una solución pasajera al conflicto que debilitó la posición de España. Metford, por ejemplo, sostiene que la acción española de restaurar el statu quo ha sido un factor de incomodidad entre los defensores del caso argentino. Sin embargo, relativiza el valor legal de ese argumento, al afirmar que el arreglo había reducido el problema a una situación de facto, en donde las consideraciones jurídicas no habían tenido ningún lugar. Además, agrega que la posterior evacuación británica de 1774 había resuelto el problema sin insistir en el aspecto legal.
Gustafson coincide en líneas generales. En su opinión, al recuperar Puerto Egmont Inglaterra había conseguido una suerte de tácito reconocimiento de sus derechos, por lo que el statu quo no había sido restaurado. Pero luego aclara que el inciso incluido en la declaración que afirma que "todas las cosas serán inmediatamente restauradas a la situación precisa en que estaban antes del 10 de junio de 1770" dejaría los derechos de fondo afuera de la discusión.
En la Declaración de 1771, no se habla de una reparación jurídica o una restauración de derechos de soberanía, sino solamente de una restauración de la posesión, y no de la totalidad del archipiélago, sino solamente "del puerto y del fuerte llamado Egmont". Se trata solamente de una restauración física de la posesión inglesa del puerto y del fuerte. La aceptación británica se refiere también a la restauración "del puerto y del fuerte de Egmont" y tampoco hace referencia a una restitución de derechos soberanos, sino simplemente a la restitución de un statu quo fáctico y nada dice de la reserva de derechos realizada por España en el último párrafo de su declaración, configurándose de esta manera una aceptación tácita de los derechos de soberanía de España sobre las Islas Malvinas por parte de Gran Bretaña. El representante de Francia en Londres afirmó: "Al recibir esta reserva y al no contestarla, Inglaterra reconoce tácitamente los derechos de España, los cuales [...] adquieren así un renovado vigor por el silencio de Inglaterra". La aceptación británica se limitaba únicamente a receptar lo declarado por la Corona española y a considerarla como una "satisfacción por la ofensa hecha a la Corona de Gran Bretaña". El célebre intelectual inglés Samuel Johnson al respecto dijo:

Haberse preguntado si nuestro establecimiento en Puerto Egmont fue una violación de los derechos españoles hubiera sido entrar en una discusión en la cual la persistencia de los argüidores políticos la hubiera hecho continuar sin fin. Por lo tanto, requerimos la restitución, no como una concesión de derecho, sino como una reparación del honor.

### Presunto acuerdo secreto
Existe una versión de los hechos que sostiene la existencia en la declaración bipartita antedicha de una cláusula secreta, privada y no oficial. Según este supuesto inciso, España concedería a Inglaterra la posibilidad de retornar a Port Egmont, para que esta pudiera, luego de un tiempo prudente, hacer una retirada honorable que salvara las apariencias y mantuviera el orgullo nacional intacto. 
Goebel, por ejemplo, cree que esta promesa existió porque no sólo fue trasmitida a los embajadores de España y Francia por funcionarios gubernamentales de primera línea del gobierno de Inglaterra (como North y Rocheford) sino que además fue insinuada por el rey Jorge III en persona.
Del lado británico al menos, no se ha hallado hasta el presente un testimonio escrito oficial que pruebe esta hipótesis, ni ha sido admitida en público por el gobierno. A pesar de ello la especie ha sido suscrita por numerosos historiadores de ambos bandos, según reconoce el mismo Foreign Office. 
Más aún, en un memorándum reservado interno esta institución admite que:

Hay evidencia para apoyar la convicción de que una garantía verbal de retirarse de las Falkland fue dada por Lord North en noviembre de 1770. Sin embargo, no puede ser totalmente demostrado.

(...) aceptar el hecho de una garantía secreta es destruir definitivamente el caso británico anterior a 1833.

Con cláusula secreta o sin ella, tres años después, a fines de 1773, Inglaterra ordenó a sus oficiales en Port Egmont abandonar las islas Malvinas, lo cual fue cumplido el 22 de mayo de 1774. Antes de dejar las islas, fijaron una placa de plomo con la siguiente inscripción: 

Sepan todas las naciones, que las islas Falkland, con este fuerte, los almacenes, desembarcaderos, puertos naturales, bahías y caletas a ellas pertenecientes, son de exclusivo derecho y propiedad de su más sagrada Majestad Jorge III, Rey de Gran Bretaña, Francia e Irlanda, Defensor de la Fe, etc. En testimonio de lo cual, es colocada esta placa, y los colores de Su Majestad Británica dejamos flameando como signo de posesión por S. W. Clayton, Oficial Comandante de las Islas Falklands. A.D. 1774

 Esta placa fue removida en 1780, y llevada a Buenos Aires por el capitán Juan Pablo Callejas. Fue recuperada del archivo de la ciudad por William Beresford durante la invasión inglesa de 1806 al Río de la Plata, pero nunca llegó a Gran Bretaña y su paradero actual es desconocido.

### Informe de Samuel Johnson

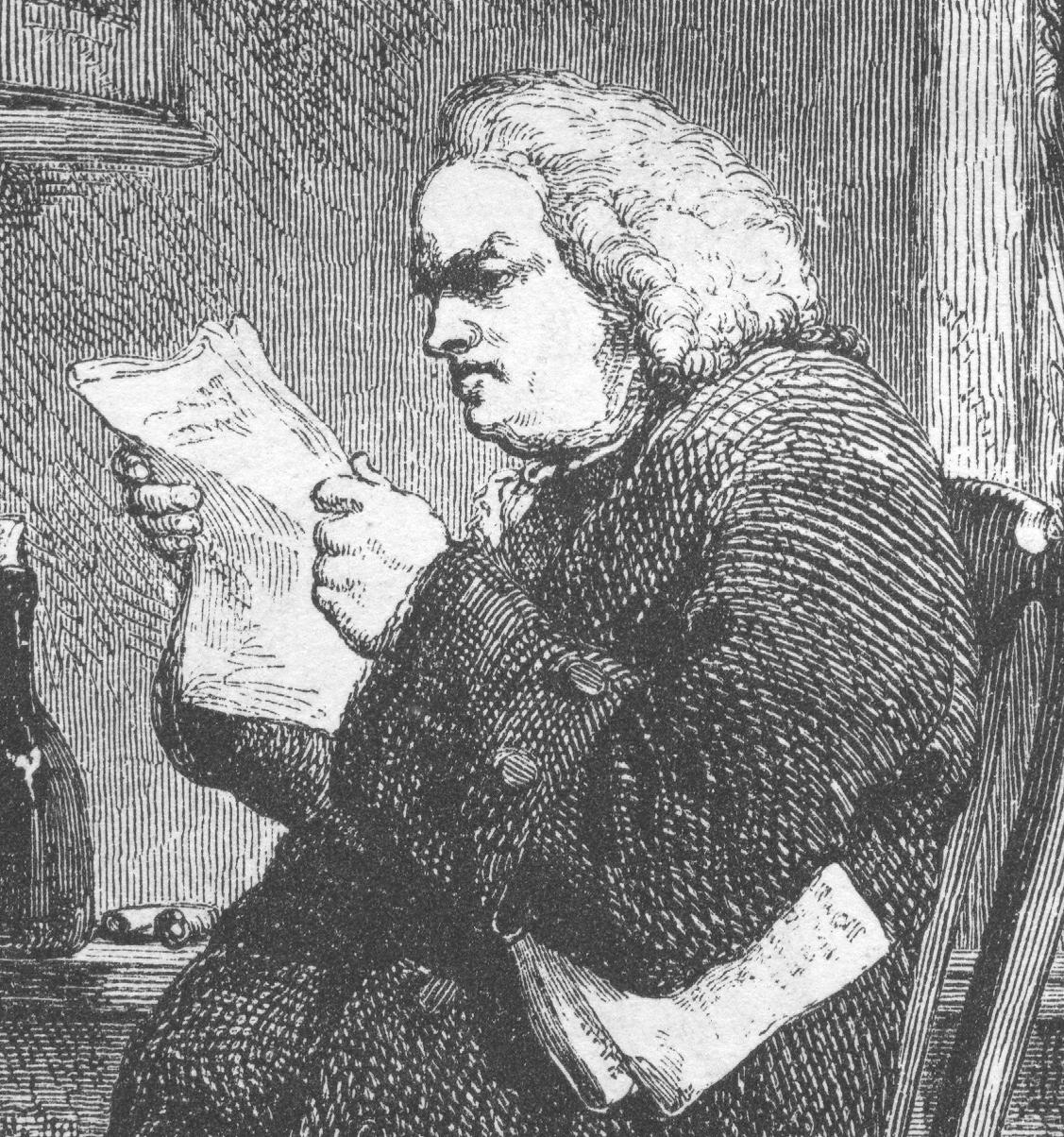
Samuel Johnson leyendo la novela El vicario de Wakefield. Detalle del grabado publicado en The Illustrated Magazine of Art Vol. 1, N. 1 (circa 1853).

El acuerdo público alcanzado por ambos países en 1771 fue duramente atacado por la oposición parlamentaria al gobierno británico, especialmente aquel inciso que establecía que la devolución de Port Egmont no afectaba los derechos españoles subyacentes.
Para defenderse, el gobierno encargó al eminente filósofo, ensayista y literato Samuel Johnson la redacción de un informe que explicara la postura gubernamental. Este documento —de carácter oficial y refrendado por el gobierno británico— es notable por muchos motivos:
- Establece que el honor de Su Majestad había sido debidamente restaurado.
- Describe a las islas como provistas de un valor económico miserable:

Una estación para comerciantes contrabandistas, para protección del fraude, y un receptáculo del robo.

[Islas que como colonia] nunca llegarán a ser independientes, porque nunca serán capaces de automantenerse.

[La corona inglesa ha ganado] una triste y melancólica soledad, una isla postergada para uso humano, tormentosa en invierno, y árida en verano; una isla que por no habitarla, ni los salvajes del sur han dignificado.

- Relativiza las pretensiones británicas de que Davis y Hawkins fueran descubridores del archipiélago.
- Confiesa que, en relación con las pruebas existentes, el reclamo británico de descubrimiento y primer asentamiento "pertenece más a la confianza que a la certeza".
- Reconoce el derecho exclusivo de navegación que le cabe a España en los mares australes:

Es bien sabido que las prohibiciones al comercio extranjero son, en esos países (Mar del Sur), como mínimo rigurosas, y que ningún hombre no autorizado por el Rey de España puede comerciar excepto por el uso de la fuerza o hurtadillas. Cualquier ganancia para ser obtenida debe serlo por la violencia de la rapiña, o el fraude.

## Las Malvinas en posesión de España

### Búsqueda de su ubicación geográfica exacta
El 8 de abril de 1758, el gobernador de Chile y próximo Virrey del Perú, Manuel de Amat y Juinent, siendo Presidente de la Real Audiencia de Santiago envía unas notas geográficas al Secretario del Despacho de Marina e Indias, el bailío fray Julián de Arriaga y Ribera hablando inexactamente sobre la ubicación de las islas:

Desuerte que no puede dudarse de la [v] existencia de este terreno, ni menos de su ubicación […] El susurro que ya anda en este País, es de haverse poblado y establecido en este sitio una Colonia Inglesa de que ay una carta escrita de Londres participándoselo à un Ingles llamado Dn David, uno de los que se quedaron en estas partes prisioneros por el naufragio que padeció uno de los navíos de Jorge Anson en esta costa, y q a la saxon está incorporado à la Religión Catholica […] Las bentajas qe logrará esta nación, o qualquiera otra encaso de ser cierta (Dios no lo permita) esta relacion son tan visibles como imponderables las funestas resultas de estos dominios
Manuel de Amat y Junyent

Hasta ese momento el archipiélago fue confundido con otras islas, por lo que Manuel de Amat se empeña en saber su verdadera ubicación, pensando que está en 48º de latitud sur (al este de San Julián). Además se rumorea la existencia de un posible asentamiento británico en el archipiélago malvinense, señalando "Como la noticia de esta nueva colonia no tiene todos los componentes de su certeza, no se formaliza su aviso en un informe: y solo se reduce a esta nota.." George Anson se estaba planteando ir a Malvinas en 1749, por lo que los británicos notifican a España, y ante la protesta del embajador Ricardo Wall y la misión no se lleva a cabo.

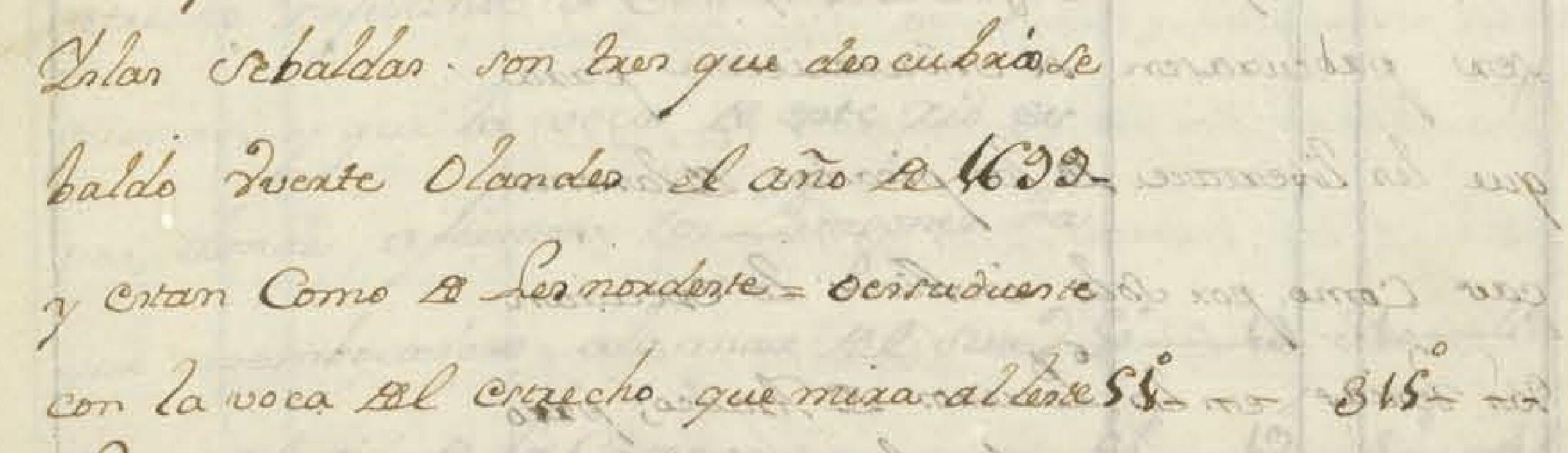
Las islas Sebaldas fueron incluidas en el libro Historia geográfica e hidrográfica, con derrotero general correlativo al plan del Reino de Chile por el virrey del Perú Manuel de Amat y Junyent.

El 26 de abril de 1761 Amat envió al Consejo de Indias y la Corte un informe llamado Historia geográfica e hidrográfica del Reino de Chile en donde se incluía el Chile Moderno (Patagonia) con una descripción explícita de la costa atlántica como parte de su jurisdicción, así como también un plano de diez pliegos con todo el extremo sur del continente, inclusive el Estrecho de Magallanes, Tierra del Fuego y las islas Malvinas, las cuales además aparecen mencionadas con su antiguo nombre de "islas Sebaldas" como parte del reino de Chile. Los historiadores no se han puesto de acuerdo sobre si el mapa fue aprobado por el Consejo de Indias, existiendo sólo una nota de agradecimiento y acuse de recibo del 16 de noviembre de 1761, Morla Vicuña dijo al respecto: «Esta descripción geográfica, y la carta que le corresponde, bajo cualquier punto de vista se las considere, son, pues, documentos oficiales. Existen originales en el archivo de Indias, en Sevilla y en Madrid, en la biblioteca que fue del Palacio, hoy del Congreso, sala 2». Según Vicente G. Quesada, el Rey, en vez de pasar la obra de Amat como antecedente al Consejo de Indias, la reservó entre la colección de los manuscritos de la Biblioteca del Palacio Real en Madrid.

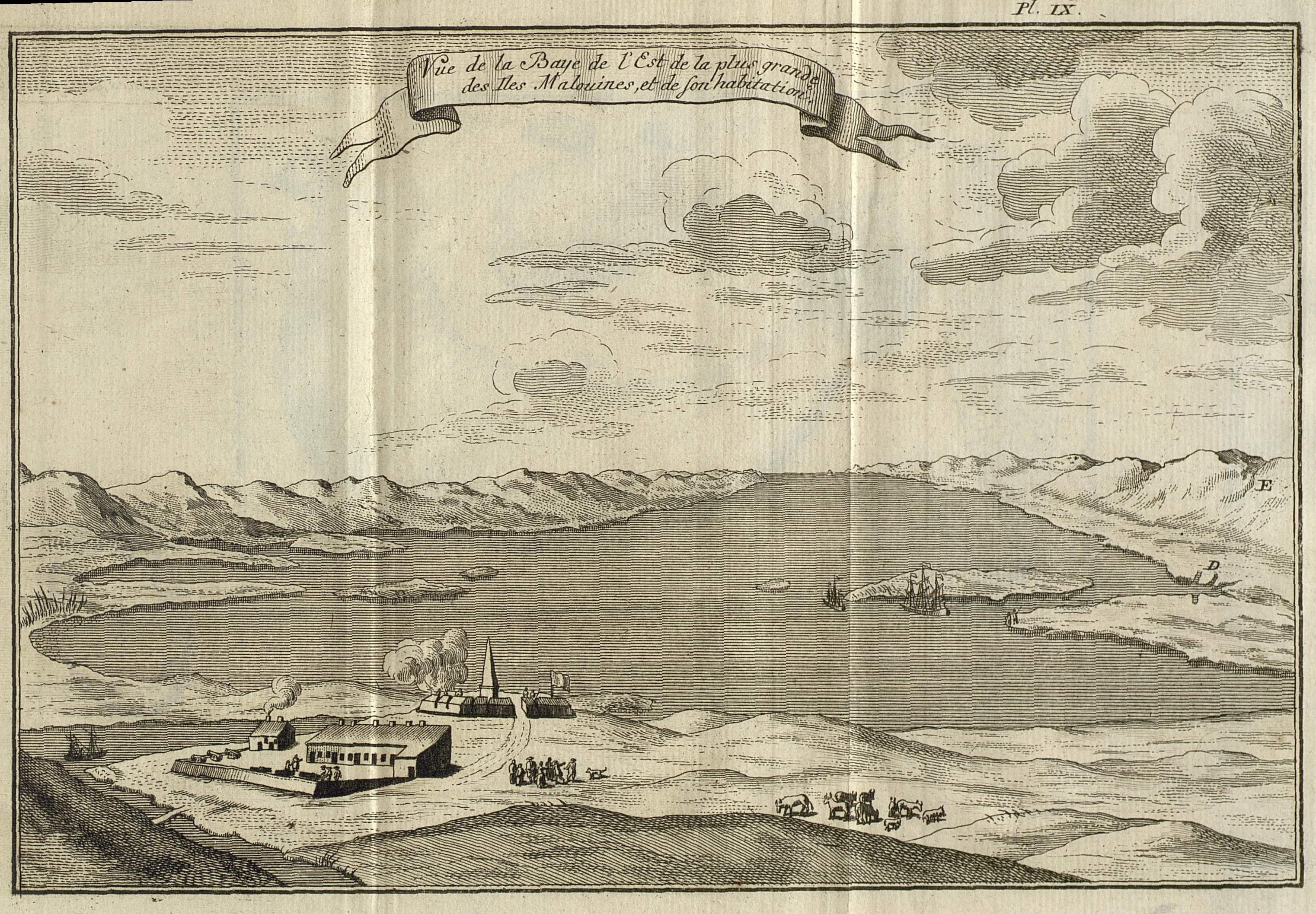
Puerto Soledad. Dom Pernety, 1769.

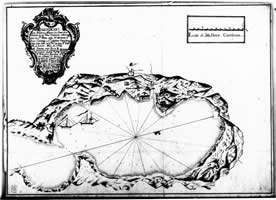
Mapa de Puerto Soledad en 1774.

España y Francia habían llegado en 1765 a un acuerdo para el reconocimiento de las Islas como posesión española que incluía una indemnización por gastos realizados a Louis Antoine de Bougainville, el coronel francés que fundó la colonia pesquera y foquera de Port Saint Louis en la Isla Soledad.

### Creación de la gobernación
El 2 de octubre de 1766 el rey Carlos III de España dictó una real cédula por la cual creó la gobernación de las Islas Malvinas como dependencia del gobernador y capitán general de Buenos Aires -en ese momento Francisco de Paula Bucarelli y Uruzúa- nombrando al capitán de navío Felipe Ruiz Puente como primer gobernador del territorio.
Dos días después, el 4 de octubre, cuando el rey manda a Ruiz Puente a las islas, declara: 

[...] he resuelto que paseis con las fragatas Liebre y Esmeralda d vro mando a las referidas Islas, que os seran entregadas por el Gov que en ellas se encuentra, en virtud de las ordenes de aquel soberano [Luis XV] que con vos se le remiten. Y hallandome enterado de vrs servicios juicio y acreditada conducta, he tenido a bien elegiros y nombraros para esta Comision y Subesequente mando de aquellas Islas en calidad de Governador de ellas; en cuia virtud os ordeno que haciendoos luego a la vela y con escala en Montevideo para probeeros halli de los viveres y demas efectos y otros auxilios de que en separadas órdenes se os [v] instruye y combenido con el governador y Capitan General de la Provincia de Buenos Aires a cuias ordenes deveis estar, (declarando como desde ahora declaro el Govierno de las Malvinas dependencia de aquella Capitania General) sobre la correspondencia y providencias ulteriores que combenga establecer os dirijais a las enunciadas Islas Malvinas, y inmediatamente que llegueis presenteis a su actual governador la orden que llevais de SM Christianissima para qe os entregue aquella posesion y berificado este acto procedais a los relativos dél. También os prevengo que a todos los Individuos que alli se encuentren de qualquiera clase, oficio o condicion que sean que quieran quedarse vajo mis real dominio los admitais en los mismos teniendo constancias destinos y sueldos con que se hallan por su actual constituzion y que dispongays que en las citadas fragatas se embarquen para ser transferidas a Europa las familias y demas individuos franceses que no se acomoden a quedar en las Malvinas. Por tanto mando a todos los oficiales Ministros, sargentos, cabos, soldados y demas dependientes de las expresadas Islas Malvinas que constan y existieren en ellas, os respeten y reconoscan por su Governador obedeciendo las ordenes que les diereis de mi servicio pr escritto y de palabra sin replica ni dilasion y que os guarden y hagan guardar todas las preeminencias y gracias que os tocan que asi a mi voluntad.
Carlos III de España

 Desde ese momento de 1766 y no otro, las islas que España consideraba una posesión patagónica quedarían sometidas a Buenos Aires. El 29 de septiembre del año siguiente, el Rey remitió al Gobernador de Chile, Antonio de Guill y Gonzaga, las noticias sobre las islas que se hicieran llegar a Ruiz Puente.
Al asumir Felipe Ruiz Puente como primer gobernador español de las Malvinas, procedió a construir varios edificios comunes como cocinas y cuarteles, y una capilla consagrada a Nuestra Señora de la Soledad, nombre que reemplazó al topónimo francés del puerto y derivó finalmente en el de toda la isla.
El asunto de la presencia británica en la Sudamérica Austral se convierte en una problemática para la Monarquía Hispánica con otras monarquías, como también para el gobierno del virreinato peruano y de la gobernación de Buenos Aires y la capitanía general de Chile. No deja de llegar información y advertencias a Palacio por el año de 1767 y se envían notas al virrey del Perú, al Presidente de Chile, al Gobernador de Buenos Aires y al de Malvinas.

forzosa consecuencia de sus intereses y magsimas de su Govierno… (los ingleses no podían dejar de anhelar asentarse y) establecerse en algunos de muchos puestos que dominan este mar del sur (siguiendo los mismos procedimientos que implementaron para establecerse en el norte) …aposesionandose de las gargantas y forzosos pasos de las Islas de Varlovento, seno Mexicano y canal de Bahama, cuando nuestras flotas y Galeones viajavan y retornavan por aquel rumbo: como creo haver tenido el honor de significarlo a su magestad otras veces
Manuel de Amat y Junyent

 Para Amat, quien ya había asumido como virrey peruano, su objetivo no era "hacer otros Progresos que suenen a Conquista" internándose en la Patagonia o Paraguay, sino el encontrar un buen sitio para fundar un asentamiento ventajoso en tiempos de guerra y de paz. Además piensa que los británicos han tomado contacto con los indígenas patagones.
En este Puerto de Nuestra Señora de La Soledad se radicó la sede de gobierno de la Gobernación de las Islas Malvinas (posteriormente Comandancia). 
Tras la evacuación definitiva de Port Egmont, no hubo ningún otro intento de fundación inglesa, y la cuestión de la soberanía española no fue discutida nuevamente. A partir de ese momento, desde Puerto Soledad, España ejerció la administración absoluta e ininterrumpida del archipiélago —como dependencia del Virreinato del Río de la Plata— hasta febrero de 1811.
Los sucesivos gobernadores de las islas (hubo 18 en total) cumplieron la tarea de inspeccionar regularmente las costas, en especial Puerto Egmont, para verificar que los británicos no se hubieran reinstalado; el lugar era visitado habitualmente por loberos y balleneros ingleses y norteamericanos. En 1780, en tiempos del apoyo español a los independentistas estadounidenses, el virrey Vértiz ordenó a uno de sus buques arrasar los restos del ex-asentamiento británico. La población de las islas estaba compuesta por oficiales, soldados y presidiarios, estos últimos pertenecientes a la cárcel instalada en 1780.[cita requerida]

### Convención de San Lorenzo o de Nootka Sound
El 25 de octubre de 1790 ambas potencias firmaron la primera de las tres Convenciones de Nutka o de San Lorenzo (también llamada de Nootka Sound), que puso fin a un inminente conflicto colonialista y que tendría importantes efectos positivos sobre los títulos legales españoles en las Malvinas. El artículo noveno establecía que:

(...) quedaba acordado respecto de las costas orientales y occidentales de Sur América y de las islas adyacentes, que los respectivos súbditos no formaran en el futuro ningún establecimiento en las partes de la costa situada al sur de las partes de la misma costa y de las islas adyacentes ya ocupadas por España; queda entendido que los mencionados súbditos respectivos retendrán la libertad de desembarcar en las costas e islas que allí se encuentren con propósitos vinculados a sus pesquerías y erección de refugios y otras estructuras temporarias que sirvan a esos objetivos (...)

Aquellos territorios ya ocupados permanecerían en statu quo Los británicos reconocían (sin nombrarlas) la soberanía española sobre las Islas Malvinas, tierras en las que España se hallaba oficialmente establecida desde 1767. Adicionalmente, Inglaterra renunciaba a establecer nuevas colonias en la región.
Este Tratado fue abrogado en octubre de 1795, cuando España declaró la guerra al Reino Unido, pero quedó ratificado nuevamente por el artículo 1.º del Tratado de Amistad y Alianza entre Gran Bretaña y España del 5 de julio de 1814, rubricado en Madrid el 18 de agosto de 1814, refrendado una vez más por intermedio de una minuta de julio de 1811, y por un informe de febrero de 1928, siendo ambos documentos oficiales emanados del Foreign Office. En vista de los antecedentes mencionados, se afirma que a partir del momento en que los ingleses abandonaron Puerto Egmont, España ejerció soberanía plena en las Islas Malvinas y mares adyacentes, con plena aceptación de la Corona británica. Por lo tanto, según la posición del gobierno británico en 1920, los títulos ingleses anteriores a 1774 habían perdido su validez en 1790. 
A partir de este momento, los intentos del Reino Unido por legitimar la posterior ocupación de las Islas Malvinas en 1833 debían buscar sustento legal en otros argumentos.

### Despoblación española de las islas en 1811
La gobernación española hubo de terminar como resultado de la invasión napoléonica y de la guerra de la Independencia Argentina. 
Tras los primeros conatos independentistas en el virreinato del Río de la Plata, el gobernador de Montevideo, Gaspar de Vigodet resolvió reunir todas las fuerzas militares de las que disponía a fin de enfrentar a los revolucionarios de mayo, por lo que ordenó evacuar las Malvinas. En enero de 1811 España abandonó las islas con intenciones de volver luego de 37 años de ocupación indiscutida, dejando también placas en el campanario de la capilla y en los edificios principales, en las que afirmaba su soberanía sobre las islas:

Esta isla con sus Puertos, Edificios, Dependencias y cuanto contiene pertenece a la Soberanía del Sr. D. Fernando VII Rey de España y sus Indias, Soledad de Malvinas 7 de febrero de 1811 siendo gobernador Pablo Guillén.

La guarnición española de Puerto Soledad se traslada a Montevideo en 1811 a bordo del bergantín Gálvez con el fin de luchar contra el gobierno revolucionario de Buenos Aires. La orden firmada por Francisco Javier de Elío se transmite al Ministro de Estado de su Majestad el 18 de marzo de 1811. La resolución de retirar el destacamento español se toma el 8 de enero de 1811 en la Junta de Guerra presidida por Gaspar de Vigodet capitán general y gobernador de Montevideo. Se produjo la total despoblación de las Islas Malvinas.
Las Cortes de Cádiz aprobaron el 30 de marzo de 1812 el acuerdo de la Junta de Guerra de abandonar las islas.

## Las Malvinas de las Provincias Unidas del Río de la Plata (1820-1833)
Tras la partida de las tropas españolas, las islas quedaron despobladas. En los años siguientes fueron esporádicamente visitadas por foqueros y balleneros de diversas nacionalidades, que se limitaron a buscar refugio y víveres.[cita requerida]
El 25 de mayo de 1810 comenzó en lo fáctico la existencia de la Argentina independiente. Su primer gobierno, la Primera Junta, atendió los reclamos del hasta entonces comandante militar español en Malvinas, Gerardo Bordas, que en vez de dirigirse al virrey español, hizo petición al primer gobierno argentino, que le erogó los sueldos reclamados.[cita requerida]
La Argentina proclamó oficialmente la independencia de la corona de España y "de toda otra dominación extranjera" en 1816, asumiendo la soberanía de las islas como legado de la corona Española, bajo el principio uti possidetis iuris. Este principio definía la soberanía territorial con base en los antiguos límites administrativos coloniales de las respectivas metrópolis. El uti possidetis iuris fue aceptado como principio general del derecho internacional por la Corte Internacional de Justicia en el caso "Burkina Faso v. Republic of Mali", Fallo del 22 de diciembre de 1986.

### Toma de posesión y poblamiento

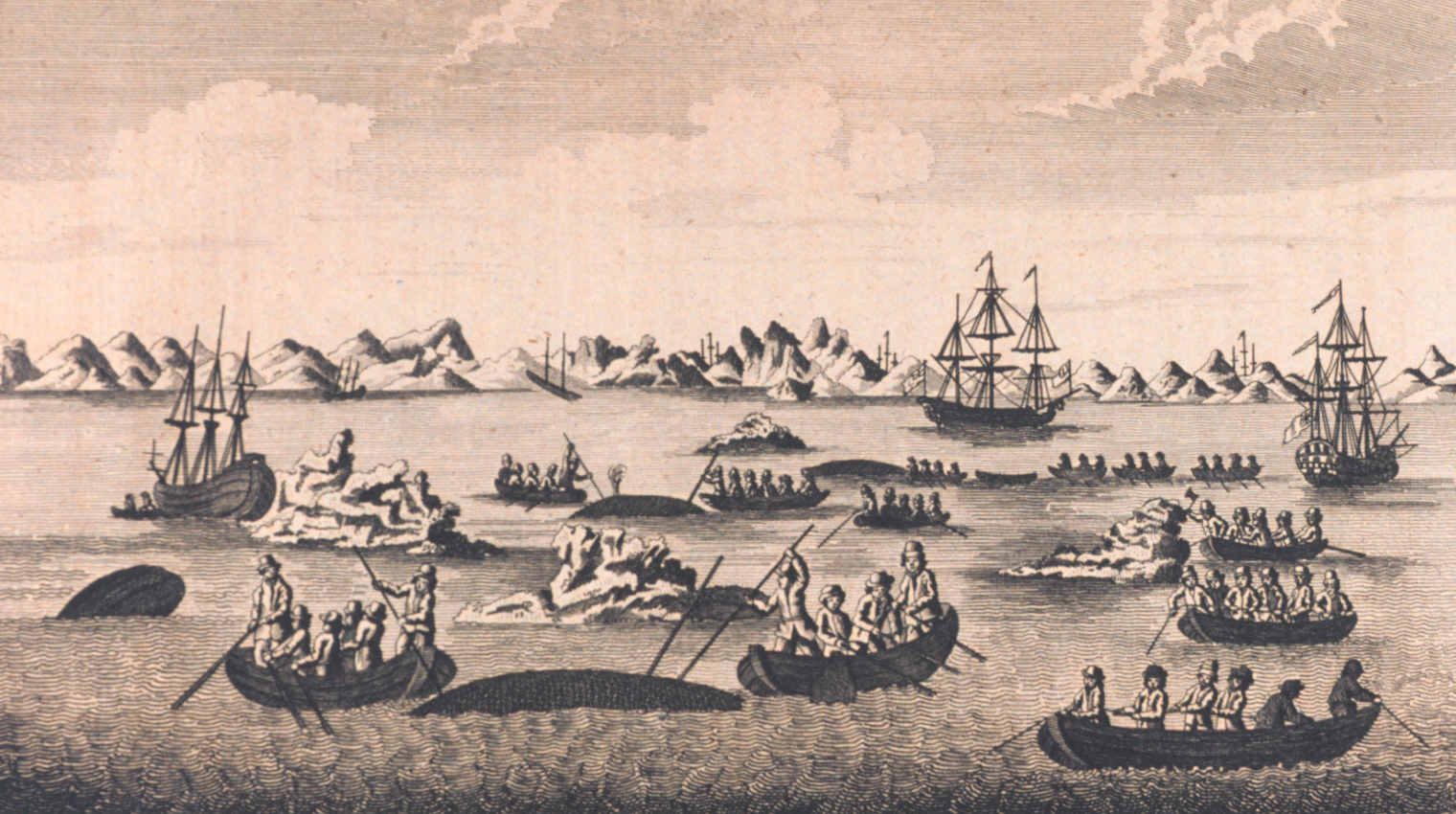
Hacia 1820 la caza ilegal de cetáceos en los mares insulares de las Provincias Unidas había alcanzado proporciones depredatorias y amenazaba la preservación del recurso. Grabado de A Collection of Voyages Round the World..., recuento de los viajes de James Cook (circa 1790).

En 1820 el gobierno de las Provincias Unidas del Río de la Plata tomó posesión formal de las islas enviando a la fragata Heroína al mando del coronel de origen estadounidense David Jewett. Este dio cumplimiento a las órdenes recibidas en un acto solemne el 6 de noviembre de 1820. Dado que el área estaba siendo ilegalmente explotada por balleneros provenientes en su mayoría del Reino Unido y de los Estados Unidos, la declaración que leyó estaba preparada en español e inglés; esta última versión había sido legalizada por el cónsul británico en Buenos Aires.
A bordo de esta nave llegó a las islas la primera representación del gobierno argentino para establecer una colonia basada en penales; el primer gobernador de las islas fue Pablo Areguatí, quien llegó en 1823. Además se informaba a los buques extranjeros de la zona sobre la prohibición de pescar y cazar en las aguas jurisdiccionales argentinas; la violación de esta normativa implicaba que los infractores serían enviados a Buenos Aires para ser juzgados.

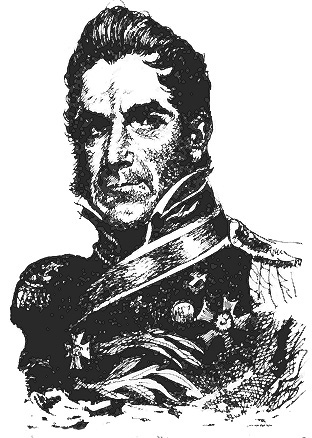
Coronel Jewett.

La noticia de la toma de posesión por la Argentina se difundió por el mundo, siendo publicada en España y en los Estados Unidos en agosto de 1821. Sin embargo este hecho no generó protesta alguna por parte de Gran Bretaña. Tampoco esgrimió ninguna objeción al firmarse el Tratado de Amistad, Comercio y Navegación con las Provincias Unidas en 1825, ni al reconocer la independencia argentina. En el derecho internacional, esto implica el reconocimiento tácito por Gran Bretaña de los derechos de soberanía de Argentina sobre las Islas Malvinas.

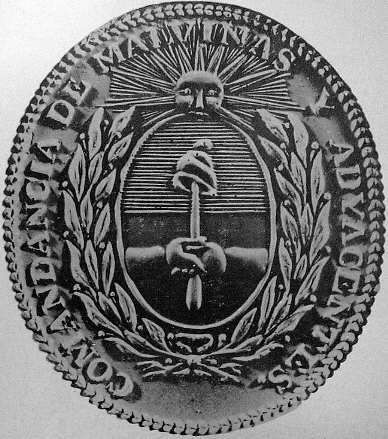
Escudo de la Comandancia político-militar de las islas.

El gobierno concedió al mismo tiempo a la sociedad compuesta por Jorge Pacheco y Luis Vernet (nacido en Hamburgo, de familia de origen francesa), el derecho a pesca y a la explotación de ganado vacuno en la Isla Soledad. Tras un primer intento fallido, Vernet fundó en 1826 el primer establecimiento permanente de las Provincias Unidas en el archipiélago; sobre los restos de la antigua población fundó Puerto Luis. El gobierno argentino extendió la concesión a Pacheco y Vernet, otorgándoles el derecho exclusivo de caza y pesca en las aguas adyacentes a las islas. El 10 de junio de 1829 Vernet fue nombrado Comandante Político y Militar del archipiélago; fomentó la instalación de granjas, impulsó el negocio entre las islas y también mejoró los lazos que las unían a la Argentina continental. En 1830 nacieron en el archipiélago los primeros seres humanos malvinenses, entre ellos una hija del propio Luis Vernet: Malvina Vernet y Sáez, nacida el 5 de febrero de 1830.

### Incidente diplomático con Estados Unidos
Paralelamente, en Gran Bretaña algunos grupos empresariales habían comenzado a interesarse por las Malvinas. Por ejemplo, en julio de 1829 un financista de apellido Beckington envió una carta al primer ministro británico en la que solicitaba al gobierno de Su Majestad que se apoderara de las Islas Malvinas. En otra de sus cartas afirmaba la conveniencia de adueñarse: 

(...) de un puesto solitario en la parte más meridional de los territorios que en Sud América pertenecían a España (sic) y que bordean el Atlántico, región no habitada por españoles.

Con la excusa del nombramiento de Vernet, el gobierno de Su Majestad reaccionó, y elevó una protesta al ministro de relaciones exteriores Tomás Guido el 19 de noviembre de 1831. En la carta, Inglaterra argumentaba que la evacuación de 1774 no había invalidado sus derechos, que —sostenía— Buenos Aires había ignorado.
Debido a la constante depredación de las colonias de focas, una de las primeras leyes de Vernet fue prohibir la caza de estos animales. Poco tiempo después tres pesqueros estadounidenses, el Harriet, el Breakwater y el Superior fueron apresados por las autoridades argentinas en las islas, acusados de contravenir dicha normativa. 
Los dos últimos barcos fueron liberados, pero el Harriet fue enviado a Buenos Aires junto con los documentos probatorios necesarios para el debido juicio. El mismo Luis Vernet y su familia acompañaron el envío, que arribó a Buenos Aires el 19 de noviembre de 1831. El cónsul de los Estados Unidos, George W. Slacum, presentó una queja al gobierno argentino por la captura y detención de los barcos norteamericanos, calificando las acciones de las autoridades rioplatenses como actos de piratería, argumentando el derecho del pueblo estadounidense de pescar donde le diera gana, y desconociendo pactos preexistentes entre naciones europeas por el control exclusivo de la pesca en el Atlántico Sur. Gran parte de los estudiosos asocian la rápida escalada de las hostilidades a la impericia, falta de tacto y obstinada agresividad del representante estadounidense.
Luego de un breve intercambio de oficios en el que el ministro de relaciones exteriores, Tomás de Anchorena le respondió al cónsul que el asunto estaba bajo investigación, y que no reconocía la facultad del enviado estadounidense para tratar asuntos de esta naturaleza. Slacum decidió tomar cartas en el asunto: informó al gobierno argentino que si el Harriet y su capitán no eran liberados inmediatamente, ordenaría a la corbeta estadounidense USS Lexington (fondeada a la sazón en el puerto de Buenos Aires) abordar las instalaciones argentinas en las Islas Malvinas. Por su parte, el capitán de este buque, Silas Duncan, saltándose los canales diplomáticos habituales, instó a la "rendición inmediata de Vernet para [que fuera] enjuiciado como ladrón y pirata".

### Ataque a Puerto Soledad
En vista de la situación, Inglaterra buscó influir sobre Slacum al asegurarle que la Argentina no tenía derechos sobre el archipiélago, a cuya soberanía Gran Bretaña "no había renunciado". Esto daba a la postura estadounidense una excusa de tono legal: el cónsul se negó entonces a aceptar la validez del nombramiento de Vernet, lo que precipitó los acontecimientos.
Enarbolando bandera francesa, la Lexington arribó a Puerto Soledad el 28 de diciembre de 1831. Desembarcó un grupo de soldados que destruyó el asentamiento, las fortificaciones y defensas de artillería, tomando prisioneros a la mayoría de sus ocupantes.[cita requerida] Como última medida previa a abandonar las islas, Duncan las declaró unilateral e inconsultamente res nullius. 
Al momento del ataque, la colonia de Puerto Soledad contaba con unos 124 habitantes: 30 negros, 34 porteños, 28 rioplatenses angloparlantes y 7 alemanes, a los que se le sumaba una guarnición de aproximadamente 25 hombres.
Expulsadas sus autoridades, el archipiélago quedó en un estado de anarquía: los presos del penal deambulaban libremente, y los piratas atracaban impunemente en sus fondeaderos.[cita requerida]
El 8 de febrero del año siguiente el buque estadounidense arribó al puerto de Montevideo con algunos de los prisioneros engrillados. Todos fueron liberados allí mismo.[cita requerida]
El presidente Andrew Jackson alabó al Capitán Duncan por sus acciones – Levi Woodbury, el Secretario de la Armada estadounidense le escribió a Duncan: “… el Presidente de los Estados Unidos aprueba el curso que usted siguió, y se encuentra muy satisfecho con la prontitud, la firmeza y la eficiencia de sus medidas”.
La noticia de la actuación de Duncan produjo indignación en el gobierno de Buenos Aires: se negó a mantener cualquier tipo de contacto con Slacum, y exigió a los Estados Unidos su reemplazo inmediato.
Sin embargo, la postura de Washington era inamovible. El presidente Andrew Jackson, en mensaje anual al Congreso, calificó la captura argentina del Harriet como piratería, e instó a preparar una expedición naval a fin de proteger los intereses estadounidenses en el Atlántico Sur.
Mientras tanto llegó a Buenos Aires el reemplazante de Slacum, Francis Baylies, con idéntica agenda y estilo que su predecesor. Entró rápidamente en un callejón sin salida al tratar que el ministro Manuel Vicente Maza admitiera que el gobernador Vernet era un pirata.
En consonancia con el anterior cónsul, Baylies también pretendía desconocer la preexistencia del nombramiento de Vernet, aunque en una carta privada al secretario de Estado Edward Livingston la admite de plano. 
Asimismo el nuevo representante de los Estados Unidos comunicó a Henry Fox, su flamante par británico, que Washington estaba dispuesto a reconocer la soberanía británica a cambio del otorgamiento de derechos de libre pesca en las aguas inmediatas.
Al poco tiempo se conminó a Baylies a abandonar el Río de la Plata. La torpe gestión estadounidense llevó a la ruptura completa de las relaciones diplomáticas entre Buenos Aires y Washington durante un período de once años.
El 10 de septiembre de 1832, y con el objeto de reconstruir la colonia penal para restablecer el orden, el gobierno argentino nombró como nuevo gobernador interino de las Malvinas al sargento mayor de artillería Esteban Mestivier.
El militar se hizo cargo del gobierno de las islas el 15 de noviembre de 1832, tras arribar a bordo de la goleta Sarandí junto con una guarnición de 25 soldados. Acto seguido, la nave emprendió un viaje de patrullaje por las costas y mares del archipiélago, capitaneada por el teniente coronel de Marina José María Pinedo.[cita requerida] En diciembre estalló una sublevación que culminó con el asesinato de Mestivier a manos de los rebeldes, y que fue controlada por Pinedo al regresar a Puerto Soledad.[cita requerida]
Estos trágicos hechos fueron interpretados por Baylies como desencadenantes de condiciones propicias para que Gran Bretaña ejerciera una acción firme a fin de obtener el control efectivo de las islas.
En efecto, las defensas argentinas de Puerto Soledad habían sido inutilizadas, el archipiélago se hallaba en medio de un caos administrativo y sólo estaba defendido por una goleta y su escasa dotación.

### Invasión británica
En agosto de 1832 el primer ministro británico, Lord Palmerston, por sugerencia del Almirantazgo, ordenó enviar al contraalmirante Thomas Baker jefe de la estación naval sudamericana la orden de retomar el control de la corona sobre el archipiélago.
El 20 de diciembre de 1832 arribó a Puerto Egmont la corbeta HMS Clio. El capitán John Onslow tomó posesión formal y su tripulación se abocó a reparar las ruinas del fuerte.
Unos días más tarde la nave ancló frente a Puerto Soledad. El comandante Onslow informó a Pinedo que se disponía a tomar la isla, y le ordenó que arriara la bandera argentina al día siguiente:

Debo informaros que he recibido órdenes de S.E. el Comandante en Jefe de las fuerzas navales de S.M.B., estacionadas en América del Sur, para hacer efectivo el derecho de soberanía de S.M.B. sobre las Islas Malvinas.

Siendo mi intención izar mañana el pabellón de la Gran Bretaña en el territorio, os pido tengáis a bien arriar el vuestro y retirar vuestras fuerzas con todos los objetos pertenecientes a vuestro gobierno.

Soy, Señor, vuestro humilde y muy obediente servidor.

J. Onslow

A.S.E. el Comandante de las Fuerzas de Buenos Aires en Puerto Louis [Soledad], Berkeley Sound

Con solo 44 hombres, Pinedo preparó la defensa. Intentó negociar con Onslow, pero se dio cuenta de que era imposible hacerle frente a un buque de guerra, que  triplicaba a su goleta Sarandí en número de cañones y de hombres.
El jueves 3 por la mañana embarcó a la tropa. Dejó en tierra al capataz Juan Simón al cuidado de la bandera argentina, que aún flameaba en el mástil. A las 9 aparecieron tres botes con ingleses. Se dirigieron al caserío, instalaron un nuevo mástil e izaron la bandera británica.
El 4 de enero de 1833, sin disparar un solo tiro, Pinedo abandonó las islas,  llevando consigo a un grupo relativamente numeroso de colonos rioplatenses. A su regreso a Buenos Aires fue sometido a una corte marcial, argumentando falta de instrucciones sobre cómo proceder en caso de ataque. Aunque inicialmente fue expulsado, irregularidades en el proceso llevaron a la anulación del fallo y fue reincorporado pocos meses después al ejército.

### Sublevación
En las islas crecía el descontento entre los criollos, en su mayoría gauchos y charrúas. Se les había prohibido viajar a Buenos Aires, y el capataz Jean Simon, apoyado por el ex mayordomo de Vernet, Matthew Brisbane, y con la excusa de la ocupación británica, intentaba extenderles las ya pesadas tareas campestres, entre otros excesos de autoridad. Además seguían recibiendo por toda paga los vales firmados por el exgobernador, que no eran ya aceptados por el nuevo responsable de almacenes, el irlandés William Dickson.
En desacuerdo con la nueva situación, un grupo de ocho rioplatenses se sublevó el 26 de agosto de 1833 bajo el liderazgo del gaucho entrerriano Antonio Rivero (apodado Antook por los ingleses). Ellos eran: Juan Brasido, José María Luna, Luciano Flores, Manuel Godoy, Felipe Salazar, Manuel González y Pascual Latorre.
Estos rebeldes estaban pobremente armados con facones, boleadoras y viejos mosquetes, en contraste con las pistolas y fusiles con los que contaban sus oponentes, por lo que decidieron actuar por sorpresa. Tras un breve enfrentamiento en el que fueron muertos Brisbane, Dickson, Simon y otros dos colonos: Ventura Pasos y Antonio Vehingar, los revoltosos tomaron la casa de la comandancia. Impidieron el izado de la bandera británica durante los siguientes cinco meses. Según algunos relatos habrían izado el pabellón argentino.
Confinaron a las familias de los colonos criollos y británicos no sublevados en un islote, del cual fueron rescatados por el ballenero británico Hopeful. En octubre amarraron en Puerto Luis algunos barcos ingleses, cuyas tripulaciones no intentaron enfrentarse a los facciosos.
Dos meses después, el 9 de enero de 1834, arribaron a la isla Soledad dos naves del Reino Unido: la HMS Challenger, con el teniente Henry Smith a bordo, y la HMS Hopeful. Inmediatamente izaron la bandera británica. Smith asumió al día siguiente el título de oficial a cargo y ordenó la persecución de los sublevados: Luna fue el primero en rendirse. Los restantes, muy superados en número y armamento, optaron por retirarse al interior de la isla. Para comienzos de marzo la rebelión ya estaba controlada y el propio Rivero encarcelado.
Se les inició un proceso en el buque HMS Spartiate, de la estación naval británica de América del Sur. Por motivos no bien documentados el almirante británico no se atrevió a convalidar el fallo y ordenó que Rivero y los suyos fueran liberados en Montevideo.
El tribunal se declaró incompetente debido a que los crímenes no habían tenido lugar en su jurisdicción, la cual excluía Escocia y las colonias británicas.

## Las Malvinas en posesión británica (enero de 1833-abril de 1982)
Smith centró sus esfuerzos en restaurar el establecimiento de Port Louis, al que renombró Anson's Harbour. Fue sucedido por los tenientes Robert Lowcay en abril de 1838 y John Tyssen en diciembre de ese mismo año. Estas autoridades negaron a Vernet sus reiteradas solicitudes para volver a asentarse en las instalaciones de las que era dueño, con el argumento de que se trataba de un "intruso". Finalmente, tras una visita a Londres, obtuvo una escasa compensación monetaria por la pérdida de sus caballos, pero se le negó una ampliación de la indemnización por los demás daños.[cita requerida]

### Protestas diplomáticas argentinas
Inmediatamente luego de la invasión británica se estableció entre ambas naciones un patrón de argumentaciones diplomáticas que se extendería casi sin variaciones hasta el siglo XXI. 
El 17 de junio de 1833 Manuel Moreno, enviado argentino ante el gobierno del Reino Unido, presentó la protesta formal en un largo documento escrito en inglés y en francés. La Protesta, como generalmente se conoce al texto, repetía en su substancia los fundamentos ya enunciados en el decreto de nombramiento de Vernet: dado que la innegable soberanía española sobre las islas había cesado debido a la independencia de sus territorios en América, las Provincias Unidas del Río de la Plata, como nueva nación independiente y reconocida por Gran Bretaña y otros estados, la había sucedido en los derechos sobre la jurisdicción de los mares del sur. Gran Bretaña, por lo tanto, quedaba excluida del asunto, y no tenía derecho a reclamo alguno.
La respuesta británica llegó seis meses más tarde. En carta de lord Palmerston, el gobierno británico reiteraba la no extinción de los derechos anglosajones sobre las islas, fundamentados en el restablecimiento del asentamiento de Port Egmont en 1771. Alegaba que el posterior abandono de la base se había debido a cuestiones "de austeridad" y no de renunciamiento, como "atestiguaba" la placa de plomo oportunamente fijada por los marinos ingleses al retirarse.
El gobierno argentino calificó la respuesta de Palmerston como insatisfactoria, por lo que Moreno volvió a protestar el 29 de diciembre, sin obtener respuesta del Foreign Office.
La política exterior de Juan Manuel de Rosas, en aquellos años a cargo del poder ejecutivo, era proclive a restaurar relaciones de amistad. En 1838 Moreno fue despachado nuevamente a Londres con el fin de tantear los ánimos sobre la eventual e hipotética posibilidad de ceder los derechos argentinos sobre las Malvinas con la condición de que la deuda remanente del préstamo de la Baring Brothers de 1824 fuera cancelada por el gobierno británico. La gestión tuvo resultado negativo. Asimismo, y a pesar de la oficial interrupción de las relaciones diplomáticas con los Estados Unidos, recurrió en 1839 al ministro plenipotenciario en Washington, Carlos María de Alvear, quien mantuvo una entrevista de carácter especial con el secretario de Estado John Forsyth: el gobierno estadounidense se mantenía ajeno a la cuestión de soberanía, limitándose a apoyar la actuación de la Lexington, pero "sin que ello hubiera tenido la menor intención ni el deseo de hacer el más mínimo ultraje al gobierno ni a la Nación Argentina".

### Nuevo poblamiento
En 1839 un mercader británico llamado G. T. Whittington fundó la Falkland Islands Commercial Fishery and Agricultural Association y comenzó a ejercer presión sobre el gobierno de Su Majestad a fin de obtener permisos de explotación en las islas. Presentó ante las autoridades inglesas una petición firmada por un centenar de comerciantes londinenses, en la que demandaba que se discutiera en forma pública el futuro económico del archipiélago. En abril de 1840 escribió al secretario colonial, lord Rusell, proponiendo a su compañía como pionera de una eventual colonia.[cita requerida]
En octubre de ese año, sin que tuviera noticias del gobierno sobre el estado de su petición, Whittington despachó a su hermano con dos barcos que llevaban colonos y materiales. Arribaron a Puerto Luis en enero del año siguiente. J. B. Whittington exigió que se le otorgaran las tierras que su hermano alegaba haber comprado de Vernet. Tyssen, por entonces la máxima autoridad, respondió que no había recibido instrucciones de Londres sobre el particular, pero no pudo impedir que los pioneros se asentaran. Whittington lo hizo en Puerto Luis, donde construyó una casa de nueve habitaciones y estableció un saladero de pescado en el mismo lugar donde Vernet había instalado el suyo.[cita requerida]
En octubre de 1841 arribó el primer gobernador de las islas, el teniente Richard Clement Moody, a bordo de la HMS Hebe. Viajaban con él doce mineros y sus familias, dispuestos a asentarse en Malvinas; la colonia de Anson's Harbour contaba ya con unas cincuenta personas.[cita requerida]
Un año después lord Edward Smith Stanley, secretario colonial de Estado, instruyó a Moody para que investigara el potencial del área del actual Puerto Williams como lugar de asentamiento humano. El gobernador asignó la tarea al capitán James Clark Ross, líder de la famosa expedición antártica. En 1843 Ross elevó un informe en el que sostenía que, en efecto, Puerto Williams podría funcionar como base para naves de gran calado, y que las costas desde el actual Puerto Jackson hacia el sur eran adecuadas para la construcción de caseríos, debido a su ubicación protegida de los vientos, disponibilidad de agua dulce y abundancia de turba. 
Los trabajos comenzaron en julio de 1843; el 18 de ese mes el gobernador Moody bautizó el poblado como Puerto Stanley. En 1845 se establecieron los principales órganos de gobierno colonial: el Consejo Legislativo y el Consejo Ejecutivo; tres años después se asignaron los cargos administrativos correspondientes. Para 1846 ya estaban construidas unas treinta casas prefabricadas de madera para 164 residentes, junto con una carpintería y una herrería.[cita requerida]
La mayoría de los colonos se trasladaron al nuevo puerto, que creció rápidamente hasta alcanzar los 200 habitantes en 1849. Ese mismo año arribaron treinta familias para distribuirse entre la guarnición permanente y el destacamento policial. Reemplazaron a los mineros y zapadores que habían servido como fuerzas de orden desde 1842 a 1849.
A fines de ampliar el cuerpo de policía, en 1857 se reclutaron varios civiles, y al año siguiente la guarnición fue reforzada con un grupo de 35 marines, formando la Falkland Islands Garrison Company, que continuó expandiéndose con sucesivos envíos de personal desde la metrópoli.[cita requerida]

### Más protestas argentinas
Entre tanto la actividad diplomática continuaba intensamente. Se sucedieron otras dos protestas argentinas, el 18 de diciembre de 1841 y el 19 de febrero de 1842. En la respuesta a esta última, el gobierno de Su Majestad afirmaba que el acuerdo alcanzado con España en 1771 era de carácter "final", lo que impedía reconocer la potestad de las Provincias Unidas sobre las islas.
El ministro Moreno respondió inmediata y enérgicamente:

El que suscribe (...) se ve en la obligación de declarar, para evitar que el silencio de las Provincias Unidas no sea interpretado como un consentimiento tácito, que las Provincias Unidas no pueden aceptar y nunca aceptarán, la resolución del Gobierno de su Majestad Británica del 5 del corriente, dado que considera injusta y contraria a sus derechos evidentes (...)

EL 23 de junio de 1843, diez años después de su invasión, las islas fueron incorporadas a los dominios del rey de Inglaterra a través de documentos firmados por la Reina Victoria, trasladando la capital desde Puerto Egmont a Puerto Stanley.
En 1847 fue designado el primer gobernador del archipiélago, George Rennie.

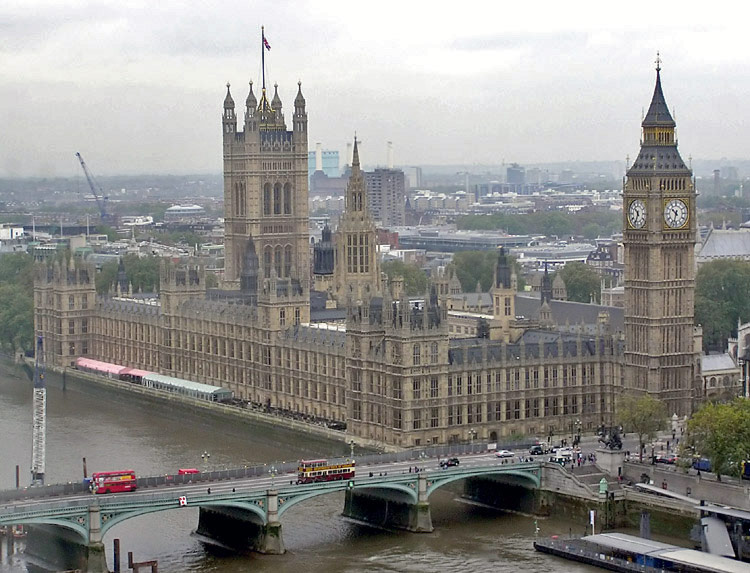
Cámaras del Parlamento del Reino Unido, en el palacio de Westminster.

El 25 de julio de 1848, durante un debate parlamentario en el que se trataban recortes al presupuesto, William Molesworth fue el primer británico en oponerse públicamente a la postura gubernamental, sosteniendo que debía reconocerse " el reclamo de Buenos Aires sobre las islas Falkland", lo que permitiría reducir los elevados gastos que insumía la estación militar malvinense. Molesworth compartía el criterio casi unánime de que las islas carecían de valor y perspectivas económicas. En aquellos días los periódicos ingleses fustigaban la figura del representante argentino y propiciaban una postura adversa a las Provincias Unidas, a las que se consideraba un estado "rebelde y de segunda categoría". El diario The Times, por ejemplo, comentó:

No sabemos qué admirar más, si la insolencia del sudamericano o la resignación del ministro de la Reina que no lo lanzó a puntapiés escaleras abajo.

Estos mismos periódicos londinenses reprodujeron en forma confusa y contradictoria un mensaje de lord Palmerston al parlamento, en el que insinuaba que la Argentina había decidido abandonar su reclamo. Esto produjo una inmediata réplica de Moreno, fechada el 31 de julio de 1849, en la que citaba los párrafos de los diarios y reiteraba que las Provincias Unidas nunca habían aceptado el despojo a manos británicas. Repetía también su propósito de no callar, para evitar que dicho silencio fuera malinterpretado como una confirmación de las erróneas expresiones del primer ministro. Lord Palmerston respondió que la prensa le había atribuido palabras que no eran suyas, y que por el contrario seguía sosteniendo que el asunto por la soberanía estaba pendiente de acuerdo.
Es un hecho sugestivo el que no exista registro de este discurso de Palmerston en las actas del parlamento. Algunos autores sospechan que las palabras del primer ministro fueron suprimidas debido a sus consecuencias legales, ya que de ellas se desprendía que, a criterio británico, en 1833 las Islas Malvinas eran "Res nullius" y no posesión inglesa como se argumentaba en ese momento.
Luego de la batalla de Caseros las Provincias Unidas se abocaron a la construcción del estado argentino moderno. El tema de Malvinas comenzó a desaparecer progresivamente de la agenda de ambos países, y no resurgiría con fuerza sino hasta treinta años más tarde.[cita requerida]

### Desarrollo económico
Luego en 1845 Puerto Stanley se benefició singularmente con la fiebre del oro de California: en 1847, por ejemplo, 777 barcos fondearon en sus instalaciones. Esta actividad produjo un boom en los negocios de reparación y aprovisionamiento de buques. La navegación del Cabo de Hornos era singularmente difícil, y muchos barcos debían emprender la vuelta severamente dañados tras inútiles intentos por pasar al Pacífico; varios resultaban semidestruidos, por lo que las Islas Malvinas pasaron a ser uno de los cementerios de barcos más notables del mundo.[cita requerida]
El negocio de reparación de buques comenzó a declinar en 1876, con la sanción de una nueva legislación naviera internacional, con la adopción progresiva del buque de vapor y el casco de hierro, y desapareció finalmente con la construcción del Canal de Panamá en 1914.[cita requerida]
En enero de 1846 se celebró un contrato entre el gobierno de Su Majestad y Samuel Lafone, un comerciante británico que operaba desde Montevideo, en el que se le asignaban derechos exclusivos de caza sobre el ganado de las islas. Este contrato significó un duro golpe para la población de las islas, pues el villorio de Stanley se vio imposibilitado de continuar abasteciéndose por sus propios medios, y pasó a depender de terceros.[cita requerida]
Lafone fue el primer terrateniente in absentia del archipiélago, pues nunca visitó las islas. Se le otorgaron unas extensiones de tierra en la isla Soledad, donde se encontraba la mayor parte del ganado salvaje. Esta zona de la isla pasó a ser llamada "Lafonia". Sus tareas nunca fueron auditadas por las autoridades inglesas: había prometido introducir colonos de ascendencia británica, pero en cambio envió grandes contingentes de gauchos e indios, que se establecieron en 1846 en Hope Place, en la costa meridional de Brenton Loch, y en 1849 finalizaron la construcción de una barricada en el istmo de Darwin para facilitar el control de los animales.[cita requerida]
El gobernador Moody implementó en 1847 un esquema de fomento agroganadero en el que los colonos, a cambio del pago de una tarifa anual, obtenían derechos de pastoreo en lotes costeros de 50 a 130 ha, y en lotes internos de 130 a 260 ha. Dos años después Rennie, sucesor de Moody, extendió este plan para ampliar esos derechos a los 2400 ha circundantes a quienes compraran no menos de 65 ha de tierra.[cita requerida]
En 1850 Lafone fundó una compañía llamada The Falkland Islands Company Limited con el propósito de instalar y explotar granjas, pues el ganado de Lafonia había sido cazado hasta la extinción. En 1857 la compañía se mudó desde Hope Place a Darwin, en busca de terrenos más adecuados para sus actividad. En 1860 el gobierno local modificó el contrato original de Lafone, reservándose la potestad de caza en todo el territorio de las islas con excepción de los lotes que pertenecían a la compañía.[cita requerida]

### Incidente con Estados Unidos

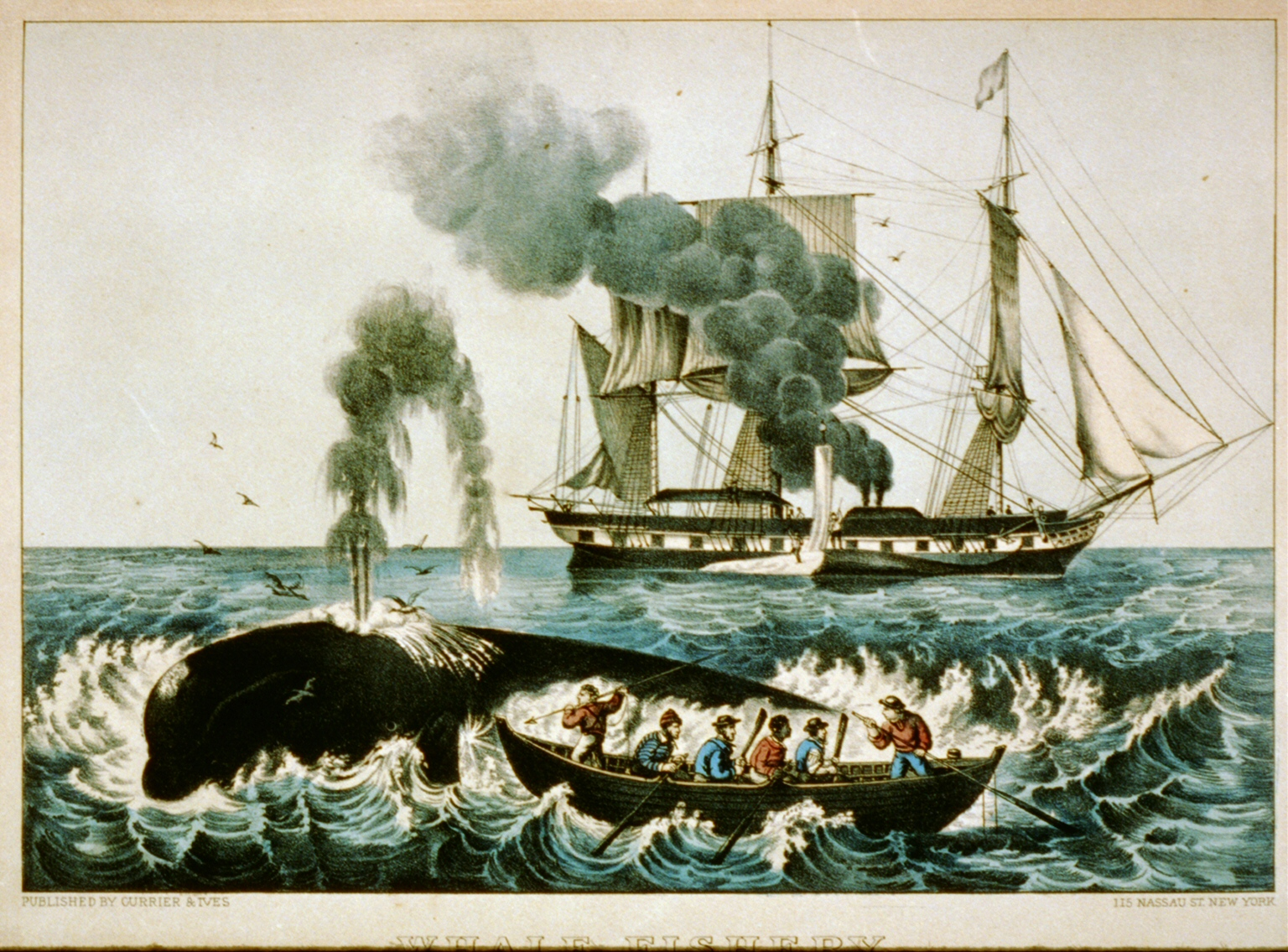
Balleneros de la Nueva Inglaterra del cazando una ballena franca. Litografía coloreada a mano.

En 1853, el gobernador del archipiélago se quejó a sus superiores por la continua depredación cometida por los barcos balleneros y foqueros —especialmente estadounidenses— en las inmediaciones de las islas. El gobierno británico advirtió al estadounidense que no toleraría un comportamiento semejante, y envió fuerzas navales a las islas para asegurar un control efectivo. En mayo de 1854, en un confuso episodio, el buque de guerra británico HMS Express capturó a dos balleneros, acusándolos de la matanza de cerdos y focas de los criaderos del gobierno de las islas.[cita requerida]
El comandante estadounidense William F. Lynch, al mando de la corbeta USS Germantown, que se hallaba fondeada en Puerto Stanley, presionó para que se liberara a los buques y tripulaciones apresadas, amenazando con oponer lucha armada.[cita requerida] Según una versión de los hechos, Lynch argumentó que los ingleses no tenían derecho a fiscalizar las aguas malvinenses pues preexistía un reclamo argentino.
Las autoridades británicas accedieron a negociar, aunque de todas formas los capitanes de los balleneros acusados fueron juzgados y multados por su accionar. Los Estados Unidos protestaron en favor de su derecho "adquirido" a pescar en aquellas aguas. En el texto del reclamo, William L. Marcy, entonces secretario de Estado estadounidense, dudó públicamente de la legalidad de la soberanía inglesa al afirmar que su país no había "concedido" derechos a Gran Bretaña. La respuesta británica afirmaba que sus derechos no eran discutibles, y que se atribuía el garantizarlos mediante uso de la fuerza.
El conflicto fue finalmente resuelto por la vía diplomática.[cita requerida]

### Continúa el crecimiento económico
En 1861 se emitió un acta de ampliación del alcance del plan de fomento agroganadero, que otorgaba a los colonos la habilitación para tareas de pastoreo durante un año en un lote indiviso de 2400 ha, con la condición de que construyeran viviendas y proveyeran un cierto número de cabezas de ganado. El terreno podía ser arrendado durante un plazo renovable de diez años. Esta legislación tuvo un profundo impacto en el modelado de la principal actividad económica de las islas hasta nuestros días.[cita requerida]
La colonización de la Isla Gran Malvina comenzó en 1867, y ya para 1869 la totalidad de su territorio había sido otorgado a ocho colonos, que arribaron con su ganado, caballos, herramientas, materiales de construcción, etc. Los gauchos rioplatenses fueron reemplazados por escoceses, y en pocos años comenzaron su expansión sobre la Patagonia austral y la Tierra del Fuego. La ganadería ovina se convirtió así en el principal instrumento para la mantención de la ocupación británica de las islas.

### Nuevos reclamos argentinos
Para 1884 ya habían pasado 35 años desde la última protesta argentina formal, y el tema de la soberanía solo había asumido un papel secundario en el ámbito bilateral.
La presidencia de Julio A. Roca vigorizó la acción diplomática, buscando dirimir la cuestión por intermedio de un arbitraje. El ministro de relaciones exteriores, Francisco J. Ortiz informó el 30 de mayo al representante de la corona en Buenos Aires que su gobierno intentaba recurrir a un laudo internacional para zanjar el asunto, mecanismo que Gran Bretaña había fomentado asiduamente en el pasado reciente y que, según esperaban las autoridades argentinas, no dudaría en aplicar en este caso. El gobierno del Reino Unido respondió con una rotunda negativa.
El 15 de diciembre de 1884 el Instituto Geográfico Militar publicó un mapa de la República Argentina que incluía a las Malvinas, lo que provocó preocupación en la embajada del Reino Unido en Buenos Aires. Ante la firme inquisitoria del cónsul Edmund Monson sobre la oficialidad del mapa, la cancillería argentina respondió con evasivas y declaraciones de amistad, lo que fue sumariamente contestado por Monson con una protesta formal, efectivizada el 31 de diciembre.
La invitación a un arbitraje fue repetida al año siguiente, adjuntando una protesta formal en el mismo trámite. Durante los tres años siguientes le sucedió un intenso intercambio de correspondencia diplomática, en el que invariablemente Gran Bretaña se limitaba a calificar el asunto como "cerrado", a lo cual Argentina respondía reiterando los argumentos jurídicos expuestos.
Ya durante la presidencia de Miguel Juárez Celman, el ministro de relaciones exteriores Norberto Quirno Costa presentó una nueva carta de protesta al enviado británico en la que repetía la posición argentina:

(...) hoy, como antes, el gobierno argentino mantiene su protesta respecto a la ilegítima ocupación de las Islas Malvinas, que no abandona ni abandonará jamás sus derechos a esos territorios y que en todo tiempo, hasta que le sea hecho justicia, los considerará parte integrante, en la prioridad del descubrimiento, de la ocupación, de la posesión iniciada y ejercida en el reconocimiento tácito y explícito y en la adquisición por tratado de estos últimos que pertenecían a la España.

El representante británico, respondió diciendo que los derechos de la corona no eran discutibles. El intercambio epistolar continuó durante el mes de abril, en el que Argentina calificaba el proceder británico como "despojo" e insistía con su propuesta de arbitraje, pese a lo cual no consiguió ninguna respuesta favorable.
Muchos años después, en 1936, el asesor legal del Foreign Office, G. H. Fitzmaurice, dejó plasmados en un memorándum los motivos de esta tenaz oposición a la idea de un laudo arbitral:

(...) pero como último recurso el único medio (...) sería ir a arbitraje y obtener una decisión [de] que su reclamo es malo ante la ley. Pero a decir verdad no estamos particularmente ansiosos por ir a arbitraje. Nuestra posición tiene ciertas flaquezas.

Desde 1888 y hasta al menos 1913, la publicación de mapas oficiales argentinos que incluían a las islas Malvinas como parte del territorio nacional siguió inquietando a las autoridades británicas, pese a lo cual no hubo ninguna reacción oficial al respecto. Durante todo este período el tema de la soberanía volvió a pasar al segundo plano de la agenda bilateral.[cita requerida]

### Acciones expansionistas
El 21 de julio de 1908 la Corona británica emitió una Carta Patente que unilateralmente anexaba las islas Georgias, las Orcadas, las Shetland, las Sandwich y la Tierra de Graham a la colonia de las islas Malvinas.
El documento incluía entre las pretensiones territoriales de la corona, parte de la Patagonia (la totalidad de Tierra del Fuego, parte de la provincia argentina de Santa Cruz y de la región chilena de Magallanes.
El gobierno británico nunca intentó explicar este grueso error, que no fue enmendado en los papeles sino hasta nueve años después, el 28 de marzo de 1917, por una nueva Carta Patente Real que rectificó a la anterior. La mayoría de los estudiosos ve en ello un solapado intento de expandir aún más las fronteras del imperio a costa de las naciones sudamericanas.[cita requerida]
Sorpresivamente, no hubo respuesta de los gobiernos argentino ni chileno ante esa absurda pretensión. Por ejemplo, el canciller (y futuro presidente de la Argentina) Victorino de la Plaza supuestamente se limitó a requerir a los ingleses información del nuevo trazado y sólo habría dado un acuse de recibo. Esta afirmación ha sido relativizada: no existe copia del documento en los archivos argentinos; los británicos sostienen que conservan la suya, aunque no ha sido hecha pública hasta el presente.
Varios investigadores coinciden en resaltar la indolencia de las autoridades argentinas ante los avances británicos de este período no sólo sobre los archipiélagos, sino sobre territorios continentales sobre los que Argentina ejercía plena y pacífica soberanía.[cita requerida]
En 1908 el embajador italiano en Buenos Aires informó a la cancillería que la Convención Postal de Roma había incluido a las Malvinas entre las colonias británicas, lo que provocó una airada protesta argentina, que fue cursada hacia el gobierno de Italia. Debido a que el canciller Victorino de la Plaza no extendió dicho reclamo a Gran Bretaña, los ingleses desconocen la actuación de 1908, y argumentan que durante 40 años (entre 1888 y 1928) Argentina no elevó protestas formales por la situación del archipiélago.

### Giro en la argumentación británica
En 1910 la Argentina cumplió cien años de vida, en un contexto de gran prosperidad económica. El país obtenía influencia creciente en los organismos internacionales, en donde era visto con respeto debido a su éxito político y financiero. El continuo aumento del protagonismo argentino en dichos foros repercutía directamente en la fuerza de sus argumentos jurídicos e históricos respecto al tema de Malvinas, y en una capacidad mayor para ejercer presión a fin de lograr la satisfacción de sus reclamos.
Esto comenzó a gestar una incomodidad manifiesta en vastos sectores de la política anglosajona, que empezaron a expresar dudas acerca de la validez de las pretensiones británicas al archipiélago. Se temía que la invasión de 1833, ante los ojos del nuevo siglo que comenzaba, pudiera ser vista como injustificada y que los títulos derivados de la conquista militar no fueran ya valederos. Se percibía entonces la necesidad de un cambio de estrategia que diera un nuevo soporte a la aspiración territorial. Así, se buscó refugio en la tesis de que luego de casi cien años ininterrumpidos, el dominio de las islas se habría transformado desde una naturaleza de facto a una de jure; en otras palabras, se echó mano al concepto de "prescripción adquisitiva".
Desde 1910 hasta 1936 fueron emitidos por el Foreign Office nueve documentos de circulación reservada que sostenían la debilidad de los derechos británicos.
Finalmente, a fines de agosto de 1936, el embajador británico en Buenos Aires recibió un documento confidencial en el que Anthony Eden, ministro de relaciones exteriores de Gran Bretaña enunciaba los nuevos argumentos a esgrimir:
- Al abandonar España las islas en 1811, estas quedaron vacías.
- Las islas eran res nullius en 1833; si esto no era verdadero, entonces
- Gran Bretaña había adquirido el título por prescripción, dada su ocupación centenaria del archipiélago.
- La Argentina no tenía poder militar suficiente como para hacer valer sus reclamos.

En última instancia, pues, el desequilibrio en la relación de fuerzas a favor del Reino Unido constituía el anclaje de una política colonial cuya legalidad estaba en duda.

### Primera Guerra Mundial

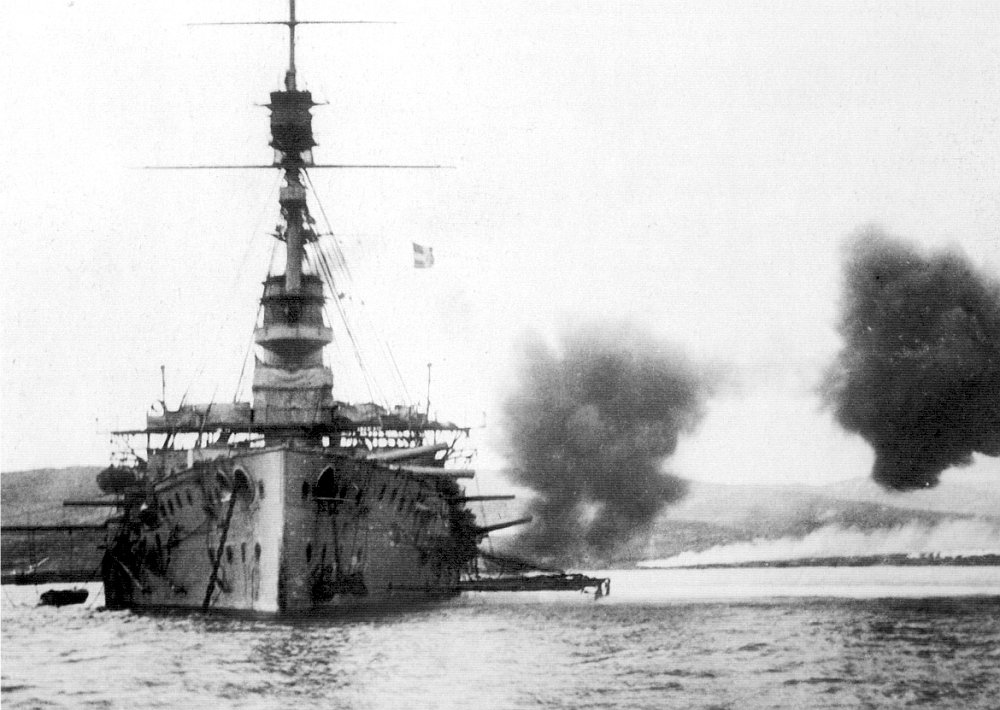
El HMS Cornwallis, uno de los buques que participaron en la Batalla de las Islas Malvinas.

Las islas jugaron un papel relativamente importante durante la Primera Guerra Mundial, gracias al establecimiento de una guarnición en las proximidades de Puerto Stanley, que fue visitada regularmente por naves de guerra de las Potencias Centrales.
El 8 de diciembre de 1914 se libró una batalla marítima en las costas occidentales del archipiélago, en la cual una flotilla británica muy superior en número y armamento, al mando del almirante Doveton Sturdee y originalmente atracada en Puerto Stanley, derrotó a una escuadra alemana comandada por el almirante Maximilian von Spee, logrando una decisiva victoria que tuvo como efecto la eliminación del poder naval germano en el hemisferio sur. Este episodio pasó a la historia como la Batalla de las Islas Malvinas.
Las consecuencias del enfrentamiento evidenciaron el gran valor estratégico de las islas para el control de la ruta entre al Atlántico y el Pacífico a través del extremo sur del continente.

### Problemas con sellos postales
El gobierno de Marcelo Torcuato de Alvear decidió, a partir de 1922, rechazar la correspondencia postal, telefónica y telegráfica desde y hacia Malvinas con el fin de añadir presión concreta al reclamo diplomático.
El gobierno de las islas intentó paliar la acción argentina mediante la contratación de vapores montevideanos, y la protesta británica no tardó en llegar. Buenos Aires respondió alegando que la medida no era oficial, sino que se trataba de iniciativas de funcionarios individuales. En todo caso, para marzo de 1928 las comunicaciones con las islas estaban plenamente restablecidas, hecha la aclaración que la reanudación del servicio de ninguna manera implicaba una renuncia a los derechos argentinos.
A cambio, Alvear reanudó su reclamo ante la Unión Postal Universal, confirmando su reclamo sobre las Islas Malvinas, las Orcadas del Sur y las Georgias del Sur como parte integral del territorio de la República:

(...) cumple a esta Cancillería manifestar que si bien es exacto que desde 1833 esas islas han estado bajo ocupación británica, no lo es menos que desde esa fecha y en diversas oportunidades el Gobierno Argentino ha protestado por dicha ocupación y por el acto originario que la determinó.

En 1933 el correo británico emitió una serie de estampillas conmemorativas de la invasión de un siglo antes. El gobierno argentino reaccionó con dureza, e instruyó a los funcionarios del Correo Argentino para que consideraran a toda correspondencia que arribara al país con las citadas estampillas como "carente de franqueo", por lo que su destinatario pagaría, en consecuencia, la multa establecida por la ley ordinaria.
Ante esta reacción, el gobierno de Su Majestad se limitó a hacer una presentación ante la Unión Postal Universal, en la que sostenía que el gobierno argentino violaba las convenciones de la organización, puesto que las islas se hallaban bajo administración británica. No hubo ninguna otra reacción pública, aunque en privado el Foreign Office recriminó a la administración colonial por su imprudente proceder, exigiendo ser informado antes de cualquier otro accionar concerniente al servicio postal de las Malvinas.
Estampillas británicas conmemorativas de las islas Malvinas.
En 1936 el Correo Argentino emitió sellos postales que mostraban a las Islas malvinas como pertenencia nacional. El Foreign Office optó por una protesta informal y privada, en ocasión de una entrevista casual del subsecretario de Estado argentino y el embajador británico en Buenos Aires. Sin embargo el asunto tomó estado público en la Cámara de los Comunes, cuando en medio de un debate el parlamentario lord Apsley inquirió al subsecretario de Asuntos Extranjeros, Anthony Eden, sobre la situación. La respuesta de Eden fue: 

El gobierno de Su Majestad no puede admitir tal reclamo a las Islas, que son territorio británico (...) pero se ha instruido al embajador de Su Majestad en Buenos Aires que llame una vez más la atención del gobierno argentino al hecho de que nada provechoso se puede conseguir con acciones tales como la emisión de la estampilla en cuestión, que sólo puede ser perjudicial para las buenas relaciones entre los dos países.

Esto provocó una réplica del gobierno argentino, encabezado por Agustín P. Justo, que en una nota del 22 de abril de 1936 informó que no tenía intenciones de retirar de circulación las estampillas, pues este gesto podría ser malinterpretado como un renunciamiento. En efecto, al año siguiente se realizó una nueva edición de los controvertidos sellos. A pesar de que algunos sectores de la política interna inglesa pretendían una reacción más fuerte de su gobierno, primó el criterio del Foreign Office de evitar darle mayor atención al tema, por precaución ante una eventual reacción argentina. Inglaterra no volvería a imprimir estampillas con la temática malvinense sino hasta 1977.
|  |  |  |  |  |  |

Estampillas argentinas alusivas a las islas Malvinas (1936, 1937 y 1951).

### Segunda Guerra Mundial
El inicio de la Segunda Guerra Mundial produjo una mayor flexibilización de la hasta entonces adamantina postura británica. El gobierno argentino intentó aprovechar esta coyuntura en las asambleas internacionales, en las que denunció reiteradamente la ocupación anglosajona. Estados Unidos intentaba concertar una política hemisférica común, que Argentina vio como una oportunidad para encolumnar al bloque americano tras su postura reivindicativa; en la Primera Reunión de Consulta de cancilleres americanos emitió una proclama en la que afirmaba:

(...) dentro de las aguas adyacentes al continente americano, en la extensión territorial de costas correspondientes a la República Argentina en la zona que delimita como libre de todo acto hostil no reconoce la existencia de colonias o posesiones de países europeos [y agrega] que especialmente reserva y mantiene intactos los legítimos títulos y derechos de la República Argentina a islas como las Malvinas, como así a cualquier otras tierras argentinas que resultaren ubicadas dentro o más allá de la línea.

En la Segunda Reunión, en junio de 1940, Argentina reiteró su exigencia. En ese año el Foreign Office redactó un documento titulado "Proposed offer by His Majesty's Government to reunite Falkland Islands with Argentina and acceptance of lease", en el que planteaba la posibilidad de llegar a un acuerdo de dominio compartido. Lamentablemente los detalles permanecen en la oscuridad.
Durante la semana siguiente al 13 de diciembre de 1939 las islas tuvieron un pequeño rol en la guerra, siendo utilizadas como una base donde se almacenaba armamento, provisiones, entre otros. Los británicos y alemanes habían batallado por la supremacía naval en cuanto a lo económico. En este caso, las Malvinas no fue donde tuvo lugar esta batalla, sino que tomó un rol secundario siendo una base estratégica. Tres cruceros británicos comandados por el comodoro Henry Hardwood enfrentaron al acorazado de bolsillo alemán Admiral Graf von Spee a cargo del almirante Hans Langsdorff, la que después sería llamada Batalla del Río de la Plata. El único refuerzo británico en el sector, el HMS Cumberland, que se encontraba aprovisionando en las islas, debió partir a toda marcha en un viaje de día y medio de duración a fin de unirse a las fuerzas de ataque. A las pocas horas de lucha el crucero pesado HMS Exeter, tremendamente dañado, debió dirigirse a las Malvinas para ser reparado de emergencia.

### Naciones Unidas: primera etapa
Después de finalizada la guerra, la preponderancia de Gran Bretaña como potencia central menguó notablemente, lo que derivó en una lenta escalada de la conflictividad por el tema de la soberanía, a medida que los lazos económicos entre ambos países se iban debilitando y crecía la independencia mutua.

El Reino Unido diseñó la bandera colonial de las Islas Malvinas en 1948, siguiendo la enseña azul tradicionalmente aplicada a sus símbolos coloniales.

A partir de la creación de la ONU y hasta 1965 los esfuerzos diplomáticos argentinos estuvieron centrados en el ámbito de esa institución internacional, aunque en el medio exclusivamente uni- y bilateral sucedieron algunos hechos de importancia:
- Con Juan Domingo Perón como presidente, la Cámara de Diputados de la Nación Argentina aprobó por unanimidad el 5 de julio de 1946 un proyecto para someter la discusión por el conflicto de soberanía al Consejo de Seguridad de las Naciones Unidas. Esta acción trasladó definitivamente el eje del debate desde una agenda exclusivamente binacional al ambiente colegiado de la comunidad de naciones.[191]
- Por medio del Decreto n.º 17040 del 9 de junio de 1948 fue creada la División Antártida y Malvinas bajo dependencia del Ministerio de Relaciones Exteriores y Culto. Su función era entender en todo lo relacionado con la defensa de los derechos jurídicos argentinos sobre la Antártida Argentina, las Malvinas, Georgias del Sur y Sandwich del Sur. El año anterior se había creado la Subcomisión Islas Malvinas e Islas Georgias del Sur, encargada de recopilar y estudiar los antecedentes que existían en el país acerca de dichos territorios insulares, con la principal tarea de preparar una obra de carácter oficial sobre los derechos argentinos en esas islas.[192]
- En 1948 Gran Bretaña inscribió en la ONU a las Malvinas como un «territorio no autogobernado».[193]
- A finales de 1950 el Congreso Nacional Argentino declaró formalmente a las islas Malvinas como «posesión argentina».[193]
- El 21 de diciembre de 1950, una Ordenanza Real extendió los límites de la soberanía británica sobre el archipiélago, para incluir la plataforma submarina, el fondo marino y el subsuelo contiguo a las islas, llevando el área a unos 85 000 km².[cita requerida]

- El 4 de mayo de 1955, el ministro de Relaciones Exteriores entregó al embajador británico en Buenos Aires la contestación a la propuesta británica del 21 de diciembre de 1954, para someter la cuestión a un tribunal de arbitraje, externo a la ONU. En dicha contestación, al ocuparse del valor legal de las famosas Cartas Patentes de 1908 y 1917, esgrimidas con monótoma insistencia por Gran Bretaña, juzgándolas a título de instrumento probatorio de soberanía, como:

(...) actos o medidas totalmente ineficaces, dado su carácter de documento unilateral inofensivo, huérfano hasta de un repudio por parte del Ejecutivo Argentino.

Las islas Malvinas, así como las tierras que se encuentran en nuestro sector antártico son argentinas, al igual que las Georgias del Sur y las Sandwich del Sur.

### Incidentes en territorios dependientes
A fines de 1947 una escuadra de la Armada Argentina inició maniobras en las aguas próximas a Malvinas, que incluyeron desembarcos de personal y equipamiento en varias islas del Atlántico Sur. El Reino Unido contaba en las cercanías con la fragata HMS Snipe, a la cual se agregó como respaldo el crucero HMS Nigeria. Luego de algunas fricciones menores, las fuerzas argentinas se retiraron. El gobierno inglés decidió mantener en el área a los navíos mencionados, los cuales fueron desafectados dos años después.
En 1952 la Argentina anunció sus planes para la ocupación efectiva de los territorios que reclamaba como propios, lo que devino en una serie de incidentes menores en Bahía Esperanza, en la Antártida. La respuesta británica fue destacar en la zona al crucero HMS Superb y otorgar al comandante de operaciones una autorización para emplear la fuerza.
Al año siguiente se produjo un desembarco argentino en la Isla Decepción, perteneciente a las Shetland del Sur. Los británicos enviaron nuevamente al HMS Snipe para forzar la retirada argentina.
Para fines de 1953 la tensión en la zona de Bahía Esperanza había ya desaparecido, pero poco después el punto de conflicto se trasladó a la isla Dundee, donde la debilidad de la capacidad británica de respuesta se hizo evidente. Las maniobras por parte de ambos países se limitaron sin embargo a acciones meramente simbólicas.
En ese mismo año Perón envió a la ceremonia de coronación de la reina Isabel II al presidente provisional del senado, el contraalmirante Alberto Tesaire, con el fin de ofrecer al gobierno británico que el archipiélago pasara a manos argentinas a través de una operación privada de transferencia de fondos. El Foreign Office declinó la propuesta, pues temía que una eventual reacción de la oposición debilitara al primer ministro Winston Churchill.
En septiembre de 1964 un piloto civil argentino, Miguel Fitzgerald, aterrizó con una avioneta en la pista del hipódromo de Puerto Stanley, en la que desplegó una bandera argentina. Luego de presentar una nota de protesta y requerir infructuosamente una entrevista con el gobernador inglés, retornó al continente antes de que pudiera ser capturado por las fuerzas de seguridad locales. Esto provocó un airado reclamo del Reino Unido en la ONU, que fue rechazado tajantemente por el gobierno argentino que alegó no estar involucrado en el hecho. Como consecuencia, Londres decidió destacar en las Islas un contingente permanente de Royal Marines.
Dos años después y también en septiembre, un grupo nacionalista acompañado por periodistas del diario Crónica, en una acción armada a la que denominó "Operativo Cóndor", secuestró y desvió el vuelo 648 que se dirigía desde Buenos Aires a Río Gallegos, obligando al piloto a aterrizar en Malvinas, en donde desplegaron siete banderas argentinas y realizaron una proclama usando la radio del avión. El plan incluía tomar la residencia del gobernador y ocupar el arsenal, pero se vio frustrado porque la pesada aeronave se enterró en el barro de la pista del hipódromo y fue rápidamente rodeada por un centenar de ingleses, entre colonos y militares. Gracias a las gestiones del sacerdote católico de las islas los pasajeros de la aeronave —entre los cuales estaba el entonces gobernador de Tierra del Fuego, Antártida e Islas del Atlántico Sur— fueron alojados en las casas de algunos kelpers mientras los secuestradores permanecieron en el fuselaje. Allí el párroco celebró una misa en español.
Al día siguiente los jóvenes depusieron su actitud y entregaron las armas a la única autoridad que aceptaron reconocer: el comandante del avión, Ernesto Fernández García. Fueron capturados por las fuerzas de seguridad británicas y dos días después regresaron al continente a bordo del buque argentino ARA Bahía Buen Suceso. La mayoría purgó una condena efectiva de nueve meses; tres de ellos fueron encarcelados durante tres años debido a sus antecedentes políticos, considerados delictivos por el gobierno de facto de Juan Carlos Onganía.[cita requerida]
La actuación del grupo nacionalista produjo una ola de actos antibritánicos en la Argentina, que incluyó un tiroteo a la embajada inglesa en Buenos Aires, que no produjo víctimas. El gobierno argentino pidió disculpas a su par anglosajón por el atentado a la sede diplomática y aseguró que no estaba involucrado en el secuestro de la aeronave. Londres por su parte decidió incrementar su fuerza militar en las Islas: expandió el destacamento de Royal Marines desde seis integrantes a unos cuarenta, con lo que alcanzó el rango de pelotón.
El 27 de noviembre de 1968 Fitzgerald realizó otro vuelo al mando de un avión bimotor del diario Crónica, en el que viajaba el director del matutino y uno de sus periodistas. Esta vez no pudo aterrizar en la pista del hipódromo, pues estaba obstruida, y debió hacerlo en un camino, por lo que su aeronave sufrió algunos daños en la hélice. Los tres hombres fueron arrestados y declarados "inmigrantes ilegales". Luego de pasar 48 horas en un calabozo, fueron liberados en Río Gallegos.[cita requerida]

### Naciones Unidas

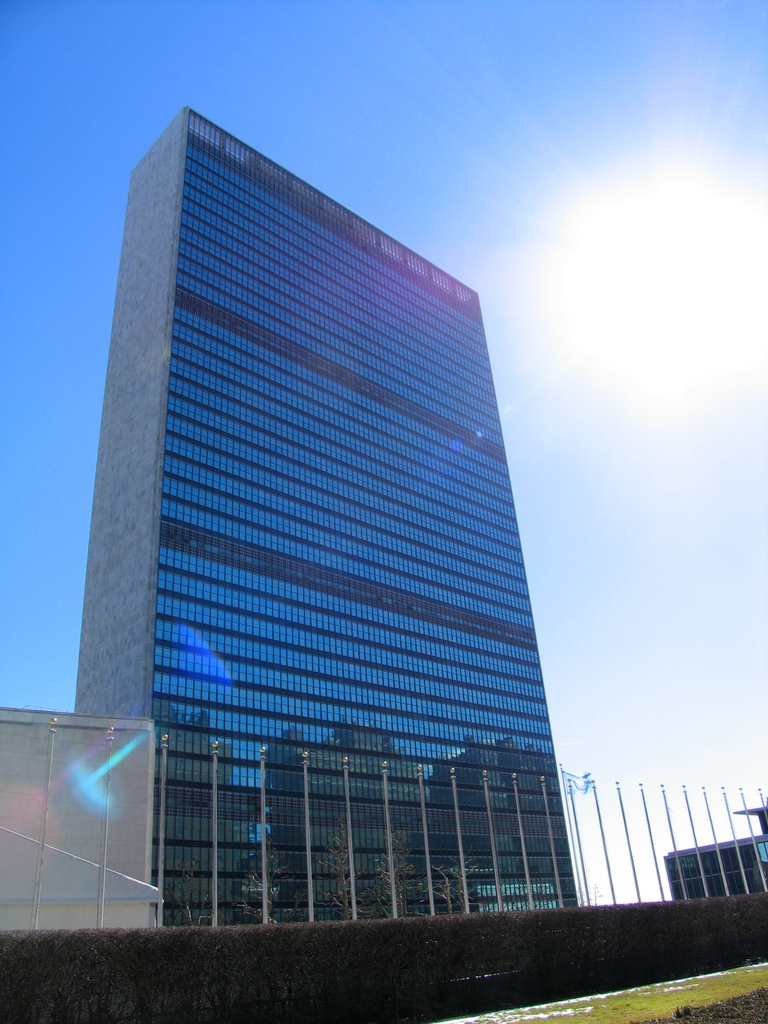
Edificio de las Naciones Unidas en Nueva York. Las resoluciones de la ONU ejercieron presión para que el Reino Unido aceptara negociar la soberanía del archipiélago.

La comunidad internacional compartía en general la percepción de que la persistencia de relaciones coloniales en pleno siglo XX constituía una violación de derechos humanos básicos, entorpecía el desarrollo económico, social y cultural de los pueblos dependientes, y era una amenaza para la seguridad internacional. Hacia fines de la década del 50 se formó en los organismos internacionales un claro consenso al respecto, que se expresó en la Asamblea General de las Naciones Unidas, donde se decidió impulsar un proceso global de descolonización. El 14 de diciembre de 1960 se aprobó allí por 89 votos a favor, ninguno en contra y 9 abstenciones —casi todas de países colonialistas— la resolución 1514 (XV) Declaración sobre la concesión de la independencia a los países y pueblos coloniales. Este documento abrió las puertas a las negociaciones bilaterales entre la Argentina y el Reino Unido. En cuatro de sus puntos (2, 4, 6 y 7), el texto hacía referencia al nudo del problema: el respeto a la autodeterminación, a la unidad nacional y a la integridad territorial. Al año siguiente fue reafirmada por la resolución 1654 (XVI), que creaba el que tras la resolución 1810 fue llamado "Comité Especial de los Veinticuatro", encargado de efectuar el seguimiento del proceso descolonizador. En particular, el asunto de Malvinas recayó en la esfera del Subcomité III.
Inmediatamente la Argentina anunció su posición frente a la declaración: el principio de autodeterminación debía considerarse en justa relación a otros principios de mayor jerarquía, como el de la unidad territorial del Estado, por lo que no era aplicable a Malvinas, cuya población, británica en su origen, no es sino producto del desalojo violento de los legítimos residentes argentinos.
En 1964 el gobierno del presidente Arturo Umberto Illia se propuso conseguir a través de esta especial coyuntura que la presión de las Naciones Unidas obligara al Reino Unido a sentarse por vez primera a la mesa de negociaciones, anulando las pretensiones británicas de convalidar el statu quo mediante una interpretación parcial de la autodeterminación.
Al iniciarse la sesión en septiembre, las delegaciones de ambos países fueron autorizadas a participar del debate aunque sin derecho a voto. La tesis argentina fue presentada por el consejero legal del ministerio de relaciones exteriores, José María Ruda; la británica, por Cecil King. El intercambio de argumentos fue encendido y la mayoría de los miembros se inclinó por la postura argentina; el apoyo de Latinoamérica, y de Uruguay y Venezuela en particular fue expreso y contundente. El Subcomité III redactó un informe con las conclusiones del debate, que contrariaban punto por punto los anhelos del Reino Unido: 
- Se aceptaba la existencia de una disputa por la soberanía de las islas
- La resolución 1514 era aplicable al territorio (y no a la población) de las Islas Malvinas.
- Se recomendaba al Comité Especial que invitara a ambas partes a entablar negociaciones que tendrían en cuenta los intereses (y no los deseos) de los habitantes de las islas.[208]

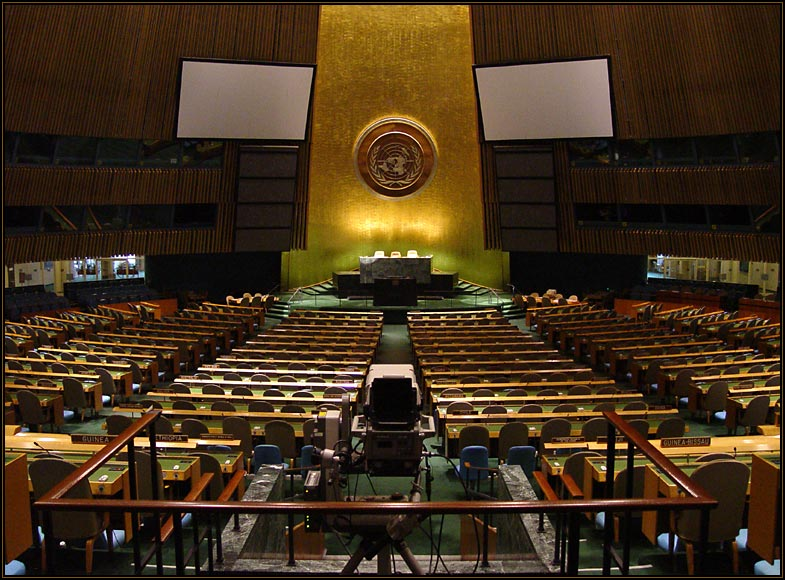
Sala de la Asamblea General de las Naciones Unidas.

El Subcomité III aprobó el informe por unanimidad y lo elevó al Comité Especial de los Veinticuatro. Allí se repitió la argumentación de la etapa previa: la estrategia argentina fue la de minimizar las discusiones para asegurarse el pasaje rápido a la siguiente etapa; el Reino Unido, por el contrario, intentó llevar la cuestión al plano bilateral para impedir que el tema siguiera tratándose en el marco de las Naciones Unidas. Una vez más triunfó la diplomacia argentina y los miembros del cuerpo aprobaron también por unanimidad las conclusiones del informe recibido. Siria presentó la propuesta accesoria de que la palabra "Malvinas" apareciese junto con "Falkland" en todos los documentos oficiales del organismo, lo cual fue aprobado por 19 votos a favor, el Reino Unido en contra y dos abstenciones. Luego se remitió el nuevo informe para su discusión en la IV Comisión de Asuntos Coloniales de la Asamblea General, donde se programó para ser tratado al año siguiente. En el ínterin, Estados Unidos ejerció presión para que las negociaciones salieran fuera de la órbita de la ONU.
Tras la aprobación del proyecto de resolución por 87 votos a favor y 13 abstenciones, el 16 de diciembre de 1965 la Asamblea General aprobó por 94 votos a favor, ninguno en contra y 14 abstenciones, la histórica Resolución A/RES/2065 (XX), basada en el informe de la IV Comisión. El texto invitaba formalmente a ambos gobiernos a mantener negociaciones sobre la soberanía siguiendo los puntos antedichos del informe del Subcomité II. Básicamente, establece que las Islas Malvinas no pueden ser descolonizadas atendiendo el principio de autodeterminación, y pide a ambas partes que informen al Comité Especial de los Veinticuatro y a la Asamblea General del progreso en las conversaciones.
En Derecho Internacional, no toda comunidad humana establecida en un ámbito geográfico específico es titular del derecho de libre determinación. Por esa razón, distingue entre "pueblos" y "minorías", sean éstas nacionales, religiosas, lingüísticas, étnicas, etc. Mientras que los primeros son titulares del derecho de autodeterminación, las segundas no, aunque son titulares de un conjunto de derechos tendientes a garantizar y preservar sus identidades, pero en el marco territorial del Estado en el que habitan. También se distinguen los pueblos autóctonos, a quienes la "Declaración de las Naciones Unidas sobre los derechos de los pueblos indígenas", conforme a los artículos 4 y 46.1, les reconoce el derecho de libre determinación, pero únicamente en su faz interna. Tampoco basta con autoproclamarse "pueblo" y, por lo tanto, pretender ser titular del derecho de libre determinación. En este sentido se expidió la Corte Internacional de Justicia en el Asunto del Sahara Occidental que dijo:

59. La validez del principio de libre determinación, definido como la necesidad de tomar en cuenta los deseos libremente expresados de los pueblos, no se ve afectada por el hecho de que en ciertos casos la Asamblea General ha dejado de lado el requerimiento de consultar a los habitantes de un territorio determinado. Estos ejemplos están basados ya sea en la consideración de que cierta población no constituye un "pueblo" con derecho a la libre determinación, o en la convicción de que una consulta era totalmente innecesaria, en vista de circunstancias especiales.

En ninguna de las más de 40 resoluciones de la Asamblea General y del Comité de Descolonización de la ONU ha reconocido la existencia de un pueblo separado en el territorio y, por ende, dichas resoluciones han seguido otro camino en cuanto a la manera de proceder a la descolonización de las islas Malvinas. La doctrina de las Naciones Unidas en cuanto a la manera de poner fin a la situación colonial de las Malvinas es la negociación entre la Argentina y el Reino Unido para la solución de la controversia de soberanía, teniendo en cuenta los intereses de la población de las islas. Cuando Gran Bretaña intentó incorporar una expresa mención al derecho de libre determinación en lo que posteriormente pasó a ser la Resolución 40/21, del 27 de noviembre de 1985, la Asamblea General de las Naciones Unidas lo rechazó de plano. La razón es simple: a diferencia de los casos comunes de colonialismo, es decir, de sojuzgamiento de un pueblo entero por la potencia europea, en el caso Malvinas se trata del desplazamiento de un joven Estado independiente de una parte de su territorio y de su población por la máxima potencia colonial de la época.
El Observador de Guatemala dijo, ante el Comité de Descolonización, que:

La situación colonial de las Islas Malvinas, sin embargo, es especial, debido a la existencia de una controversia de soberanía. El Reino Unido violó la integridad territorial de la República Argentina cuando ocupó parte del territorio de ésta última por la fuerza e implantó allí su propia población. En consecuencia, la cuestión de las Islas Malvinas se refiere a un territorio colonizado, no a una población colonizada. Las Naciones Unidas han excluido expresamente la posibilidad de aplicar el principio de la libre determinación en ese caso porque la Resolución 1514 (XV) de la Asamblea General establece que todo intento encaminado a quebrantar total o parcialmente la unidad nacional y la integridad territorial de un país es incompatible con los propósitos y principios de la Carta de las Naciones Unidas.

Por todo lo dicho, es la Asamblea General de las Naciones Unidas y no la potencia colonial quien determina la manera de poner fin a una situación colonial y el máximo órgano representativo de la ONU nunca aplicó el principio de la autodeterminación a los actuales residentes en las islas. El modo de descolonizar quedó decidido en la Resolución A/RES/2065 (XX) y es mediante negociaciones pacíficas entre los gobiernos de Argentina y el Reino Unido. 
A partir de ahora, el Reino Unido está obligado a negociar y a efectuarlo en los términos planteados por la tesis argentina, que receptó la Resolución A/RES/2065 (XX). En palabras de Lanús: 

[...] la Resolución 2065 (XX) de las Naciones Unidas consagra el gran triunfo de la diplomacia del gobierno del presidente Arturo H. Illia.

### Cerca de una solución
A partir de la aprobación de la resolución 2065 dio comienzo una nueva etapa en el diferendo, caracterizada por la reapertura de las negociaciones bilaterales. Además de la presión de las Naciones Unidas para dar término al anacronismo colonial, la continua declinación del Imperio Británico y una mengua acentuada en los recursos destinados a defensa exterior habían colocado a Malvinas como una carga molesta para la metrópoli.
El relanzamiento del tema en la agenda binacional tuvo como primer paso la firma de la notificación suscrita conjuntamente por el canciller argentino Miguel Ángel Zavala Ortiz y el secretario de Estado de Relaciones Exteriores del Reino Unido, Michael Stewart, el 14 de enero de 1966, en la que el Reino Unido aceptaba la validez de la resolución 2065 y accedía a iniciar negociaciones conjuntas.
A mediados de 1966, luego del golpe militar de Onganía, el encargado de negocios de la embajada argentina en Londres, Carlos Ortiz de Rozas y sus acompañantes —el embajador había renunciado con la caída del gobierno de Illia— fueron informados extraoficialmente durante un almuerzo que las islas terminarían por pasar a ser de soberanía argentina efectiva, y que sólo restaba encontrar el momento y las condiciones para efectuar el traspaso. Adicionalmente se recomendó a las autoridades argentinas el iniciar una política de seducción de los isleños, a fin de reducir la conflictividad del cambio por venir. Onganía nombró como embajador en Londres al brigadier Eduardo Mc Loughlin, que tuvo a su cargo las negociaciones de soberanía. Durante los siguientes dos años se estableció una agenda de reuniones confidenciales en las que la Argentina intentó obtener de Gran Bretaña un compromiso explícito y formal de transferencia del territorio, negándose a una extemporánea propuesta inglesa de congelar las discusiones durante treinta años para luego dejar en los isleños la decisión del destino del archipiélago.
En marzo de 1967 Londres informó oficialmente a la diplomacia argentina que, bajo la condición de que se respetaran los deseos de los locales, el gobierno de Su Majestad estaba dispuesto a ceder la soberanía efectiva de las islas.
Ante la negativa argentina a considerar la posición de los kelpers entró en juego un grupo corporativo constituido por personas de influencia y financiado por la Falkland Islands Company: el Comité del Reino Unido y las Islas Falkland (también llamado el "Falklands Lobby") compuesto por isleños que se oponían a la transferencia. Mediante presión al nivel del Parlamento y una campaña de propaganda en medios de circulación masiva ejercieron una férrea resistencia al acuerdo.
Temiendo que el diálogo llevara a un punto de fait accompli, en febrero de 1968 el grupo de lobbistas presionó al Parlamento para que debatiera sobre el tema, mediante una carta abierta que en su párrafo inicial decía: 

¿Sabe usted qué...?: Se están llevando a cabo negociaciones entre los gobiernos de Gran Bretaña y la Argentina para entregar en cualquier momento las islas Falkland a la Argentina.

Tenga en cuenta que: los habitantes de las islas nunca fueron consultados sobre su futuro. Que ellos NO quieren ser argentinos. Los isleños son tan británicos como ustedes, la mayoría son de ascendencia inglesa o escocesa de hasta sexta generación. Cinco de cada seis nacieron en las islas. Muchos ancianos no han estado en ningún otro lugar. No hay problemas raciales, no hay desempleo y no hay pobreza, y NO ESTAMOS EN DEUDA.

Lord Chalfont representó al Foreign Office en la consiguiente interpelación de marzo. En su monólogo admitió que los argentinos tenían derecho a mantener sus reclamos, que las conversaciones seguirían siendo de carácter confidencial en vista de lo delicado del asunto y que Londres se negaba a otorgarle la independencia a las islas debido a su reducida población, a su aislamiento geográfico y al hecho de que no eran autosuficientes. Comprometió la posibilidad de un acuerdo binacional a que los isleños aceptaran sus términos, aunque reservó para el gobierno la potestad última de convalidarlo. En el acalorado debate que prosiguió no hubo consenso y Stewart se vio obligado a aclarar en varias oportunidades que no habría sesión de soberanía en contra de lo opinado por los isleños. A pesar de ello el 28 de marzo Mc Loughlin y Chalfont llegaron a un acuerdo, al que titularon "Memorándum de Entendimiento": el gobierno de Su Majestad aprobaría la transferencia de la soberanía si previamente se garantizara la comunicación de las islas con el continente y se aseguraran los intereses de los locales. La nueva fórmula reemplazaba deseos por intereses, dando mayor espacio para facilitar el entendimiento mutuo a la vez que dejaba de lado la más restrictiva cuestión de la autodeterminación, lo que intentaba disminuir el margen de maniobra de los lobbistas malvinenses.
Ese mismo mes, durante las reuniones de la Asamblea General Ordinaria de las Naciones Unidas en Nueva York, los ministros Nicanor Costa Méndez y Michael Stewart concordaron en que no existían discrepancias significativas sobre el Memorándum; solo restaba su firma.
Lord Chalfont visitó las islas en noviembre de 1968, con el objetivo de convencer a los isleños de la bondad del inminente acuerdo. Frente a un auditorio de unos quinientos colonos, Chalfont advirtió: 

Ustedes se muestran reacios a comprender que las cosas están cambiando en el mundo exterior. El Reino Unido ya no es una gran potencia imperialista del siglo XIX (...)

Se trata de vuestro futuro. Yo no les estoy dando ninguna seguridad, pero cuando ustedes dicen «Mantengan a las Falkland británicas», asegúrense de saber que esto significa algo diferente a lo que significaba en 1900...

En reunión secreta con el Consejo Ejecutivo del archipiélago, el funcionario anunció que 

Gran Bretaña ya no podría mantener en las islas fuerzas navales suficientes para brindar protección, que ya no podría contribuir financieramente por la declinación del precio de la lana en el mundo, que había que tener en cuenta los intereses de la gran comunidad británica en la Argentina y que los isleños lo pasarían mejor dependiendo de la Argentina.

Mantuvo reuniones adicionales en las que aclaró que el consentimiento de los locales era fundamental para la firma de un eventual tratado de transferencia. Sus palabras no convencieron a los isleños, y el lobby, que seguía presionando en el Parlamento, consiguió que un grupo de representantes firmara una moción para instar al gobierno a declarar a los habitantes del archipiélago como "británicos" e intransferibles en contra de su voluntad.
A su regreso a Londres Chalfont fue interpelado en el Parlamento, donde recibió duros ataques de los opositores conservadores, que prometieron eliminar el asunto de la soberanía de la agenda exterior. Movida por los lobbistas, la prensa tuvo también una ferviente actitud crítica: el Daily Express hizo públicas las discusiones bajo el titular sensacionalista de "Malvinas en venta".
Mientras tanto, el gobierno argentino guardaba un silencio oficial que se extendería durante casi dos meses: aparentemente existía alguna oposición interna al acuerdo, aunque los detalles no son del todo claros. Ciertas fuentes consignan que la demora se produjo por diferencias insalvables acerca del texto de una nota adjunta al documento del Memorándum: Argentina exigía el reconocimiento liso, llano e incondicional de su soberanía sobre las Islas. En octubre el embajador Eduardo Mc Loughlin participó en una reunión de información en donde sostuvo la necesidad de apoyar el documento, pero no consiguió del general Onganía ninguna manifestación en este sentido. El canciller Nicanor Costa Méndez debió esforzarse para mantener el asunto en movimiento.
Finalmente, a comienzos de diciembre de 1968 la Argentina presentó formalmente en Londres su aceptación del entendimiento. El embajador Mc Loughlin se entrevistó con el secretario Stewart para ejecutar los trámites finales. Sin embargo el funcionario británico se retractó aduciendo que "ya era tarde" y que no estaba en condiciones de aceptar el Memorándum debido a la intensidad de la oposición en la Cámara, en la prensa y en la opinión pública; el gobierno laborista temía una reacción desmedida que precipitara su caída.
Como consecuencia, el 11 de diciembre el gobierno británico decidió suspender todas las tratativas derivadas del Memorándum. Más tarde ese día Stewart declaró ante la Cámara de los Comunes que el gobierno volvía a colocar como eje central de la discusión la fórmula de la autodeterminación:

(...) el gobierno de Su Majestad ha tratado de llegar a un entendimiento con la Argentina a fin de garantizar una relación satisfactoria entre las islas y la región continental más próxima, aunque todavía no es total. Existe una divergencia básica respecto de la insistencia del gobierno de Su Majestad en que no podrá haber transferencia de soberanía contra los deseos de los habitantes de las Falkland Islands.

Esta postura sería mantenida por Londres desde entonces y hasta el presente.
La cancillería argentina emitió al día siguiente una respuesta en la que establecía su posición en contra de la interpretación británica del tema de la autodeterminación:

1. [El reconocimiento de la soberanía argentina] no debe estar supeditado a la conformidad de los actuales pobladores de las Islas.

2. La República tendrá en cuenta y asegurará los intereses de los habitantes de las Islas por medio de salvaguardias y garantías que se acuerden. El gobierno argentino conforme a los principios tradicionales ha informado su política en esta materia, acogerá esos pobladores con la más generosa disposición (...)

3. La concertación del acuerdo integral tendrá, por lógica consecuencia, el desarrollo de libres comunicaciones entre las Islas y el resto del territorio nacional argentino y la creación de vínculos definitivos con ellos (...)

Varios analistas coinciden al afirmar que el Memorándum de Entendimiento constituyó el compromiso histórico más explícito del Reino Unido sobre la transferencia de la administración de las Islas a la Argentina.
Otros autores, no obstante, argumentan que el documento continuaba sosteniendo la aceptación de los isleños como punto primordial para un eventual traspaso administrativo y relativizan la significancia del cambio de lenguaje utilizado en su texto.
La decisión del gabinete de abandonar el Memorándum fue una importante victoria del Falklands Lobby sobre los esfuerzos diplomáticos argentinos; durante los siguientes tres años la actividad bilateral decreció sensiblemente.

### Cooperación
Con motivo del décimo aniversario de la resolución 1514, la Asamblea General aprobó el 12 de octubre de 1970 la resolución 2621 (XXV), por 86 votos a favor, 5 en contra (casi todos miembros del Commonwealth) y 15 abstenciones. El texto reafirmaba los principios expresados en aquella y urgía a los Estados miembros a acelerar la descolonización
A partir de 1970 la agenda se concentró en el tema del tránsito y las comunicaciones de las Islas con el continente. Los británicos reconocieron el aislamiento excesivo del archipiélago: recibían noticias del mundo exterior exclusivamente a través de medios radiales; la infraestructura educativa y sanitaria era inadecuada, etc. La solución más económica pasaba por mejorar los lazos con el continente, pero sin aceptar los requerimientos argentinos para tratar la cuestión de fondo.
Tras ignorar varias propuestas argentinas en ese sentido, el Foreign Office aceptó sentarse a una mesa de negociaciones centrada en el tema de la comunicación, en la que invitó unilateralmente a varios isleños, entre los que sobresalía el gerente general de la Falkland Islands Company. La ronda de tratativas comenzó en 1971; el 1 de julio ambos gobiernos emitieron una declaración que tenía por fin facilitar el movimiento de personas y bienes entre la Argentina continental y el archipiélago.
El acuerdo comprometía a la Argentina a:
- Entregar documentación especial, en la que no se haría referencia a su nacionalidad, a los isleños que desearan trasladarse al continente;
- Eximir a los isleños de gravámenes por su actividad económica dentro de las Islas o por transporte de equipaje hacia o desde el resto del territorio argentino;
- Establecer un servicio aéreo semanal con las Islas.

Por su parte el Reino Unido se obligaba a:
- Eximir de gravámenes a los residentes del continente que efectuaren actividades económicas en el archipiélago;
- Proveer un servicio marítimo regular de pasajeros, correspondencia y carga.

Además el gobierno argentino se ofrecía a cooperar en las áreas de salud, educación y agricultura, en el caso de que le fuera requerido. Se incluían medidas para regular las tarifas de comunicación postal, telegráfica y telefónica, y la creación de una comisión biestatal para coordinar una acción conjunta.
La estrategia argentina buscaba incrementar el interés de los habitantes del archipiélago por la cultura y economía continental, de manera de acercar posiciones en forma progresiva mediante la profundización de los lazos y confianza mutua y facilitar una eventual transferencia de soberanía.
En Argentina esta declaración fue aprobada el 1 de julio de 1971 y refrendada mediante ley nacional por el gobierno del general Alejandro Agustín Lanusse. Por su parte el acuerdo fue recibido con beneplácito por los sectores más intransigentes del Reino Unido: la prensa, el Falklands Lobby y el parlamento conservador, tradicionalmente opuestos a la conciliación con Argentina.
El 7 de enero del año siguiente un buque turístico argentino, la motonave ARA Libertad, realizó una escala en Puerto Stanley como hito simbólico del proceso de acuerdo. En el barco viajaban el embajador de Gran Bretaña en Buenos Aires, Michael Hadow y el director general de Antártida y Malvinas de la cancillería argentina, Mario Izaguirre.
La colaboración en pos del acuerdo original prosiguió. El 2 de mayo, mediante la firma de un convenio al respecto, Argentina se comprometió a construir un aeródromo provisorio compuesto por una única pista de 800 m de largo por 30 de ancho, cuyo mantenimiento tendría a su cargo. Seis meses después, un convenio accesorio acordó la apertura de una agencia de LADE en Puerto Stanley y la iniciación de los vuelos con el continente.
Más allá de esta cooperación, de la que los isleños fueron los principales beneficiarios, la negociación por la soberanía fue prácticamente aplazada por los británicos, que continuaron negándose sistemáticamente a tratar el tema. Hacia 1972 esta situación había desembocado en un impasse en las negociaciones.
El 25 de mayo de 1973 Héctor J. Cámpora juró como presidente constitucional. En su discurso de asunción afirmó que la recuperación del archipiélago sería uno de sus objetivos. Su gobierno encaró el problema desde una postura más enérgica y denunció ante las Naciones Unidas que el Reino Unido empleaba una estrategia dilatoria. La ONU, incomodada por el nulo avance en la cuestión de fondo tras ocho años de negociaciones, respondió inmediata y afirmativamente a la denuncia argentina con la aprobación el 14 de diciembre de la resolución 3160 (XXVIII), por 116 votos a favor, ninguno en contra y 14 abstenciones, en la que señalaba su preocupación por la falta de progreso en las tratativas e instaba a las partes a proseguirlas de acuerdo a lo previsto en la resolución 2065. Esta presentación no interrumpió la cooperación en materia de comunicaciones y de transporte; sin embargo el canciller Alberto J. Vignes afirmó en julio de 1974 que la "política amistosa" quedaba supeditada a una aceleración en las negociaciones sobre la cuestión de fondo.

### Hacia un condominio
Frente a estos hechos, el nuevo gobierno del primer ministro Harold Wilson decidió restablecer conversaciones sobre la soberanía, introduciendo la posibilidad de que el gobierno de Su Majestad aceptara una eventual soberanía compartida: 

(...) el objetivo del Gobierno de Su Majestad al entrar en negociaciones sobre la base del condominio será resolver la disputa de la soberanía a través de la aceptación de la co-soberanía argentina sobre las Islas y que el producto final pueda ser un tratado que solucione la disputa anglo-argentina creando una atmósfera favorable en la cual los isleños puedan desarrollarse acorde a sus intereses.

A continuación las reuniones bilaterales —altamente confidenciales— se hicieron más frecuentes: se llegó a un consenso sobre cuestiones básicas, como que el español y el inglés serían idiomas oficiales, que los isleños gozarían de la doble nacionalidad, que ambas banderas flamearían juntas, y que el gobernador sería designado por Londres y Buenos Aires en forma alternada.
El fallecimiento del entonces presidente Juan Domingo Perón en julio de 1974 puso fin a las negociaciones; no existe suficiente evidencia de que Perón apoyara el posible acuerdo, pero resulta claro que tras su muerte la negociación perdió su sustento político interno. En forma paralela, el parlamento del Reino Unido hizo zozobrar las conversaciones pues no contaban con la aprobación de los isleños. En agosto el Foreign Office admitió que las tratativas deberían abortarse.

### Petróleo
A partir de 1970 el gobierno británico había encargado una serie de relevamientos geológicos en el área de Malvinas, a fin de determinar la existencia de petróleo en el subsuelo. Hacia mediados de la década el resultado acumulado de estas investigaciones (a cargo de la Universidad de Birmingham) sostenía una moderada probabilidad de que en efecto existieran hidrocarburos en las aguas cercanas al archipiélago. Varias empresas petroleras británicas centraron su atención en la zona.
Al hacerse públicas las intenciones británicas de proseguir la exploración, la cancillería argentina emitió el 19 de marzo de 1975 un duro comunicado en el que dejaba en claro que el país no reconocía al Reino Unido ningún derecho en materia concerniente a los recursos naturales:

Teniendo en cuenta que las Islas Malvinas y dichas áreas forman parte integrante del territorio nacional, el gobierno argentino manifiesta que en ellas no reconoce ni reconocerá la titularidad ni el ejercicio de ningún derecho relativo a la exploración y explotación de minerales o hidrocarburos por parte de un gobierno extranjero. Por consiguiente tampoco reconoce ni reconocerá y considerará insanablemente nulos cualquier actividad, medida o acuerdo que pudiera realizar o adoptar Gran Bretaña con referencia a esta cuestión que el gobierno argentino estima de la mayor gravedad e importancia.

(...)

El gobierno argentino considerará, además, la materialización de actos de la naturaleza antes mencionada, contraria a las resoluciones y consensos sobre las Islas Malvinas adoptadas por las Naciones Unidas, cuyo claro objetivo es la solución de la disputa de soberanía entre los países por la vía pacífica de las negociaciones bilaterales.

Las relaciones entre los dos países se deterioraron rápidamente. Al mes siguiente el nuevo embajador británico hizo saber al canciller Vignes que ante cualquier ataque argentino a las Islas el Reino Unido respondería con la fuerza militar. La Argentina respondió el 12 de octubre que cualquier innovación con fines económicos sería motivo de fuerte rispidez en el ámbito binacional, haciendo peligrar la solución pacífica del diferendo; esta advertencia argentina no rindió frutos: el 16 de octubre el gobierno de Su Majestad confirmó el envío a las islas de una misión económica oficial encabezada por Lord Shackleton. El Ministerio de Relaciones Exteriores respondió que no concedía permiso oficial a la misión Shackleton, argumentando que las acciones unilaterales británicas sobre las Islas eran incompatibles con las negociaciones que bajo supervisión de la ONU intentaban dirimir el conflicto de su soberanía.
En vista de la presión existente, en julio de 1975 el Reino Unido propuso a la Argentina discutir sobre el desarrollo conjunto del Atlántico Sur. La cancillería argentina aceptó esa posibilidad con la condición de que la agenda incluyera el trasfondo por la soberanía. El Foreign Office se negó, pero la Argentina se mantuvo firme en su exigencia de que el tema de la soberanía fuera central en toda tratativa sobreexplotación económica. Para noviembre las negociaciones se hallaban en estado de virtual ruptura: el representante argentino en las Naciones Unidas afirmó que, en virtud de ello, su país no dejaría de hacer valer sus derechos en la forma que considerara más apropiada.
Esta velada amenaza de acción militar comenzó a hacerse común en la acción diplomática argentina.
A raíz de un ofrecimiento británico para abrir la agenda a "otras cuestiones", el nuevo canciller argentino, Manuel Aráuz Castex, propuso modificar la misión Shackleton a una acción binacional, a fin de eliminar su carácter "unilateral y provocativo". Este claro ofrecimiento de desarrollo conjunto fue distorsionado por los británicos, reduciéndolo a la posibilidad de que la Argentina proveyera solo tres técnicos; con este accionar el Reino Unido había hecho evidentes sus intenciones de actuar de manera exclusivamente unilateral.
La tensión entre los dos países siguió en escalada: el 3 de enero de 1976 se produjo el arribo de lord Shackleton a las Malvinas. La cancillería argentina no dejó escapar la simbología de las fechas (la invasión de 1833 también se había producido un 3 de enero), calificando la "coincidencia" de "hostil y desconsiderada".
El 5 de enero de 1976 el gobierno de María Estela Martínez de Perón emitió un comunicado ante lo que consideraba una "ruptura unilateral" de las conversaciones por parte de los británicos:

Ante tal comprobación, la cancillería argentina estima inadecuado avenirse a considerar temas que, frente a aquella reticencia, resultan insustanciales con relación al problema verdadero, y no conducentes por lo tanto a la justa solución del mismo (...)

Como consecuencia de ello el Pueblo de la República debe estar advertido de que su gobierno, juntamente con las Fuerzas Armadas y demás organizaciones institucionales que estructuran el Estado argentino, comparten inquebrantablemente el celo de aquél por la defensa de la dignidad y los derechos de la Nación; y que actuarán sin precipitación pero con toda la persistencia, la prudencia y la energía que sean necesarias para lograr justicia.

El 7 de enero un diputado justicialista propuso confiscar todas las propiedades británicas en la Argentina, sin compensación, hasta que Gran Bretaña devolviera las Islas.
Movida por este aumento de la tensión Gran Bretaña ensayó un tímido intento por enfriar los ánimos, sosteniendo que la discusión por la soberanía era una "disputa estéril", al tiempo que invitaba a continuar con las conversaciones. La negativa argentina fue tajante: afirmó que se rehusaba a reanudar las relaciones mientras las movidas unilaterales británicas continuasen, e invitó al gobierno de Su Majestad a que retirara su embajador de Buenos Aires, al tiempo que informaba que el representante argentino no retornaría a Londres. Las relaciones diplomáticas entraron en un período de congelamiento, en el que abundaron en ambos gobiernos las expresiones de buena voluntad con el propósito de recomponer vínculos.
En vista de esta delicada situación la Organización de los Estados Americanos se expidió a favor de la Argentina, sosteniendo que las actividades prospectivas del Reino Unido —a las que calificó de "innovación unilateral"— violaban las Resoluciones 2065 y 3160 de la ONU, constituían una amenaza a la seguridad hemisférica y a la paz mundial; que la Argentina tenía un inobjetable derecho de soberanía sobre las Islas Malvinas y que las acciones británicas tenían por objeto silenciar los reclamos argentinos y obstaculizar las negociaciones impulsadas por dicha institución.

### Incidente Shackleton
El 4 de febrero Ramón A. Arosa, capitán del destructor argentino ARA Almirante Storni, ordenó al buque británico de investigación oceanográfica RRS Shackleton que parara las máquinas, con el propósito de abordarlo. Este navegaba a 78 millas al sur de Puerto Stanley, por lo que la Armada Argentina argumentó que se encontraba dentro del límite de 200 millas náuticas que pertenecían a la jurisdicción argentina. El capitán del buque británico, siguiendo órdenes de Neville French, gobernador inglés de las Malvinas, ignoró las órdenes argentinas y continuó la marcha. El destructor —siguiendo procedimientos de rutina— hizo varios disparos a proa del Shackleton sin obtener respuesta. Finalmente, asistido por un avión Neptune, continuó persiguiendo al buque inglés hasta seis millas de Puerto Stanley.
Algunos autores ven en el hecho de que el destructor no emprendiera una acción más drástica un gesto planificado por el gobierno argentino para reforzar su reclamo sin permitir que la situación se desbordase: No se le reconocería al Reino Unido la potestad del desarrollo económico del archipiélago.
Efectivamente, el incidente no pasó a mayores: Londres protestó ante su par argentino y ante el Consejo de Seguridad de la ONU; ambas presentaciones fueron contestadas por la Argentina. El Reino Unido se hallaba ocupado en la Tercera Guerra del Bacalao con Islandia, por lo que intentó echar paños fríos al conflicto, aunque sin variar su tradicional resistencia a tratar el tema de fondo; las cancillerías de ambos países prometieron reiniciar el diálogo aunque el Foreign Office comunicó a las autoridades argentinas que su gobierno estaba dispuesto a defender las Islas ante un hipotético escenario de reocupación. La Argentina insistió en discutir el núcleo del problema; en palabras del canciller Raúl Quijano: 

(...) el centro de nuestra discusión es (...) [la] soberanía (...)

No podemos avanzar y si el Reino Unido no desea discutir este tema nosotros no podemos tratar los otros temas. Por supuesto que estamos muy interesados en la cooperación económica y las comunicaciones, pero sin soberanía estos son temas mucho más periféricos.

### Discusiones sobre soberanía
A principios de 1976 había gobiernos nuevos en ambos países: un golpe de Estado en Argentina había puesto en la presidencia al dictador Jorge Rafael Videla, mientras que en Gran Bretaña había asumido el laborista James Callaghan. Las autoridades intentaron devolver las relaciones a su cauce normal, mediante una serie de conversaciones secretas de agenda abierta que se realizaron en ambas capitales.
El gobierno argentino presentó una propuesta escrita a su par británico en la que diseñaba un traspaso progresivo de soberanía de las islas, que contemplaba una primera etapa de administración conjunta, de ocho años de duración, seguida del traspaso pleno de la administración a la Argentina.
Movido por el interés de acceder a créditos financieros del Reino Unido, el ministro de economía argentino, José Alfredo Martínez de Hoz, enfatizó la necesidad de lograr acuerdos de cooperación y dejar la presión confrontadora de lado. Encontró una fuerte oposición en la cancillería argentina, que logró finalmente imponerse.
A finales de julio se publicó finalmente en Londres el Informe Shackleton, que destacaba la debilidad de la economía monoproductora malvinense, y la consiguiente y acuciante necesidad británica de cooperación argentina para lograr el desarrollo de las Islas en el aspecto pesquero y petrolífero. El gobierno de Su Majestad vio entonces renovadas sus ambiciones de desarrollo conjunto del Atlántico Sur, e intentó nuevamente conseguir el apoyo de la Argentina, que sin embargo se mantuvo firme en su postura: 

Respecto de una hipotética cooperación entre la Argentina y el Reino Unido para el desarrollo de industria y petróleo en las Malvinas, el Ministerio de Relaciones Exteriores repite la posición del Gobierno argentino que es que el tema esencial por resolver es la disputa por la soberanía y, por lo tanto, no tiene comentarios para hacer en asuntos que no estén directamente relacionados con ellos.

En el ámbito de las Naciones Unidas existía para entonces un generalizado apoyo a la causa argentina, al que se sumaba la preocupación por las posibles consecuencias del proceder de Londres: el 1 de diciembre la Asamblea General aprobó la resolución 3149 (XXXI), por 102 votos a favor, el Reino Unido en contra, y 32 abstenciones, que reconocía: 

(...) los continuos esfuerzos realizados por el Gobierno de la Argentina, conforme a las decisiones pertinentes de la Asamblea General, para facilitar el proceso de descolonización y promover el bienestar de la población de las Islas.

Además instaba a las partes (en alusión al Reino Unido) a que se abstuvieran de acciones unilaterales que pudieran hacer peligrar el proceso de negociación impulsado por las resoluciones 2065 y 3160 y pedía nuevamente la aceleración de las tratativas.
El Foreign Office publicó el 2 de febrero de 1977 una declaración en la que apoyaba las conclusiones del Informe Shackleton y hacía hincapié en las posibilidades de cooperación con la Argentina, pero sin hacer concesiones en el tema de fondo. Inmediatamente envió una delegación a las Islas a fin de convencer a los locales de las bondades de un desarrollo económico binacional del archipiélago; estas gestiones tuvieron resultado negativo. Le siguieron una serie de conversaciones con la cancillería argentina en Buenos Aires, en donde se consiguió la reanudación total de las relaciones diplomáticas y la reposición de los respectivos embajadores. Este gesto de buena voluntad frenó un plan del Reino Unido para asignar a las Islas un grupo de despliegue militar.
No obstante se logró un sorprendente avance: el 19 de abril se emitió un comunicado de prensa conjunto en el que la soberanía constituía un punto primordial:

[Se establecerán negociaciones] que se refieren a las futuras relaciones políticas incluyendo la soberanía, con relación a las Islas Malvinas, las Georgias del Sur y las Sandwich del Sur y a la cooperación económica con respecto a dichos territorios en particular y al Atlántico Sudoccidental en general.

(...)

[Ambos países buscarán] una solución pacífica a la disputa existente entre los Estados sobre la soberanía y al establecimiento de un marco para la cooperación económica argentino-británica.

En visita oficial en Comodoro Rivadavia, el secretario del Foreign Office declaró su predisposición para discutir el tema de la soberanía, que sería tratado en las negociaciones subsiguientes. Estos antecedentes fueron históricos: por primera vez el Reino Unido aceptaba la discusión de la cuestión de fondo en el diferendo. La excusa para explicar este cambio abrupto de postura recaía en que el gobierno de Su Majestad contaba ahora con la aprobación del gobierno de las Islas. Sin embargo esta no coincidía con la opinión de los isleños, sino que emanaba de directivas del propio Foreign Office. El secretario fue duramente criticado en Londres por la prensa y por el Parlamento, debido a su predisposición para discutir sobre la soberanía.
A pesar de esta oposición ambos gobiernos arribaron a un acuerdo sobre el temario a desarrollar en las negociaciones futuras: contemplaba tanto la intercolaboración económica como la disputa por la pertenencia territorial, pero aclaraba que la población de las Islas sería consultada, y que el hecho de encarar dichas discusiones no constituía un abandono de posiciones para ninguno de los dos gobiernos, por lo que en esencia subsistía el mismo esquema: el Reino Unido estaba interesado exclusivamente en el desarrollo económico y la Argentina en su reclamo soberano. El plan de Londres era dilatar todo lo posible la transferencia de soberanía, al tiempo que capitalizaba los beneficios del desarrollo bilateral del archipiélago; de persistir la presión argentina, entretendría a su contraparte con concesiones de territorios dependientes mientras encaraba tareas propagandísticas para convencer a la opinión pública sobre la conveniencia del traspaso.
Entretanto, el empresario argentino Héctor F. Capozzolo intentó comprar parte de la Falkland Islands Company, con la intención de que el Falklands Lobby perdiera su principal financiador, pero el gobierno británico prohibió la operación.
Los encuentros diplomáticos bajo la agenda acordada se extendieron hasta fines de 1981 en Nueva York, Lima, Ginebra y París. Al comienzo de las gestiones el gobierno británico decidió apostar secretamente una fuerza naval en las cercanías de las Islas, debido a la escalada de hostilidades de los meses precedentes; fue retirada al cabo de la primera ronda debido a la distensión resultante.
Las reuniones de Lima se inclinaron hacia el tema de la cooperación, y las de Ginebra solo arrojaron un principio de acuerdo para la colaboración científica en Georgias y Sandwich del Sur que fue rápidamente desechado por el gobierno de Su Majestad debido al rechazo que cosechó en el consejo legislativo de las Islas.

### Arriendo
En mayo de 1979 Margaret Thatcher asumió como primer ministro e introdujo un nuevo impulso a las tratativas. La divergencia de intereses de las partes se había evidenciado cada vez más en el curso de los últimos encuentros.
En un breve ciclo de reuniones bilaterales en Buenos Aires volvió a reiterarse el mismo patrón: la postura británica sobre la autodeterminación de los isleños constituía un obstáculo para el entendimiento mutuo; estos se oponían a cualquier tipo de cambio en el statu quo y abrazaban la idea de un congelamiento indefinido del asunto. La negativa argentina a aceptar a los colonos como parte de la negociación tropezaba con la intransigencia británica de supeditar la decisión final a la opinión de estos. El Reino Unido temía que su par sudamericano recurriera a medidas más drásticas para conseguir sus propósitos; sabía que la Argentina tenía la capacidad para ocupar las Islas y que las escuetas fuerzas británicas no podían defenderlas adecuadamente sin un exagerado aumento de gastos.
En abril de 1980 prosiguieron las conversaciones en Nueva York, que nuevamente giraron hacia el tema de la explotación conjunta de los recursos atlánticos.
En julio Londres propuso a los isleños la solución de la disputa mediante un mecanismo de arriendo, por el que la Argentina obtendría la soberanía nominal mientras que el Reino Unido seguiría administrando el archipiélago durante un período a estipularse, que según las fuentes, oscilaba entre 25 y 99 años. Los colonos seguirían manteniendo su modo de vida y, del consiguiente desarrollo conjunto, un aumento de los beneficios económicos. La opinión de los isleños se mostró dividida: una mayoría indecisa y una minoría marcadamente en favor de dejar las cosas como estaban, que lo hizo saber de manera categórica, con rechiflas incluidas. Pero ante la sola posibilidad de un acuerdo cercano, el Falklands Lobby entró nuevamente en acción: el London Times publicó un artículo en primera plana denunciando en términos dramáticos la propuesta del arriendo.

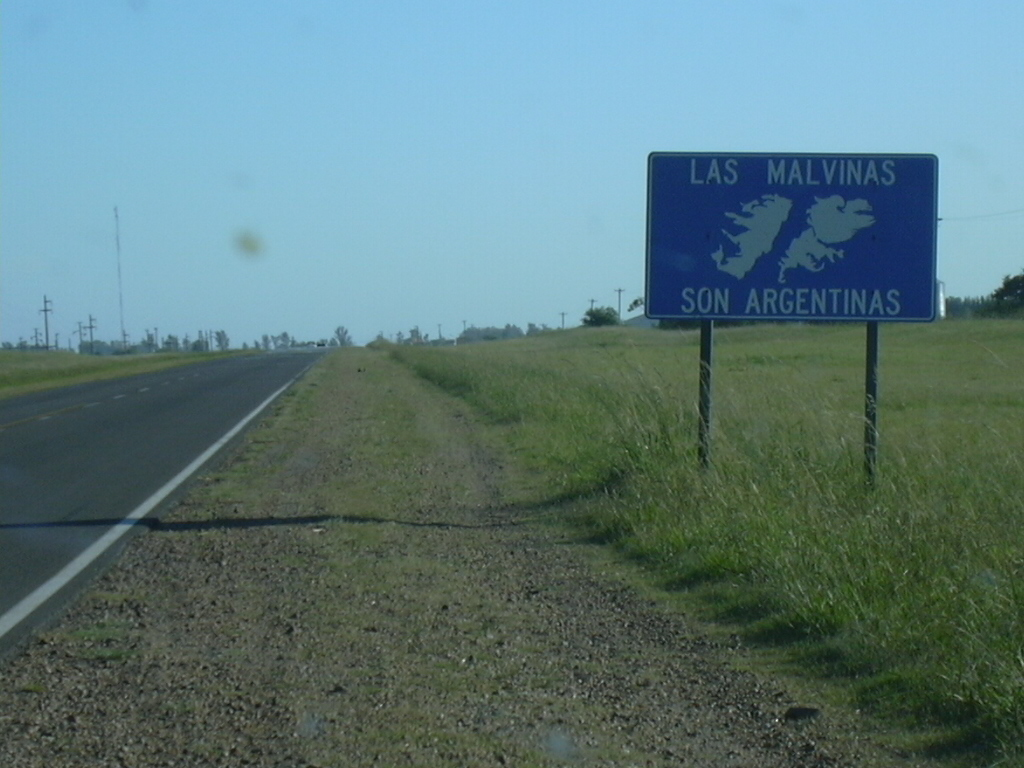
Cartel reivindicatorio ubicado cerca de la frontera argentino-brasileña. Existen muchas otras inscripciones similares a lo largo del territorio argentino.

El gobierno británico fue empujado hacia la defensiva y se vio obligado a efectuar declaraciones arriesgadas y contradictorias en vista de su reciente accionar. Ante una interpelación al ministro Nicholas Ridley(en) , en la que se expresó el descontento mediante chiflidos y abucheos, los parlamentarios laboristas y conservadores por igual atacaron los planes gubernamentales con inusitada dureza. Por consiguiente, se restringió enormemente el margen de maniobra del gobierno británico, lo que terminó influyendo negativamente en las siguientes rondas diplomáticas: en Nueva York propuso congelar la discusión sobre soberanía por un número a consensuar de años, durante los cuales las tratativas girarían exclusivamente en torno a la explotación económica del archipiélago. Esto provocó un categórico rechazo de la parte Argentina, que permaneció intransigente en sus exigencias sobre las prioridades del temario a tratar. Mientras tanto, los recortes al presupuesto militar habían decidido enviar a desguace o venta a una gran porción de la flota de superficie británica, incluyendo dos portaaviones. El gobierno británico empezó a tomar conciencia de lo acotadas que estaban sus posibilidades de negociación, y de cuán rápidamente iba en aumento la ansiedad por avances concretos y significativos en la política interna Argentina.
Ante este panorama, las autoridades concluyeron que la única posibilidad era el arriendo; basándose en los reportes de enviados a las islas y a la Argentina, el Foreign Office consideraba que los isleños podían ser convencidos de las virtudes de un acuerdo en este sentido. El ambiente político interno argentino era, por el contrario, más complejo: la idea contaba con el apoyo de funcionarios civiles pero todavía encontraba resistencia en las jerarquías militares.
Más allá de este acertado diagnóstico, poco se hizo durante los meses siguientes para acercar la opinión pública británica a la postura gubernamental. Peor aún, se produjo un claro retroceso en la situación: Ridley fue reemplazado por un representante del Falklands Lobby, Richard Luce; la oposición a un acuerdo con la Argentina se consolidó en las Islas mediante el triunfo de los partidarios del statu quo en las elecciones legislativas; mientras que Buenos Aires exigía una solución rápida y directa, el Reino Unido adoptó una inflexibilidad aún mayor; en el siguiente ciclo de entrevistas diplomáticas en octubre se hizo evidente que a pesar de las buenas intenciones no quedaba ya espacio para actuar. Hacia fines de octubre el embajador británico en Buenos Aires informó a Londres que la paciencia argentina se estaba agotando.

## Antecedentes argentinos en Malvinas previos a la guerra
Desde aproximadamente el 1950, hasta comienzos de la guerra, las islas mantuvieron un fuerte vínculo de contacto con ciudades patagónicas argentinas. Los pobladores solían comerciar con ciudades costeras cercanas como Río Grande, Ushuaia, Río Gallegos, Caleta Olivia, Puerto Santa Cruz y Comodoro Rivadavia. Mantenían viajes a esos destinos por causas de salud, educación, turismo, intercambio, relaciones sociales, etc. Esto explica porqué las islas tenían un precario y olvidado desarrollo institucional que era compensado con viajes en avión o barco a ciudades cercanas.

## Las Malvinas en posesión argentina (abril-junio de 1982)

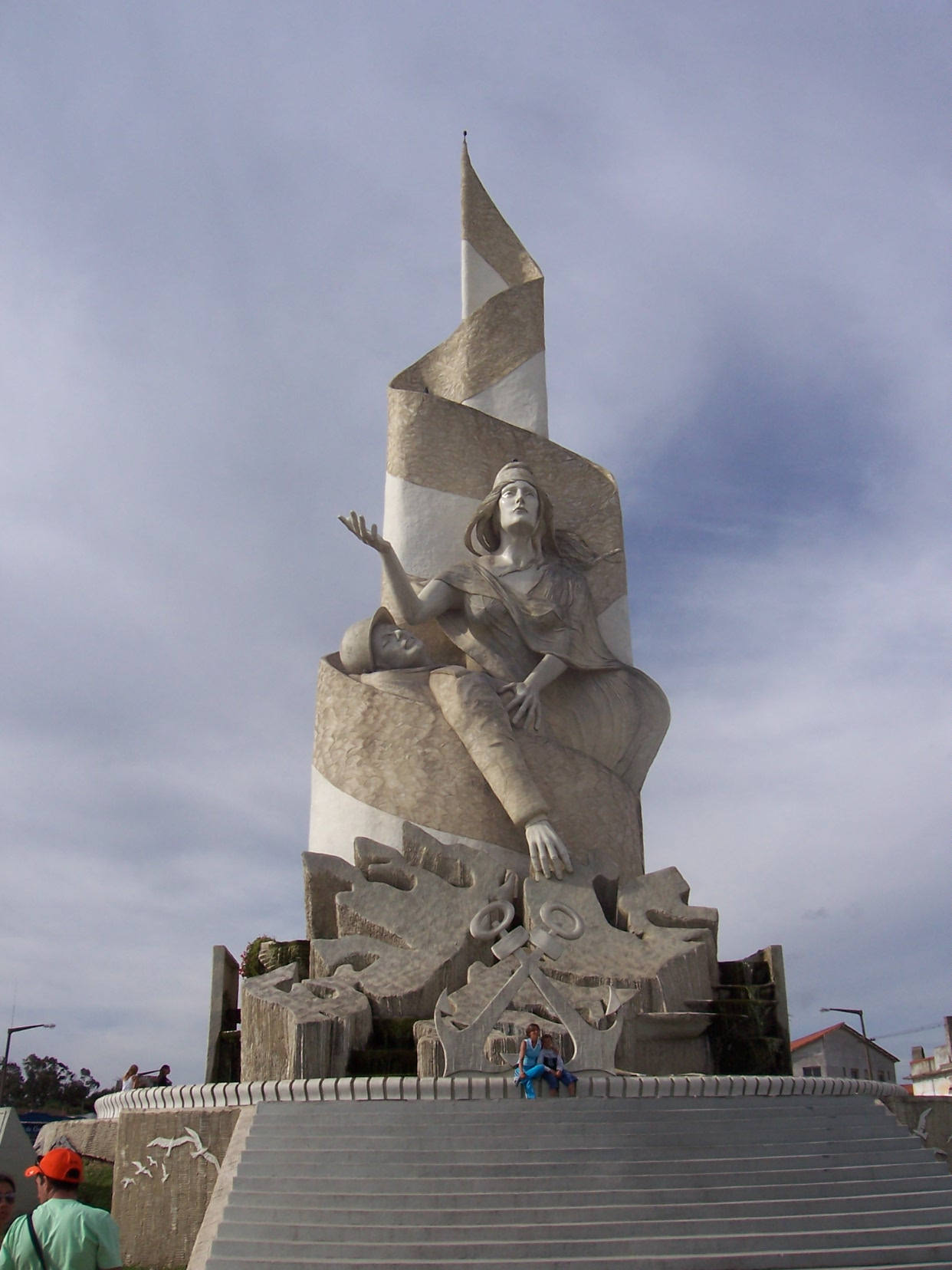
Monumento a los caídos en la guerra de Malvinas ubicado en la ciudad argentina de Quequén.

A principio de la década de 1980, el modelo económico y la "guerra sucia" interna de la junta militar que gobernaba la Argentina entró en crisis, lo cual tuvo consecuencias negativas en el ámbito social interno. El rechazo a la junta se incrementó a causa de factores como: Personas secuestradas, torturadas y asesinadas, llamados "desaparecidos", 90% de inflación anual, la profunda recesión, la mayor carga tributaria, el brusco aumento del endeudamiento externo de los sectores público y privado, la continua depreciación del salario real con el aumento de la pobreza resultante, etc. A fin de recuperar oxígeno interno y atendiendo a premisas geopolíticas que resultaron equivocadas, la junta militar organizó una operación militar para apoderarse de las Malvinas. Además de estos motivos, los analistas afirman que la operación militar argentina se debió también a un equívoco en la interpretación de las acciones británicas de desarme y relegación de la ciudadanía de los isleños a un rango menor: la junta militar no esperaba una reacción armada del Reino Unido, como atestigua el hecho de que nunca se diseñó un plan de contingencia para ello.
Como parte de una escalada ofensiva en múltiples planos, fuerzas argentinas tomaron el control de las islas el 2 de abril de 1982. El declinante gobierno británico de Margaret Thatcher, por su parte y tras una etapa de confusión inicial, consiguió imponer un discurso de orgullo patriótico en las masas y reaccionó enérgicamente, logrando el pleno apoyo de la Comunidad Económica Europea, la OTAN, el Commonwealth y, parcialmente, de la ONU.[cita requerida] El 7 de abril estableció una Maritime Exclusion Zone (MEZ) ("Zona de Exclusión Militar") de 200 millas de radio con centro en latitud 51°40′ S y longitud 59°39′ O, sobre el estrecho de San Carlos. Reunió además una masiva fuerza expedicionaria —la mayor desde la Segunda Guerra Mundial— que tomó rumbo hacia el archipiélago; mientras tanto ambos gobiernos se enfrascaron en febriles reuniones diplomáticas organizadas por el secretario de Estado de EE. UU., Alexander Haig, por el presidente del Perú, Fernando Belaúnde Terry, y por el secretario general de la ONU, Javier Pérez de Cuéllar. Estos intentos de mediación fracasaron, y Estados Unidos pasó a asistir militarmente al Reino Unido, otorgándole acceso a armamento e información de inteligencia avanzados. La Marina Real desembarcó seis semanas más tarde y después de duros combates forzó la rendición argentina el 14 de junio de 1982.

## Las Malvinas en posesión británica (junio de 1982-presente)

### Secuelas y transición
La derrota argentina aceleró la caída del régimen militar de facto. 
El gobierno británico prohibió el ingreso a las islas de civiles con pasaporte argentino. El 22 de junio de 1982 la Comunidad Económica Europea anuló la prohibición a las importaciones argentinas. El 23 de julio de 1982 el Reino Unido modificó el alcance de la Zona de Exclusión Militar, reduciéndola en 50 millas náuticas radiales y rebautizándola como Falkland Islands Protection Zone (FIPZ) ("Zona de Protección de las Islas Malvinas").
A mediados de septiembre la Argentina y el Reino Unido levantaron bilateralmente las sanciones financieras que mutuamente se habían aplicado. La Asamblea General de las Naciones Unidas emitió una resolución urgiendo a las partes a reanudar las conversaciones para resolver el litigio.
Por primera vez Estados Unidos votó a favor de estos lineamientos, intentando enmendar sus relaciones con Latinoamérica, deterioradas por su apoyo concreto al lado británico durante el conflicto armado. El Reino Unido criticó el voto estadounidense y no cambió su postura, argumentando que el rearme y recomposición encarados por las fuerzas armadas argentinas —que sin embargo incluía equipamiento británico— demostraban que el país estaba dispuesto a "un segundo round". Margaret Thatcher justificó su negativa al diálogo: 

(...) no negociaré con la Argentina. Estamos seguros de nuestros títulos de soberanía.[cita requerida]

En mayo de 1983 el gobierno británico propuso a la Argentina restablecer los vuelos comerciales entre los dos países que se habían suspendido en junio de 1982, y acordar sobre el traslado de los restos de los caídos al continente. El gobierno argentino se negó a estos ofrecimientos, manteniéndose en su tradicional postura de que todos los aspectos de la disputa deberían discutirse simultáneamente junto con el de la soberanía.
La ruptura de relaciones fomentó la aparición de grupos de diálogo informales, constituidos por sectores académicos, religiosos, empresariales y parlamentarios de ambos países. En 1983 se estableció en Londres el South Atlantic Council ("Consejo del Atlántico Sur") que promovió una solución pacífica y duradera para el asunto de la soberanía basándose en publicaciones relacionadas. Este cuerpo, que reunía entre sus filas al parlamentario conservador Cyril Towsend y al laborista George Foulkes, tuvo varios logros destacables, como el influir en la opinión pública británica para que apoyara la posibilidad de que el problema se discutiera bilateralmente.

### Retorno de la democracia en la Argentina
En diciembre de 1983 Raúl Alfonsín asumió como presidente constitucional argentino y desde su discurso inaugural ante el congreso colocó a la recuperación de las Islas como una meta central de su gobierno. Su canciller, Dante Caputo, esbozó así la que sería la estrategia a seguir:

Había que lograr una permanente tensión exterior sobre el tema Malvinas. Para nosotros el único método (por cierto de largo plazo) para lograr este objetivo era permanentemente mantener presentes los costos internacionales para el Reino Unido de la ocupación. Si esos costos disminuían, si esos costos se hacían nulos, casi nulos, la intervención o la presencia de la ocupación británica se mantendría permanentemente.

Se siguieron estos lineamientos mediante la continuación de las hostilidades pero sin escalar el nivel de agresividad, lo que obligó al Reino Unido a efectuar crecientes gastos por la defensa del archipiélago. Sin embargo la estrategia argentina fue interrumpida a mediados de 1984 cuando comenzó a resultar evidente que el gobierno británico estaba dispuesto a sobrellevar el costo adicional.

Bandera de las fuerzas armadas del Reino Unido destacadas en las Islas Malvinas.

El gobierno argentino también procuró hacer de la denuncia pública ante los foros internacionales —principalmente en la ONU, la OEA y el Movimiento de Países No Alineados— su principal herramienta de coacción.
Al mismo tiempo, el gobierno de Thatcher elaboraba planes de contingencia en vista de un hipotético nuevo golpe de Estado en la Argentina. Este argumento también sirvió pàra justificar la presencia del muy reforzado destacamento militar en Malvinas.
En febrero las autoridades argentinas solicitaron al lado británico la reanudación de las conversaciones: se propuso que mientras duraran las negociaciones la guarnición británica en Malvinas fuera reemplazada por una fuerza de paz de las Naciones Unidas, a cambio de lo cual la Argentina declararía el cese de hostilidades. La oferta fue rechazada al día siguiente.
El 7 de junio todos los partidos políticos argentinos firmaron una declaración conjunta en la que demandaban al Reino Unido el reconocimiento de los derechos de la Argentina sobre las Islas. Al mismo tiempo, una serie de gestiones reservadas auspiciadas por los negociadores de Suiza y Brasil terminó en un rotundo fracaso en el que los representantes de cada parte acusaron a la otra de haber incumplido las normas pactadas.
Con la intención de consolidar la viabilidad de la economía de las Islas, Londres finalmente decidió implementar las recomendaciones del Informe Shackleton de 1982, que hasta entonces solo habían sido aplicadas en pequeña escala. En 1984 se creó la Falkland Islands Development Corporation ("Corporación para el Desarrollo de las Islas Malvinas"). Entre sus metas estaba la de diversificar la actividad económica, mejorar la infraestructura y fomentar la inmigración selectiva. Se aprobó una serie de desembolsos a seis años por un total de 31 millones de libras esterlinas para mejorar las telecomunicaciones, extender las líneas eléctricas, construir caminos, implementar una reforma agraria, crear una granja hidropónica para permitir el autoabastecimiento de vegetales frescos, etc.
Uno de sus resultados fue un incremento sensible en la redistribución de tierras: en nueve años el porcentaje de terrenos en manos malvinenses pasó desde el 24% al 73%. Estas medidas afianzaron el nacionalismo de los isleños, desplazando la opinión pública local aún más hacia la intransigencia.
En medios políticos británicos empezó a contemplarse la idea de que el modelo de traspaso de soberanía diseñado para Hong Kong en los acuerdos de Pekín de 1984 podría ser aplicado al problema de Malvinas. En la Argentina la propuesta fue considerada como viable, aunque Alfonsín la supeditó a que se acordara un tiempo de transición razonable: 

(...) podemos aceptar una solución de tipo Hong Kong medida en meses, no en años. También podríamos aceptar que se nos devolvieran las islas en el plazo de cinco años o tres años, pero no en veintinueve años.

En septiembre de 1984 Alfonsín anunció personalmente ante la Asamblea General de la ONU que su país estaba dispuesto a reanudar las negociaciones por medios pacíficos y dio a entender su apoyo a un arreglo similar al chino. Sin embargo la respuesta británica fue que Hong Kong era "diferente" al caso de Malvinas.
A fines de ese año la Argentina empezó a concentrar sus reclamos en la ONU. Nuevamente el Reino Unido se negó a tratar el tema de la soberanía y como de costumbre propuso una agenda centrada en las relaciones económicas y culturales.

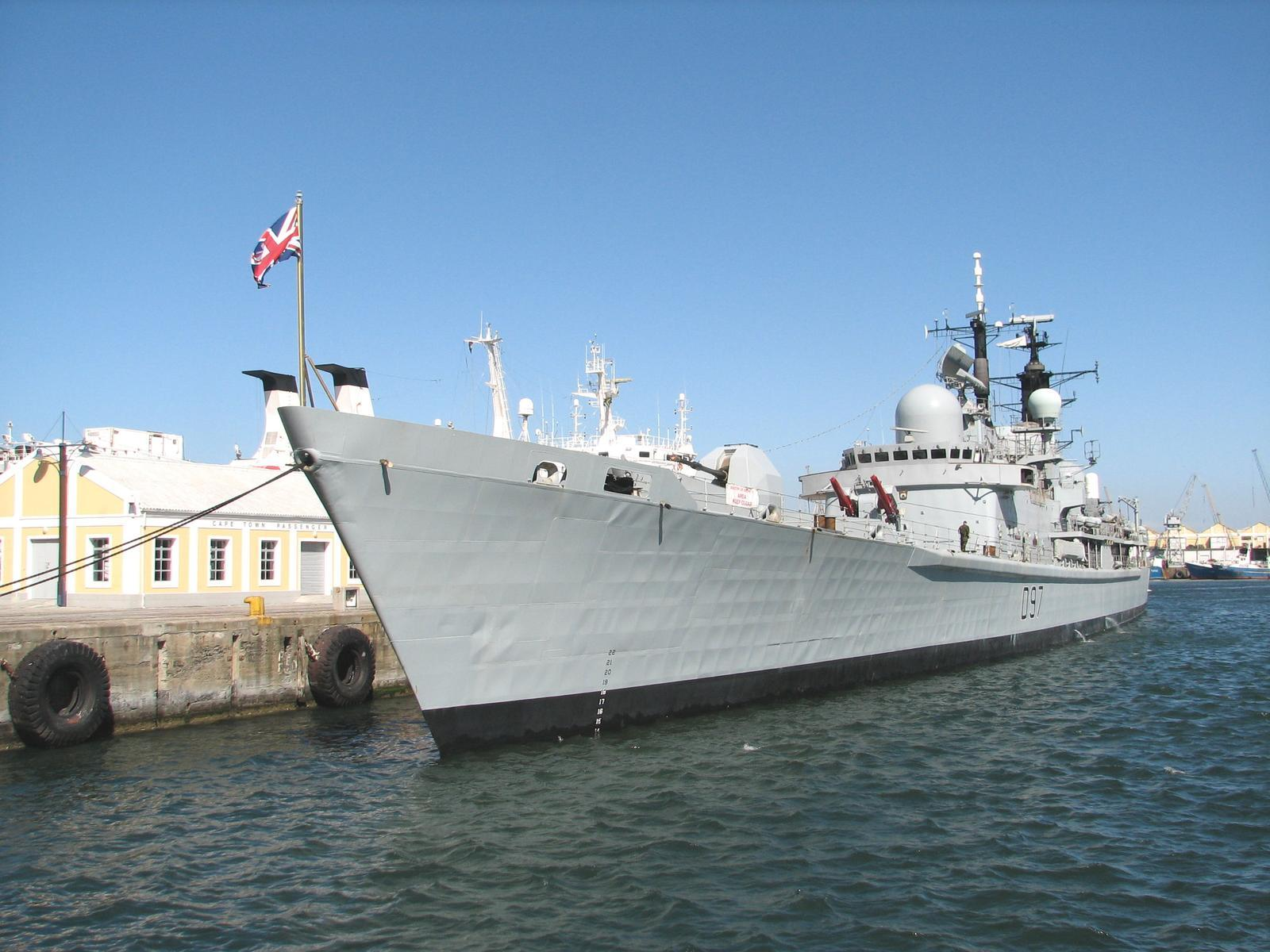
Luego de la guerra la presencia militar británica en el archipiélago fue reforzada substancialmente. En la fotografía, el destructor HMS Edinburgh, destacado en Mount Pleasant desde 2006 en reemplazo del HMS Southampton.

Esta intransigencia del gobierno de Margaret Thatcher fue criticada internamente: Dennis Healey, líder de la posición laborista, fustigó la política de la primera ministra de rehusarse sistemáticamente a discutir el tema de la soberanía con Argentina. Healey ironizó sobre el hecho de que Thatcher se negara a conversar con un gobierno democrático escudándose en la oposición de 1800 malvinenses, mientras que había negociado con la "dictadura comunista" de China sin consultar a los cuatro millones de habitantes de Hong Kong sobre su propio futuro. Sin embargo la mayoría conservadora en el parlamento aseguraba al gobierno británico que su postura sería mantenida sin dificultades.
A principios de 1985 y en vista de esta situación, Londres asumió una actitud más flexible y dio un paso para intentar destrabar la relación: Thatcher ofreció abolir la zona de exclusión a cambio del cese argentino de hostilidades. El gobierno de Alfonsín rechazó la oferta, acusando a su par británico de querer "imponer un cese unilateral de hostilidades"; las autoridades argentinas reconocerían luego que esta respuesta fue inadecuada y que sólo consiguió trabar el diálogo. Expresaron asimismo que el despliegue militar británico en el archipiélago era "excesivo" y que "representaba una agresión contra la Argentina y América Latina." Simultáneamente, con un costo de 300 millones de libras esterlinas el Reino Unido construía el aeropuerto de Mount Pleasant para reemplazar al de Puerto Argentino/Stanley.
En julio el Reino Unido dejó en claro ante la ONU que no estaba "preparado" para tratar el tema de la soberanía, aunque levantó parcialmente el embargo comercial hacia la Argentina. Debido a lo restrictivo de su implementación, en los hechos la medida tuvo un carácter casi simbólico. Sin embargo no halló reciprocidad en su par sudamericano, que supeditó su accionar a la reanudación de conversaciones sobre la cuestión de fondo. En la siguiente reunión de la Asamblea General de la ONU el canciller Caputo denunció que el Reino Unido seguía contrariando los reiterados pedidos del Comité de Descolonización al continuar ocupando las Islas Malvinas.
Hacia fines de año se dieron varios cambios legales de importancia: el gobierno británico otorgó la plena ciudadanía a los isleños, y se redactó una nueva constitución para las Islas que daba a los malvinenses mayor control sobre los asuntos internos. Las nuevas herramientas legales fueron desplazando al rol pivotal que el Lobby había cumplido informalmente hasta esa fecha, por lo que su papel se redujo notablemente en los años siguientes.

### Entendimiento con la oposición laborista
Dada esta falta de progreso, el gobierno argentino se dispuso a aumentar la presión sobre el Reino Unido. En septiembre Alfonsín se entrevistó en París con el líder de la oposición, el laborista Neil Kinnock. Ambos coincidieron en la necesidad de restablecer las relaciones diplomáticas y comerciales entre los dos países y de encarar negociaciones que incluyeran todos los aspectos sobre el futuro de las Islas. Sugerentemente Kinnock subrayó la necesidad de tener en cuenta los intereses de los malvinenses.
Un mes después se reunió en Madrid con David Steel, jefe de la bancada liberal del parlamento. También hubo coincidencia en los aspectos fundamentales, y se elaboró una serie de pasos para normalizar las relaciones bilaterales:
- Formalización del cese de hostilidades;
- Abolición de la zona de exclusión;
- Reanudación de negociaciones totales sobre el futuro del archipiélago.[350]

Estos contactos, a los que se agregó el socialdemócrata David Owen, continuaron el año siguiente, aunque no se repitió el firme compromiso de la reunión anterior sobre el tema de la soberanía.

### Zona de conservación pesquera
En el primer cuarto del año 1986, el gobierno argentino empezó a poner en marcha una política de pesca más estricta, que tenía el propósito de hacer frente a la intensa depredación de los recursos del Atlántico Sur. La nueva política incluía la entrega de permisos de pesca a la URSS y Bulgaria, países que reconocían la reivindicación argentina, y existían tratativas y preacuerdos para extender similares privilegios a otras naciones.
El 28 de mayo el ARA Derves interceptó a un buque pesquero taiwanés y lo conminó a entregarse para luego ser llevado a Puerto Deseado, donde enfrentaría un proceso penal. El pesquero arguyó que se encontraba en aguas de las Islas Malvinas y no dentro de la jurisdicción argentina. Se le respondió que efectivamente se hallaba en el mar circundante de islas pertenecientes a la Argentina. Le siguió una negociación que duró varias horas. Ante la negativa del pesquero a acatar las exigencias, se emitió desde Buenos Aires una orden de uso de fuerza y el pesquero fue hundido.
El Reino Unido condenó la acción argentina de "perseguir un reclamo de soberanía por la fuerza" y la calificó de "patrullaje agresivo". El gobierno de Thatcher utilizó estos hechos para justificar su decisión de establecer unilateralmente un radio de 150 millas náuticas alrededor de las islas, que formaba un área que fue llamada Falkland Islands Conservation Zone (FICZ) ("Zona de Conservación de las Islas Malvinas") La distancia escogida tenía por objeto evitar la superposición con la jurisdicción argentina medida en 200 millas desde el continente.
La Argentina emitió su rechazo a la acción británica y expresó su disposición al diálogo abierto según los términos impulsados por las Naciones Unidas, argumentando una vez más que el tema central era la soberanía, y ofreció el cese de las hostilidades a cambio de que el Reino Unido diera marcha atrás con su medida.
Estados Unidos veía con preocupación el incremento de la tensión e intentó gestionar un acercamiento entre las partes mediante una serie de conversaciones secretas que comenzaron en noviembre. Si bien nominalmente los encuentros trataban sobre pesca, el tema de la soberanía apareció en los documentos oficiales emitidos.
No obstante, la implementación de la FICZ comenzó sin titubeos en febrero de 1987. Varios foros internacionales, entre ellos la OEA, se manifestaron en contra de la medida unilateral británica, pero la mayoría de los estados que mantenían actividad pesquera en la región acataron las nuevas regulaciones.
Esta acción tuvo dramáticos e inesperados efectos en la economía del archipiélago. La mayor parte de los ingresos de los malvinenses provienen ahora de la venta de licencias de pesca a compañías extranjeras que buscan actuar en la FICZ. El ingreso per cápita promedio aumentó hasta niveles que en 1995 superaban a los del Reino Unido, los Estados Unidos y Alemania. La tasa de crecimiento poblacional revirtió la tendencia decreciente de los anteriores decenios.
Esto tuvo por efecto la disminución de la carga para la metrópoli: en 1992 Londres dejó de enviar ayuda económica directa a Malvinas. Actualmente el gobierno británico solo eroga en concepto de manutención de las instalaciones militares del archipiélago, por lo que el interés de Londres por conservar la posesión de las Islas se ha visto reforzado.
Discusión sobre la explotación de petróleo en las islas
En 1991, durante la presidencia de Carlos Menem, un tema que había quedado a un lado durante la guerra de Malvinas recuperó importancia. El asunto en cuestión es el de la disputa sobre la posesión de petróleo en el archipiélago.
Mientras estas reuniones y disputas sobre el control del petróleo en las islas se llevaban a cabo, ambos Estados sufrieron una traba por parte de los habitantes de las Malvinas, que reclamaban el control de los recursos sobre sus islas. Y además, amenazaban con vender lo obtenido a otro Estado.
Durante estas discusiones, varias empresas petroleras, como YPF y British Petroleum, buscaron obtener una parte del petróleo y, en conjunto, exploraron cuáles eran las zonas más ricas del archipiélago.
Finalmente, luego de cuatro años, se firmó una declaración conjunta que estableció que para extraer los recursos naturales de las islas, antes se debería cooperar entre ambos Estados.

### Fire Focus
El 11 de junio de 1987 Margaret Thatcher fue elegida por tercera vez para el cargo de primer ministro. Al igual que con su anterior reelección, las campañas electorales conservadoras habían hecho hincapié en la retórica dura y en la inflexibilidad de la Dama de Hierro ante los reclamos argentinos. Se ha hecho notar que esto terminó encerrando a su gobierno en una posición sin salida, pues cualquier cambio de política tendiente a la negociación en materia de soberanía equivaldría a "admitir que llevó a las tropas británicas a la muerte en vano". Por consiguiente, durante su gobierno no era esperable cambio alguno, por lo que la situación devino en un largo impasse.

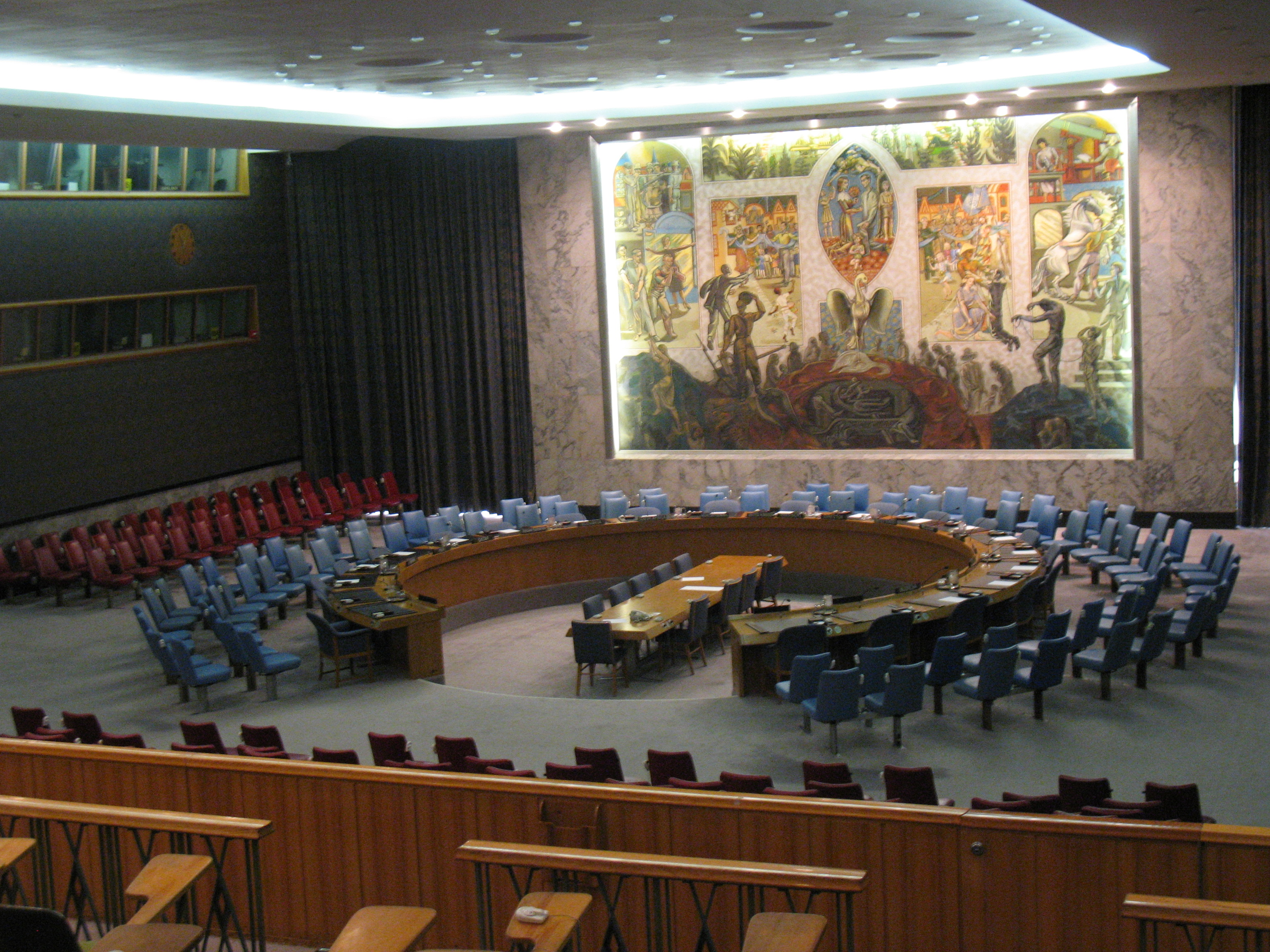
Salón de reunión del Consejo de Seguridad de las Naciones Unidas.

A partir del 16 de marzo de 1988 el Reino Unido realizó una serie de maniobras y ejercicios militares de entrenamiento en el archipiélago, colectivamente denominados "Fire Focus". Involucró el transporte de un millar de soldados, la participación de aviones de la Royal Air Force, y movimientos de buques de la Royal Navy y finalizó el 31 de ese mes.
Buenos Aires respondió enérgicamente con una movilización militar y varias protestas elevadas a los foros internacionales. En una carta al presidente del Consejo de Seguridad de la ONU, la Argentina advertía sobre: 

(...) la situación creada en el Atlántico Sur por la decisión del gobierno del Reino Unido de conducir maniobras militares en las Malvinas (...)

El 18 de marzo el Consejo Permanente de la OEA emitió —con 27 votos a favor, ninguno en contra y dos abstenciones— una resolución en la que expresaba su profunda preocupación por las consecuencias del comportamiento británico. El Movimiento de Países No Alineados hizo pública una declaración "deplorando firmemente" la decisión de Londres de realizar el ejercicio militar.
A finales de ese año las gestiones reservadas de los Estados Unidos parecieron empezar a rendir frutos: el gobierno de Alfonsín aceptó continuar las negociaciones bajo lo que se denominó "fórmula del paraguas", que permitía el tratamiento de temas accesorios como el desarrollo económico, las comunicaciones y las relaciones culturales entre los países sin que se hicieran cambios en la cuestión de la soberanía. Las elecciones presidenciales de 1989, el aguzamiento de la crisis económica argentina y la consecuente entrega anticipada del poder impidieron que se consiguieran avances concretos.
Actualmente los argentinos pueden ir con pasaporte de turistas a las Islas Malvinas. Las negociaciones están trabadas debido a las pretensiones británicas de que dichas conversaciones se den entre el Reino Unido, Argentina y representantes de los pocos habitantes de las Malvinas a la que se opone el gobierno argentino. Por lo general se entiende (al haber nacido o ser descendientes de súbditos británicos) que el sentimiento de los habitantes es claramente probritánico y prefieren ser independientes a ser parte de Argentina.

## Rebrote del conflicto por Malvinas: reclamo argentino ante la ONU
El 7 de febrero de 2012, la presidenta Cristina Fernández, anunció que su gobierno presentará una protesta ante la ONU "a raíz de la 'militarización' del Atlántico sur por parte de Gran Bretaña", tras la decisión de Londres de enviar un moderno destructor a las Islas Malvinas.
La Presidenta señaló, en dicho momento: "Vamos a presentar una protesta ante el Consejo de Seguridad de la ONU por esta nueva militarización del Atlántico sur, que implica un grave riesgo para la seguridad internacional" (...) "Este es un reclamo avalado por el conjunto de la sociedad argentina y latinoamericana. Malvinas se ha transformado en una causa latinoamericana".
Por su parte, el gobernador de las Malvinas, el británico Nigel Haywood, cuestionó las "políticas deliberadas" que tomó Argentina "para hacer difícil la vida de los habitantes de las islas", cuya soberanía es motivo de un conflicto entre el Reino Unido y el país sudamericano. El gobernador también señaló: "Si Argentina continúa con declaraciones fuertes y engañosas, las vamos a desafiar. No se puede atacar a uno y luego cuando éste se defiende, acusarlo de ser agresivo".
Lo anterior significa el resurgimiento del encono que, desde la época del gobierno de Margaret Thatcher, se había mantenido bajo control, por parte del Reino Unido, y cuyos ejes se centran en la denominadas "militarización" y causa latinoamericana, el cual ha tenido apoyo de algunos presidentes de la región, tales como el peruano Ollanta Humala.
De esta forma, el 10 de febrero de 2012 el canciller argentino Héctor Timerman concretó la denuncia contra Gran Bretaña ante las Naciones Unidas por la "militarización" del Atlántico Sur, en una reunión en Nueva York con el secretario general de la ONU, Ban Ki-moon.
"El secretario general de la ONU apoya el diálogo, el presidente de la Asamblea General de la ONU apoya el diálogo, el presidente del Consejo de Seguridad de la ONU apoya el diálogo y Argentina apoya el diálogo. Falta Gran Bretaña".